# 土耳其饮食

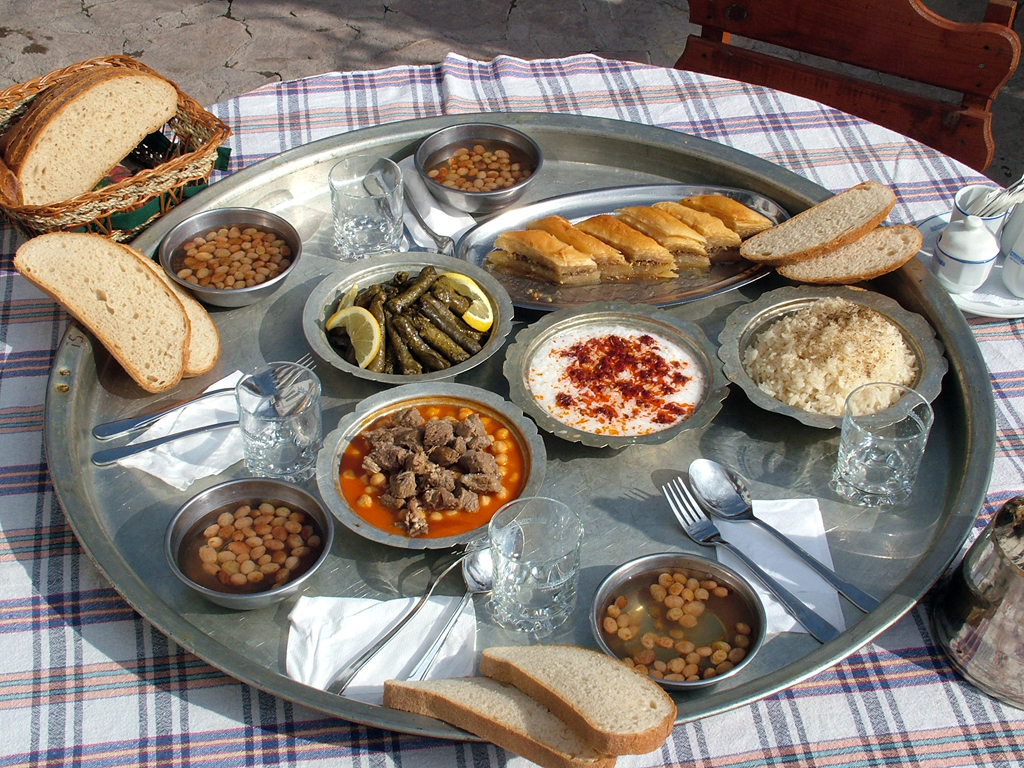
土耳其的安那托利亞菜，風格接近伊斯蘭的中東。圖為麵包沾各種香料、熟食。

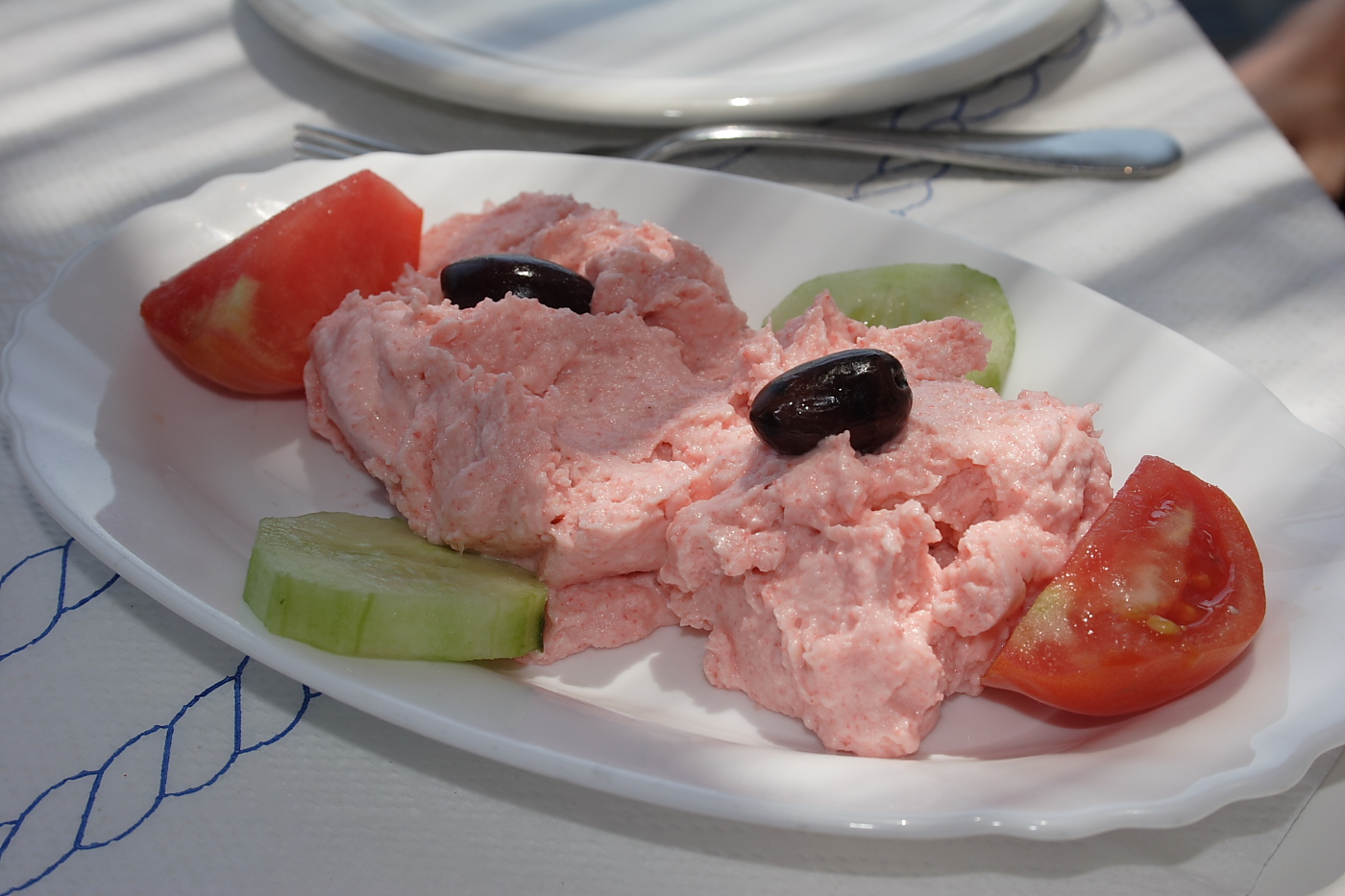
土耳其的伊斯坦布爾菜，風格接近基督教的歐洲。圖為粉紅魚籽泥，一盤用黃瓜、橄欖和蕃茄裝飾

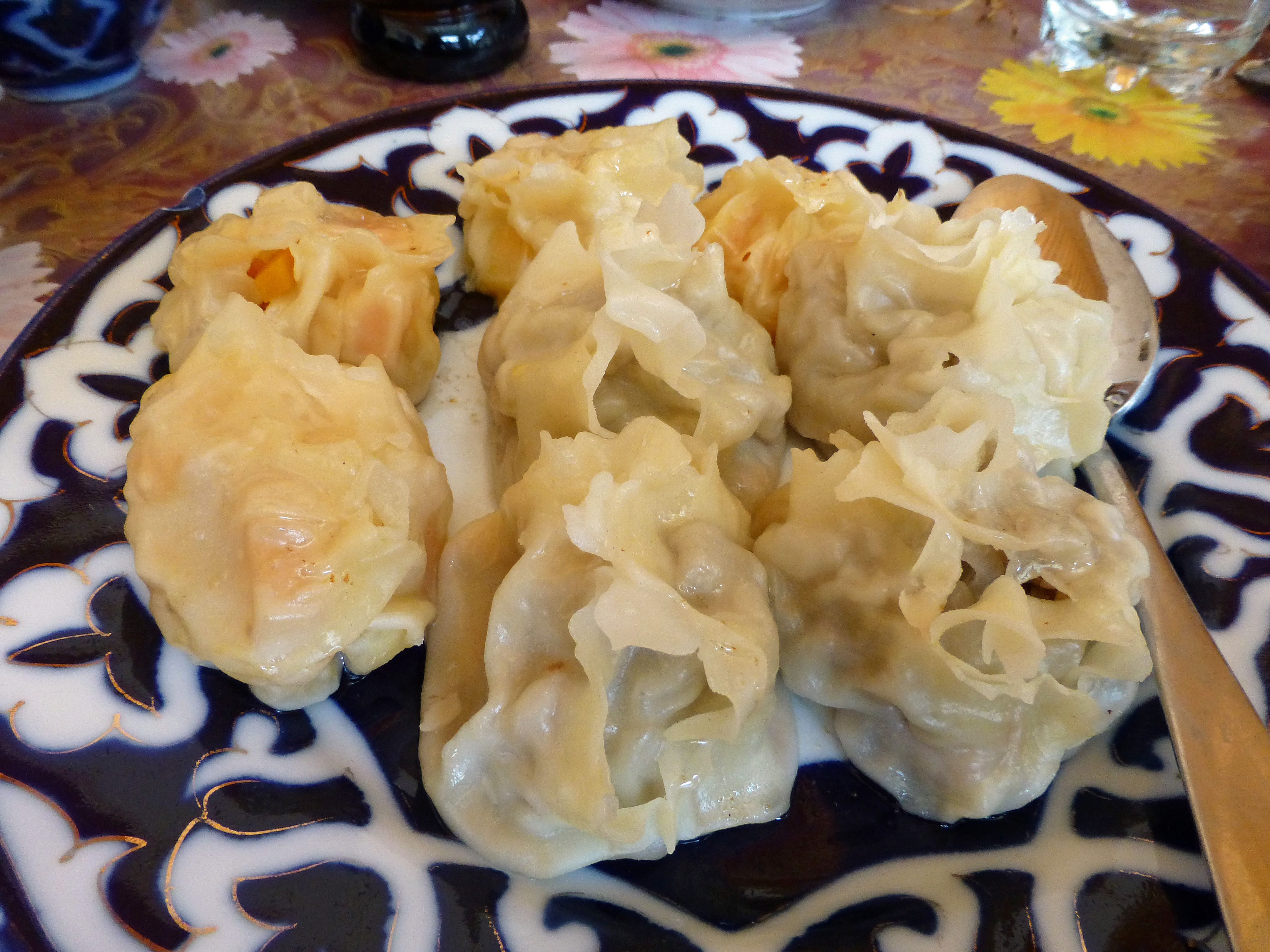
土耳其饅頭，即突厥饅頭，和中國的包子、東歐的餃子幾乎一樣

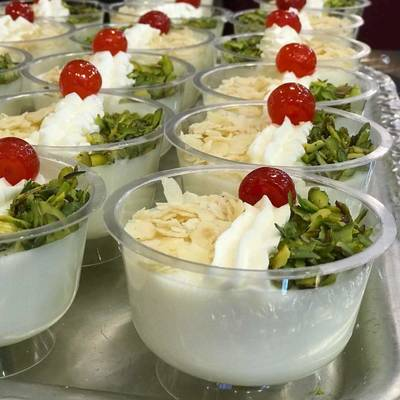
牛奶米布丁

土耳其饮食（土耳其語：Türk mutfağı），又可翻譯為土耳其菜、土耳其美食文化，指的是現代土耳其版圖之内所有料理的總稱，亦包括土耳其移民、土耳其裔的人士在外國所做的飲食文化，特點是料理的種類包羅萬象、豐富至極，是奧斯曼帝国宫廷菜的直系繼承者，被譽為世界三大料理之一。
土耳其美食文化可謂是全地中海、巴爾幹、中東、中亞和東歐美食的融合與提煉，在其國內的各個地區都有著明顯的不同。一般來講分四塊，即伊斯坦布爾、布爾薩、伊茲密爾和安納托利亞，它們分別繼承了奧斯曼宮廷食物的不同元素，並在20世紀迅速發展出自己的獨立特色。該菜系的特點也有四個，分別是適當使用香料、以米飯和麵包為雙主食、運用範圍極廣的爛燉蔬菜、以及把料理塞入另一樣食材中烤的填充菜。
另外還有幾個比較小的特點，例如靠近地中海的地區會廣泛使用魚類，尤其是黑海鳳尾魚；內陸地區則喜歡烤肉串和烤玉米，以茄子泥、鷹嘴豆泥為主的開胃菜塗醬，以為小麥粉為主的甜點；雖然現代土耳其也會使用黃油、大豆油、花生油等油脂炒菜，以增添香味，但依然以橄欖油為壓倒性多數，特別是在盛產橄欖的西部地區；靠近愛琴海、馬爾馬拉和地中海的地區則和地中海料理類似，喜歡蕃茄、蔬菜沙拉和香草；安納托利亞中部則明顯受到蒙古文化和突厥民族影響，有大量在東亞也能找到的食物，例如“mantı”，即中國菜中的饅頭類點心，或韓國料理中的“mandu”，一般認為這些菜隨著土耳其人的遊牧民族祖先而傳入安納托利亞半島。
絕大部份的土耳其菜至今在中文裡仍然沒有統一的譯名，往往必須看原文或敘述才不會產生歧義。目前，像沙威瑪、烤羊肉串一樣的肉類食物已經成為了外國土耳其菜的代表，但土耳其國內的料理其實是以白米飯、粗糧麵包和蔬菜為主的，肉、起司、蛋、油類食物的含量適中，肉奶蛋的比例并沒有那麼高。

## 历史及特點

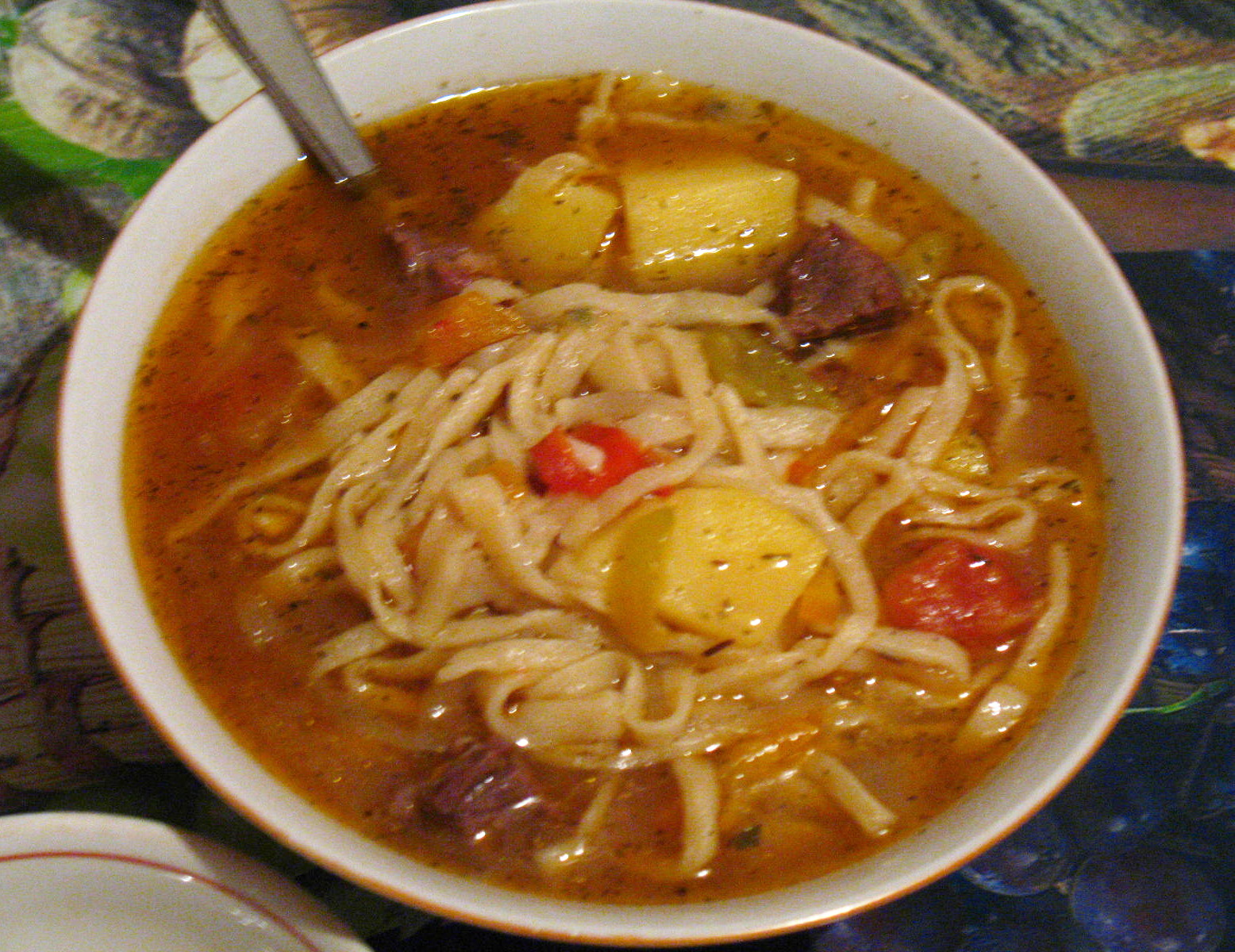
土耳其的麵，和中國汉族的湯麵、新疆维吾尔族的拉条子大同小異，展示出土耳其飲食巨大的多样性。

土耳其的前身是一個叫奧斯曼帝國的國家，該國在15～19世紀中逐漸發展出各類料理，成为现代土耳其菜之雛形。由於奥斯曼帝国橫跨欧亚非三个大洲，受地中海農業和伊斯蘭教義的雙重影響而發展出了独特的美食结构。其統治下的各個民族也經常交流，甚至學習彼此的烹飪技法，讓土耳其在不知不覺中吸收了大量希臘菜、保加利亞菜、匈牙利菜、烏克蘭菜、埃及菜、伊朗菜、阿拉伯菜等週邊一圈國家的菜色。
從15世紀開始，土耳其人改變了其突厥遊牧民族祖先以“肉、奶”為主食的飲食習慣，轉而以“小麥、米飯、蔬菜和水果”為主食。奧斯曼的蘇丹也命令廚師要意識的融合多民族的菜餚，把其他民族的菜改造為土耳其菜，因此一系列帶有濃厚土耳其特色的宮廷菜孕育而生。而在19世紀，凱末爾建立現代的土耳其共和國後，這些廚師流入民間或移民至歐美，他們所販賣的宮廷料理就成為今日土耳其菜之雛形。
由於土耳其人把土耳其菜的种類分得特別細，所以既使许多菜在做法上相差無幾，但名字卻能毫不相关。例如有一種叫“Urfa kebap”的菜，它只比“Adana kebap”辣度低、醬汁稠而已，其餘沒什麼區別，這兩個菜都是麵包夾烤肉，不過它們在土耳其當地卻會被視為兩種不同的食物。這也導致了土耳其和東歐、中東、北非地區都有著共通的，但是名字卻完全不同的菜。

### 早餐

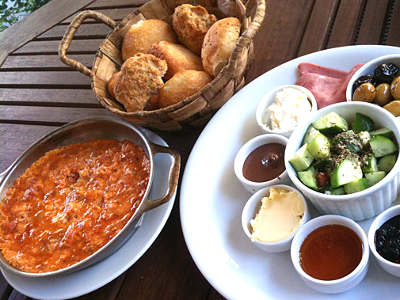
土耳其早餐的樣子

土耳其菜中的早餐一般視為最重要的一餐，中餐、晚餐則可以簡化。因此，其品種也極端豐富，一頓典型的土耳其早餐可能會包括奶酪、黃油、橄欖、雞蛋、高麗菜、蕃茄、黃瓜、果醬、蜂蜜、辛辣鹹肉捲、土耳其烤腸、羊奶鹹派、黑麥甜球、油炸甜豆腐、“門涅門（menemen，蔬菜煮雞蛋）”等。土耳其在巴爾幹半島的菜系主要集中在首都伊斯坦布爾中，例如有一種叫土耳其燻雞絲蛋的套餐，由荷包蛋和優格製成。土耳其的早餐是可以配土耳其茶、奶茶或其它茶類的，但不會喝咖啡，早餐在土耳其語中寫為“kahvaltı”，意思就是“喝咖啡之前”。

### 家庭料理
目前土耳其的年青人並不喜歡在家裏做菜，因為土耳其的外食足夠便宜，口味也絕對豐富；但那些年長的、富有的、有傳統情節的土耳其人卻依然喜歡在家裏自製食品。典型的一桌土耳其家庭套餐從湯開始，尤其是在冬季，然後是蔬菜、橄欖油、絞肉、豆類，通常與土耳其烤肉飯一起吃，或在之前吃；如果想要吃飽一點，還可以配意大利麵、小麥飯、沙拉、冷的優格、大蒜、鹽和黃瓜片等食物。在夏季，許多人喜歡吃一道用橄欖油烹製的涼菜來解暑，而不是滾燙的湯，土耳其涼菜可以在主菜的之前或之後吃，在順序上並不嚴格，也可以是雞肉、羊肉、魚肉和蔬菜混合的沙拉。

### 餐廳菜

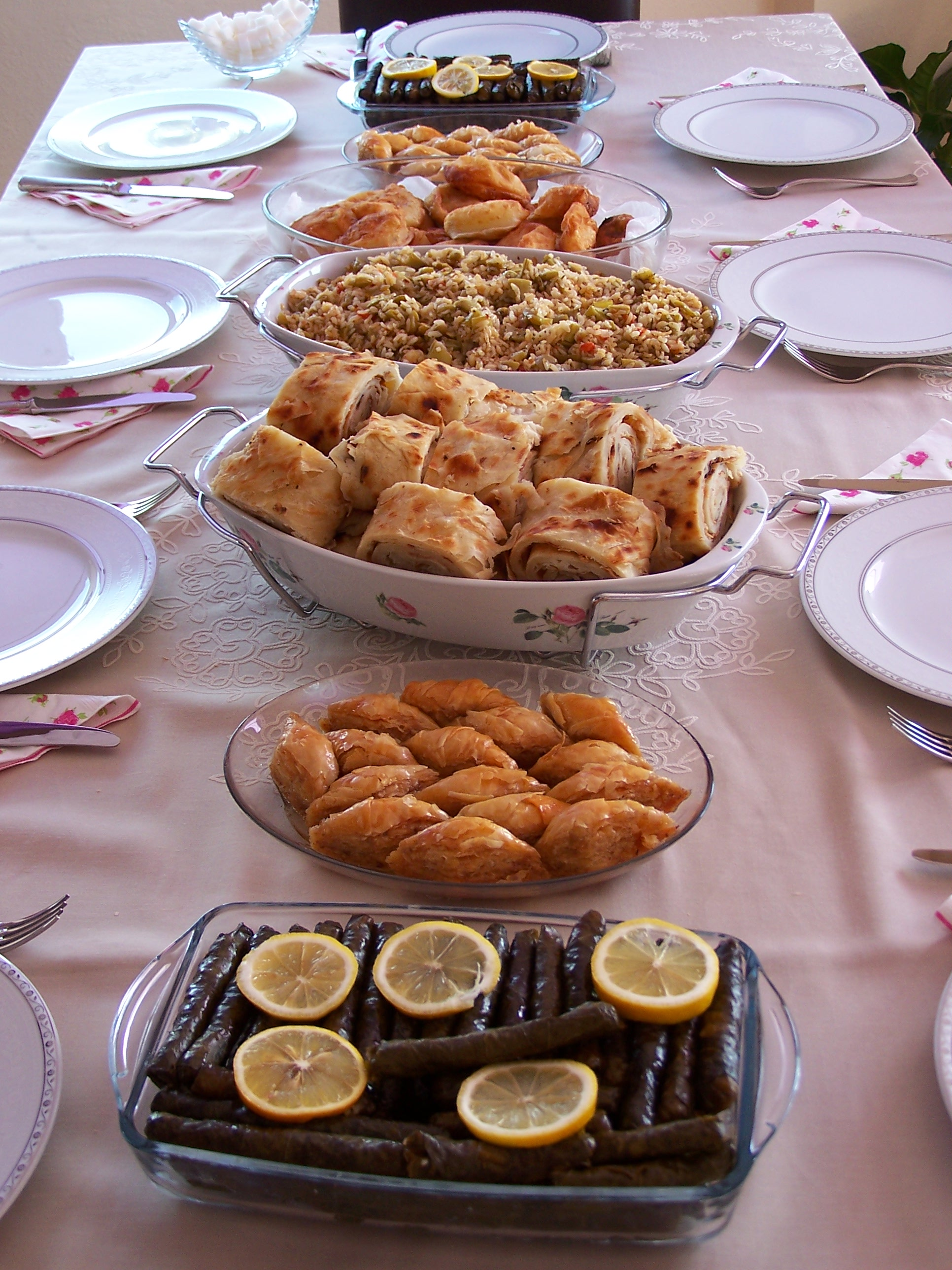
土耳其餐廳的擺盤方式之1

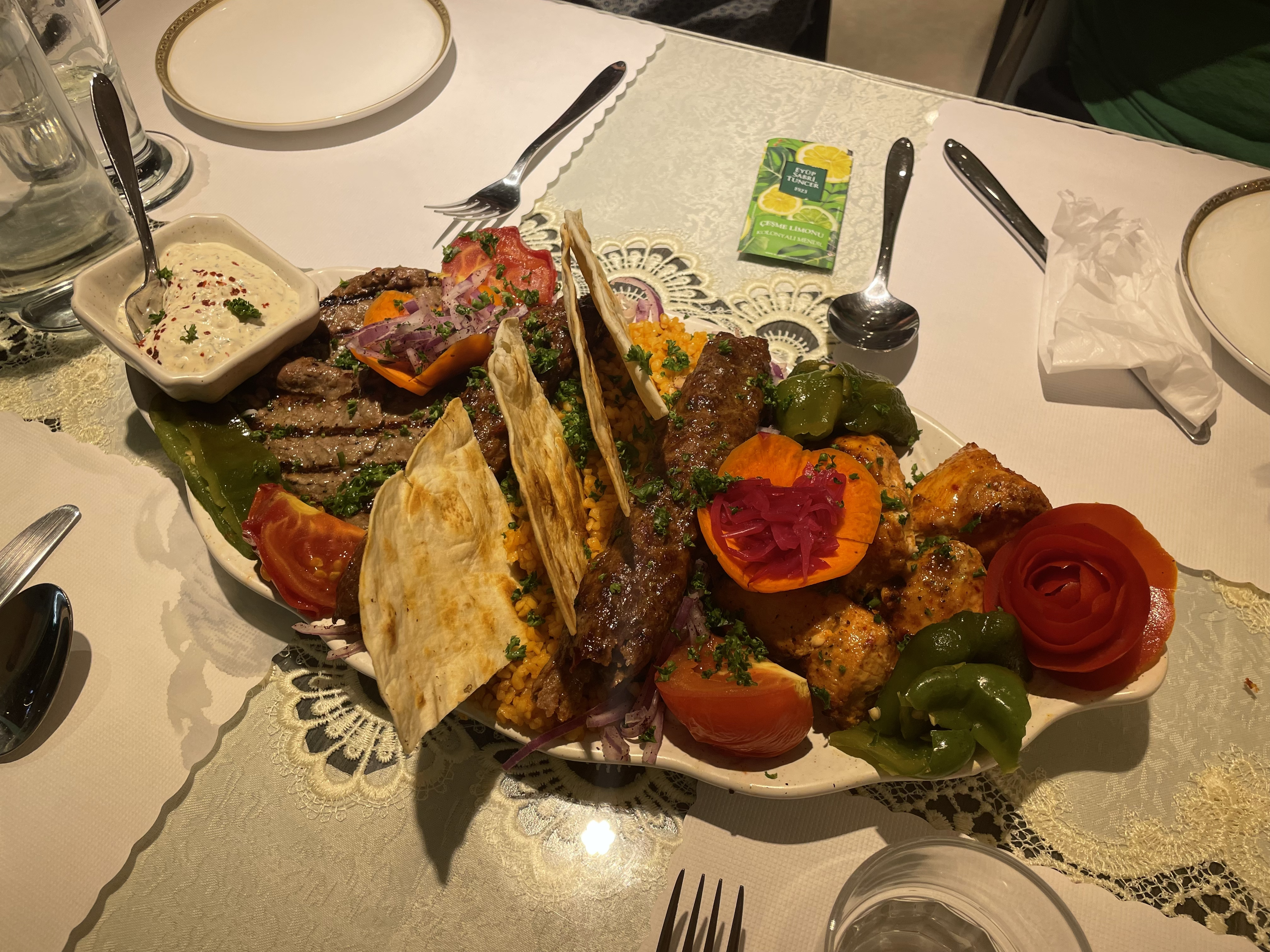
土耳其餐廳的擺盤方式之2

在土耳其，由於受到美式快餐文化和西欧国家的沙威瑪小攤之影響，快餐型的餐廳在土耳其越來越多，再加上土耳其美食文化非常包容、没有排外性，导致外國的餐饮模式能迅速在土耳其定型。但是，如果要吃到真正的土耳其美食，土耳其人依然建議遊客們去當地餐廳，因為這才能感受到土耳其菜豐富之極的特點。在大型商業城市，外出就餐一直很普遍。土耳其語中的餐廳寫為“Esnaf lokantası”，意思是“店主的商店”，這揭示了土耳其人對餐廳的態度，以店主的口味為主，而不是料理本身，店主被賦予很大的權力去重新改造美食，這樣讓在土耳其的人能以實惠的價格吃到幾百種完全不同的家常菜。

### 夏季美食
土耳其受到地中海氣候和沙漠季風的雙重影響，夏季較炎熱，所以土耳其有“專門夏日吃的美食”分類。這些夏季美食包括油炸蔬菜，如茄子、辣椒或馬鈴薯，配以酸奶或蕃茄醬。門涅門和çılbır是典型的夏季菜餚，以雞蛋為主，羊奶酪、酸黃瓜、蕃茄、西瓜和哈密瓜為輔助，這些都是清淡的夏季餐點。那些喜歡甜點的人可能更喜歡夏季美食，而不是冬季的，因為它比冬季或者春秋食物更清淡、更酸，也沒有那麼甜。

## 主要食材

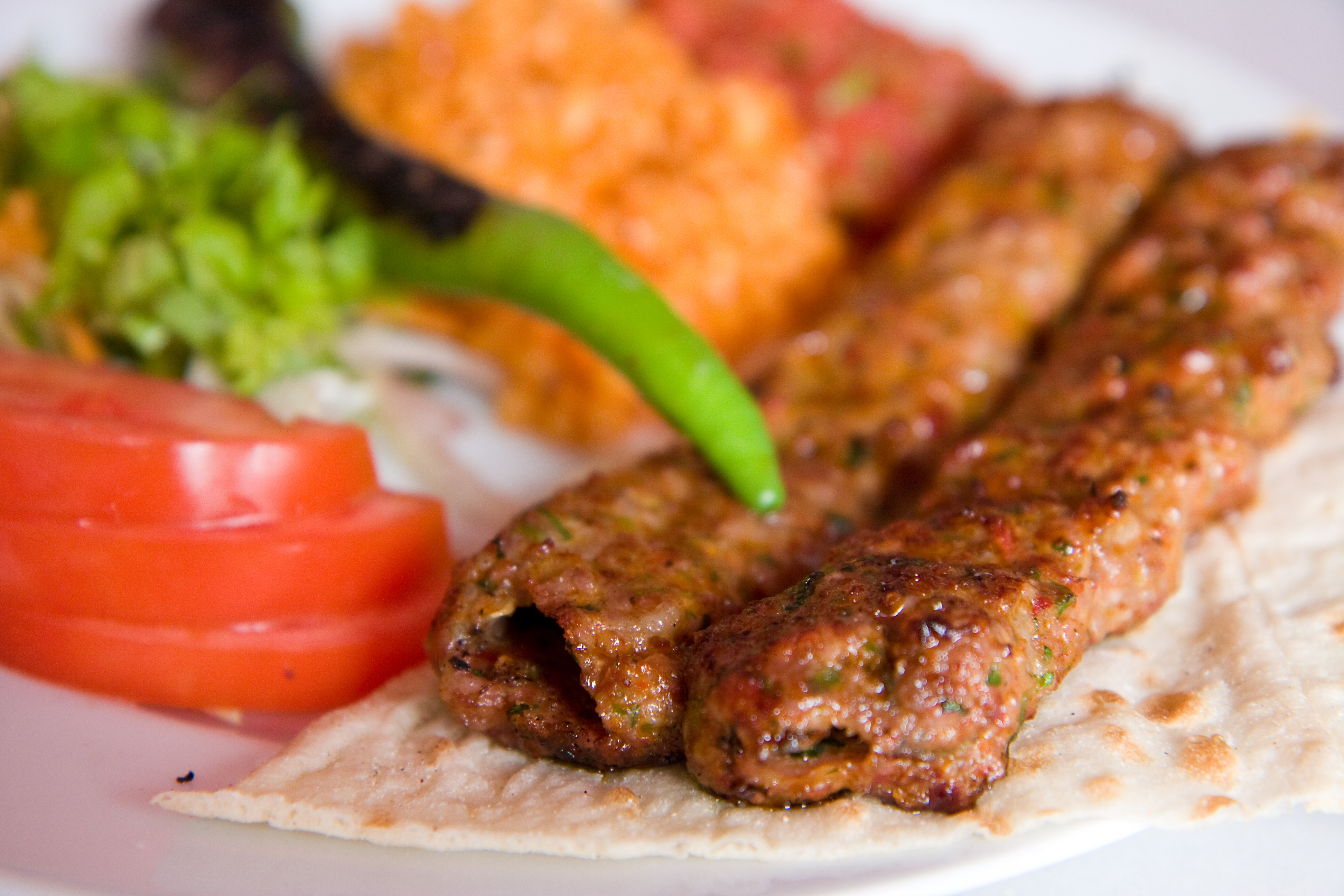
烤肉串

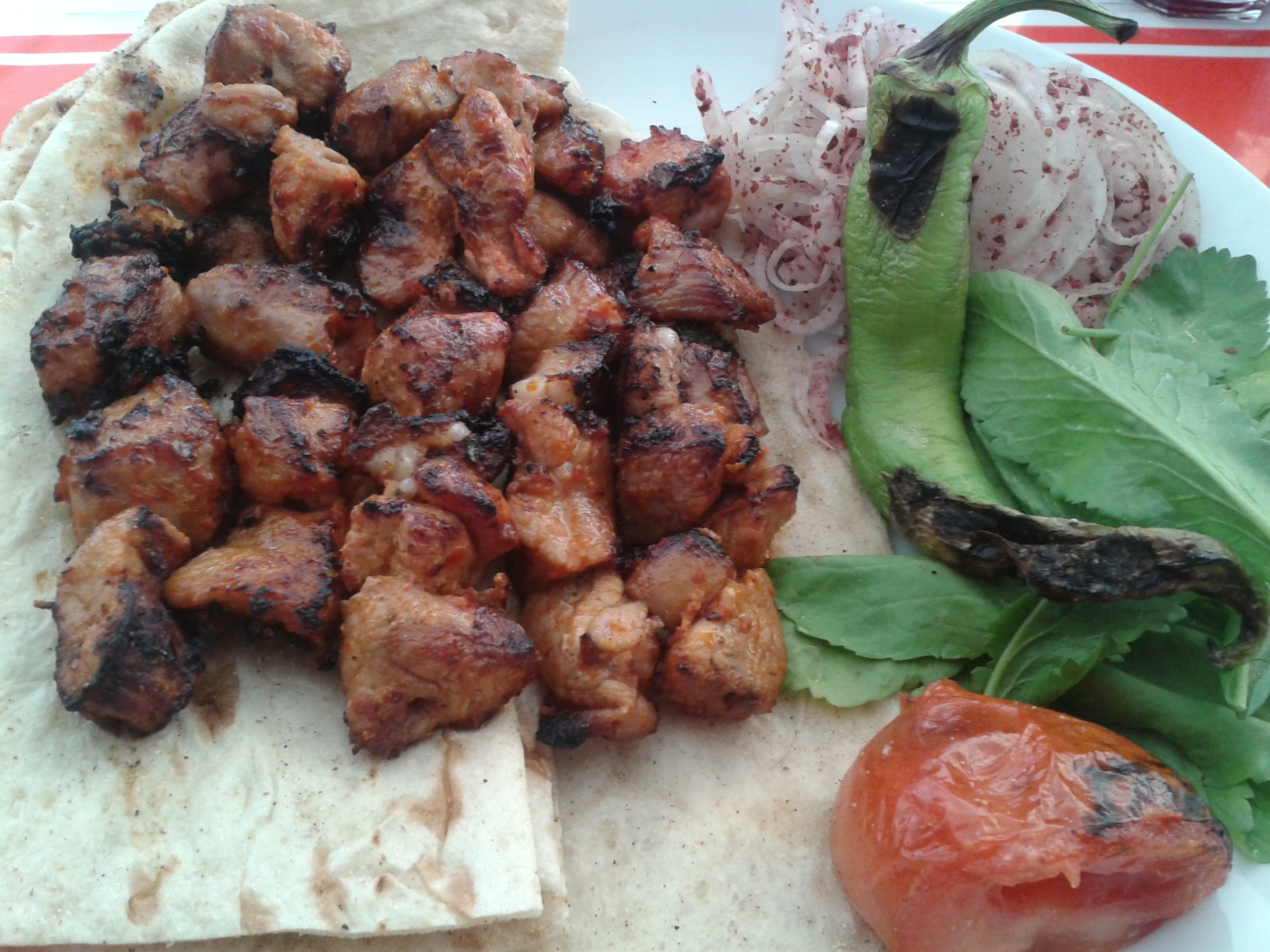
辣肉麵包

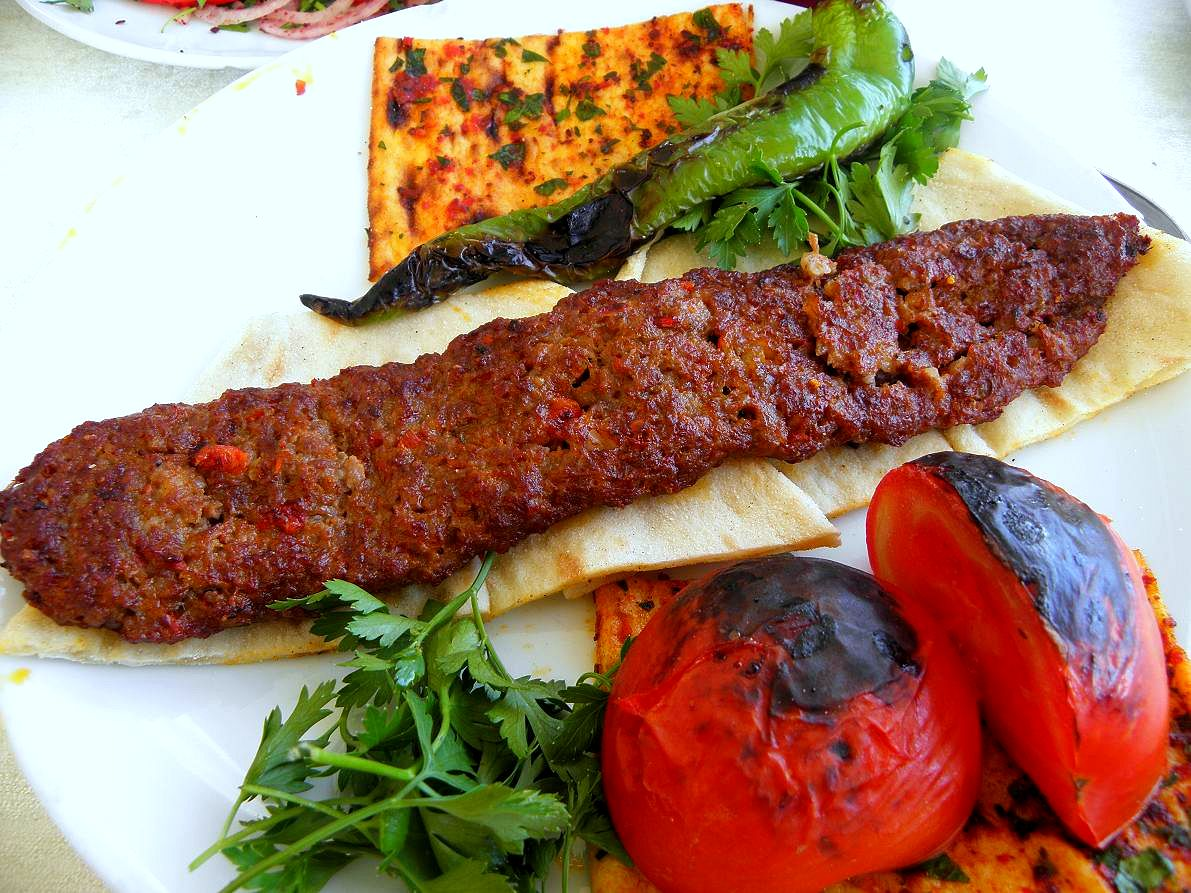
烤肉套餐

土耳其的農業發達，是地球上少數能輕鬆做到自給自足的國家之一，這是中國、加拿大、俄羅斯等比土耳其面積大好多倍國家都無法完成的事情。土耳其那多變的地理環境、三面環海和溫暖的氣候，都為各種蔬菜、水果和海鮮都提供了極好的繁殖條件。
其實土耳其原產的食物並不算豐富，但是由於它的前身——奧斯曼帝國的版圖极其巨大，導致歐洲、亞洲、非洲的各種植物、牲畜和魚類都被土耳其人帶回本土，經過幾百年的培育，自然被本土化成土耳其的食物。既使現代土耳其已经沒有奧斯曼帝國那时候那麼大了，但也能獲得舊版圖之內的所有食材。土耳其最引以為傲的是它的蔬菜數量，常用的就足足有41種，在下面蔬菜一章中會單獨羅列條目解釋；堅果有開心果、栗子、杏仁、榛子和核桃等；香料在土耳其菜中佔有舉足輕重的地位，廣泛用於甜點、鹹味食物、湯、麵包、蛋糕或飲料中；麵包主要由不脫殼的麵粉製作，但一個種類中可以有好幾種變化，例如包括羊肉、雞肉、牛肉、魚等。

### 香料和香草
| 中文名   | 土耳其文名                    | 可用在哪些料理中                                                                                                 | 食物典故及用法歷史 |
| -------- | ----------------------------- | --- | ------------------ |
| 多香果   | Yenibahar or Dolma bahar      | 手抓飯、蔬菜、抓飯、魚、köfte                                                                                    | [ 6 ] [ 7 ]        |
| 茴芹     | Anason                        | Peksimet , rakı，用於在甜味和鹹味菜餚中調味堅果和乾果混合物                                                      | [ 6 ] [ 7 ]        |
| 黑胡椒   | Kara biber                    | 雞蛋菜餚、肉類菜餚、Laz böreği                                                                                   | [ 6 ]              |
| 豆蔻     | Kakule                        | 主要用於咖啡。波斯和印度甜點中的常見成分，土耳其變種通常用香草和玫瑰水 代替它                                    | [ 7 ]              |
| 肉桂     | Tarçın                        | 甜點、糕點、salep、boza、iç pilav、魚、羊肉、蔬菜、蕃茄醬、牛奶布丁                                              | [ 6 ] [ 7 ]        |
| 丁子香   | Karanfil                      | 水果蜜餞，五香紅茶，砂鍋肉，糖果，麵包，糕點                                                                     | [ 6 ] [ 7 ]        |
| 芫荽     | Kişniş                        | 用於一些魚類和肉類菜餚，特別是在安納托利亞南部和東部                                                             | [ 7 ]              |
| 孜然     | Kimyon                        | 麵包、香料、烤肉                                                                                                 | [ 6 ]              |
| 葫蘆巴   | Çemen otu                     | 蔬菜、魚、麵包、土耳其匹薩                                                                                       | [ 7 ]              |
| 頭髮花   | Yalancı safran (Fake saffron) | 優酪乳、奶油醬、酸奶湯，使白色液體呈現出玫瑰紅的色調                                                             | [ 6 ]              |
| 黑葡萄椒 | Urfa biberi                   | 沙拉、匹薩、烤肉                                                                                                 | [ 6 ]              |
| 櫻桃仁   | Mahlep                        | 蛋糕、咖啡、麵包、沙拉、冰淇淋                                                                                   | [ 6 ]              |
| 洋乳香   | Sakız                         | 牛奶製品，甜點、冰淇淋、奶油醬、土耳其軟糖                                                                       | [ 6 ]              |
| 黑種草   | Çörek otu                     | 鹹味糕點、自製奶酪，也可以與香菜、小茴香和哈斯匹爾混合製成魚料理的香料                                           | [ 6 ] [ 7 ]        |
| 紅辣椒   | kırmızı biber, pul biber      | 裝飾湯、燉菜、油炸菜、匹薩、沙拉、阿達納烤肉串                                                                   | [ 6 ] [ 7 ]        |
| 薔薇水   | Gül suyu,                     | 甜點、沙拉、麵包、冰淇淋、奶油醬、蛋糕                                                                           | [ 6 ]              |
| 罌粟籽   | Haşhaş                        | 麵包、甜點捲或肉捲、魚、清淡的醬汁和酸奶醬                                                                       | [ 7 ]              |
| 藏紅花   | Safran                        | 炒飯、燴飯、意大利麵、匹薩、蛋糕                                                                                 | [ 6 ]              |
| 蘭莖粉   | Salep                         | 用牛奶和糖製成的冬季飲料，巧克力、咖啡、蛋糕                                                                     | [ 6 ]              |
| 芝麻     | Susam                         | 沙拉、芝麻醬、蛋糕、烤肉、炒肉塊                                                                                 | [ 6 ]              |
| 鹽麩木   | Sumak                         | 漆樹漿果的汁液可用於醃製魚或雞肉，磨碎的漆樹可用於調味沙拉、肉飯和湯。烤肉使用漆樹、干百里香和烤芝麻的混合香料。 | [ 7 ]              |

橄欖在許多國家被視為配菜、香料或者油的一部份，但是在土耳其菜中卻算為一種蔬菜。土耳其橄欖在各種早餐 meze餐桌上也很常見，Beyaz peynir和yoğurt是許多菜餚的一部分，包括börek、manti、kebab和cacık。

### 水果

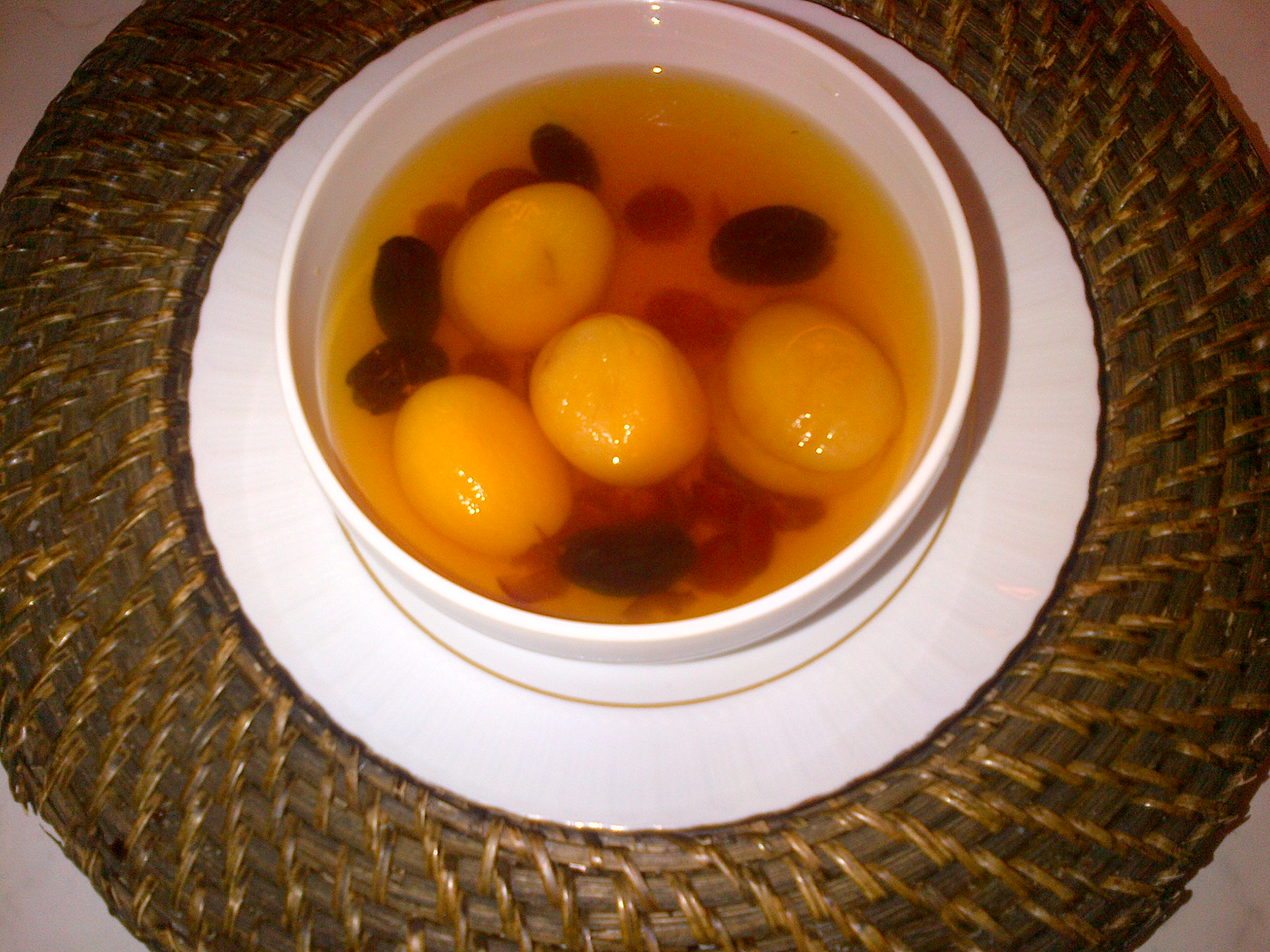
杏子和李子的粥，一種土耳其甜品

土耳其以高原水果、溫帶水果和地中海水果為主，一般人因為對伊斯蘭教國家的刻板印象，會覺得土耳其有很多沙漠水果、熱帶雨林水果，但其實現代土耳其共和國並不生產這些。土耳其的水果特點是價格极其低廉，不僅用於果汁，在麵包、餅乾、鹹味食物、湯中也大量使用水果，比起新鮮水果，尤以水果乾居多。在古代奧斯曼帝國的美食中，水果的種類就更加豐富了，經常與肉一起作為配菜。李子、杏子、石榴、梨、蘋果、葡萄和無花果，以及多種柑橘類水果，無論是新鮮的還是乾的，都是土耳其美食中最常用的水果。
- 蜜餞（komposto）
- 蒸水果（hoşaf）：來自波斯語khosh âb，字面意思是“好水”，是肉類或抓飯的主要配菜。
- 葡萄乾：最常用的水果甜味裝飾，卓瑪和皮拉夫通常含有。
- 葡萄葉配酸梅（Etli Yaprak Sarma）：奧斯曼宮廷的甜點，土耳其的甜點一般不會使用新鮮水果，但可能含有大量乾果，新鮮水果會直接吃而不是做成甜點。

### 肉和海鮮
和中文一樣，土耳其語的“肉”並不專指陸地動物，海裏的魚也是肉。
陸地動物中以羊肉為最主要的肉，有時會用雞肉和牛肉，偶爾會使用鴨肉、鵝肉、兔子肉、鴕鳥肉、駱駝肉，絕不會有豬肉、狗肉和馬肉。豬肉和狗肉不符清真戒律，並且馬是人類的朋友。在一些地區，肉類大多只在婚禮、古爾邦節、開齋節作為一種儀式型食物而被吃，但從19世紀開始，因為土耳其引入西方的肉類工業化生產，現在除了豬肉以外的主流肉類已經滲透進土耳其人的日常飲食。
肉類在烹飪中的主要用途仍然是絞肉和蔬菜的組合，名稱如豆子絞肉、菠菜絞肉，有時與酸奶一起食用。在沿海城鎮，因為土耳其面對地中海、愛琴海和黑海廉價魚類隨處可見，例如沙丁魚和鳳尾魚，以及許多其他季節性供應的魚類。土耳其的家禽消費量不多，幾乎完全是雞肉，雞蛋極為常見，但其他禽類的肉和蛋就很少，但也不至於到沒有的地步。牛奶餵養的羊羔曾經是土耳其最受歡迎的肉類來源，用其肉質非常鮮甜，這在土耳其古代是一個重要的儀式，但在現代土耳其很少見了。

### 乳製品和油脂

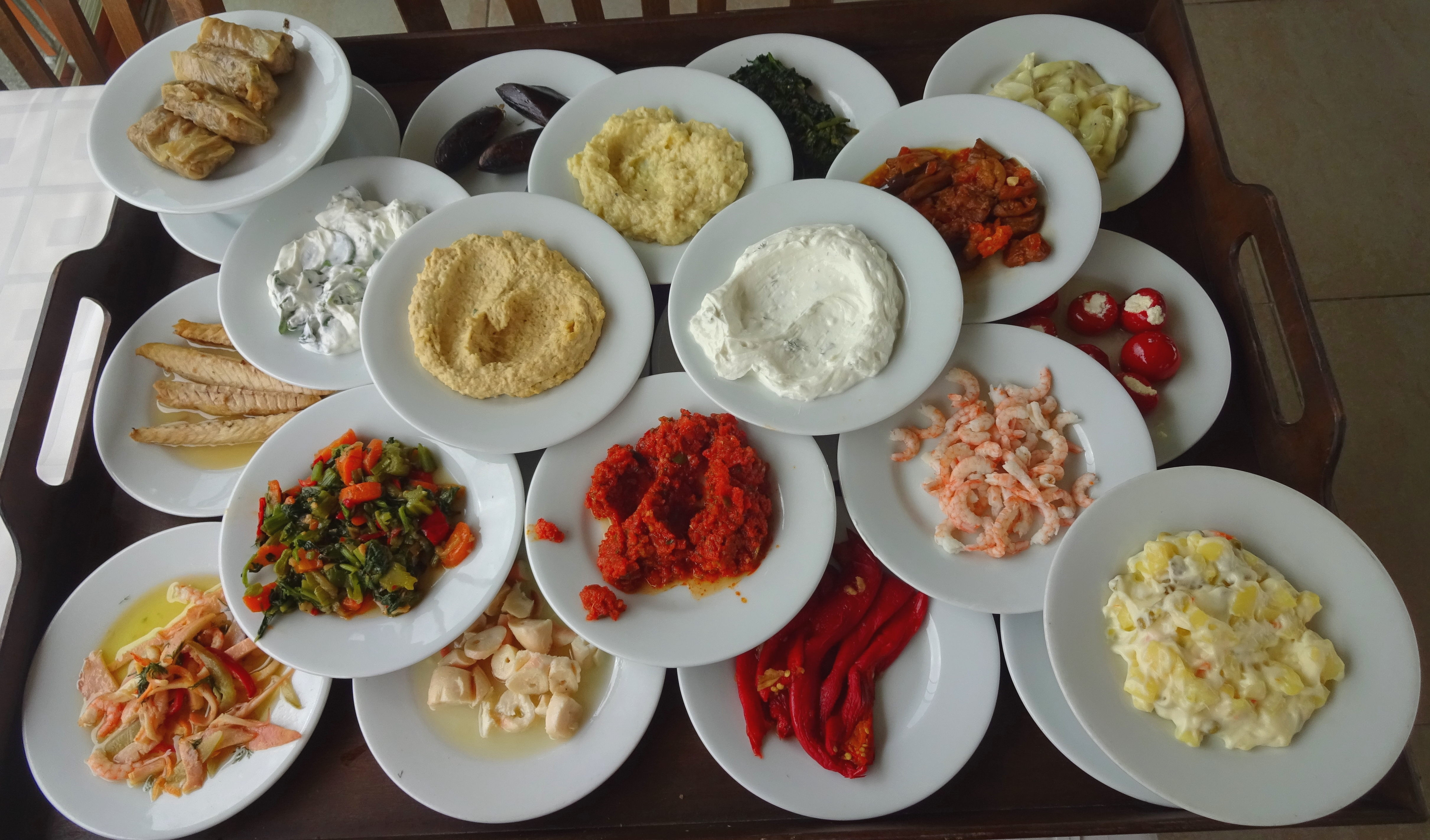
土耳其全國的油脂，有些呈油狀、有些呈起司狀、有些呈炒菜狀

#### 油脂
在土耳其語中，“油”和“脂肪”是同一個東西，所以有很多固態的、非油性的油，甚至炒菜剩下來的醬汁也能被當作一種油來使用。土耳其人把黃油、帶油的起司、鮮奶油、人造奶油、橄欖油、葵花籽油、玉米油、芝麻油、榛子油、椰子油、核桃油和綿羊的尾巴脂肪等出油的東西通通算作“油”，不像歐美將奶製品、油製品視為不同的東西。土耳其的油脂雖然在「分類」没有分的很仔细，但是「单一品種」卻有上百種，最主要用於炒菜抹油、蔬菜沙拉、蛋糕、飲料和烤肉菜中，其餘地方不常見。

#### 優格、優酪乳

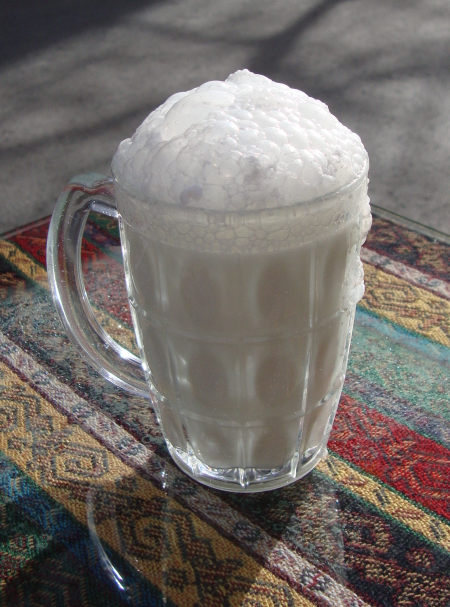
用到香料的土耳其飲料

優格是土耳其美食中最重要的奶製品，重要程度遠超起司。英文中的“yogurt”或“yoghurt”一詞，以及中文的“優格、優酪乳、酸奶”等詞彙都是來源自土耳其語中的“yoğurt”。
土耳其優格可以直接飲用，也可以當作沙拉醬、炒醬、麵醬、淋醬，幾乎可以搭配所有肉和蔬菜類菜餚，例如烤肉串、炸茄子、西葫蘆、肉末菠菜和土耳其饅頭。在安納托利亞的傳統村莊裏，優格通常與抓飯、麵包和烘蛋一起食用。一種更濃稠、脂肪含量更高的品種叫做“過濾酸奶”，是通過從乳清中過濾出優格凝乳製成的，這可以當做酸味奶酪的替代品。白色的甜味優酪乳是最常見的土耳其飲品之一, 此外，優格還可以用來做蛋糕、一些湯和糕點。Kashk優格是一種經過發酵和過濾的優格，乾燥之後可以獨立成奶酪食用，也可以用作湯的配料。

#### 奶酪

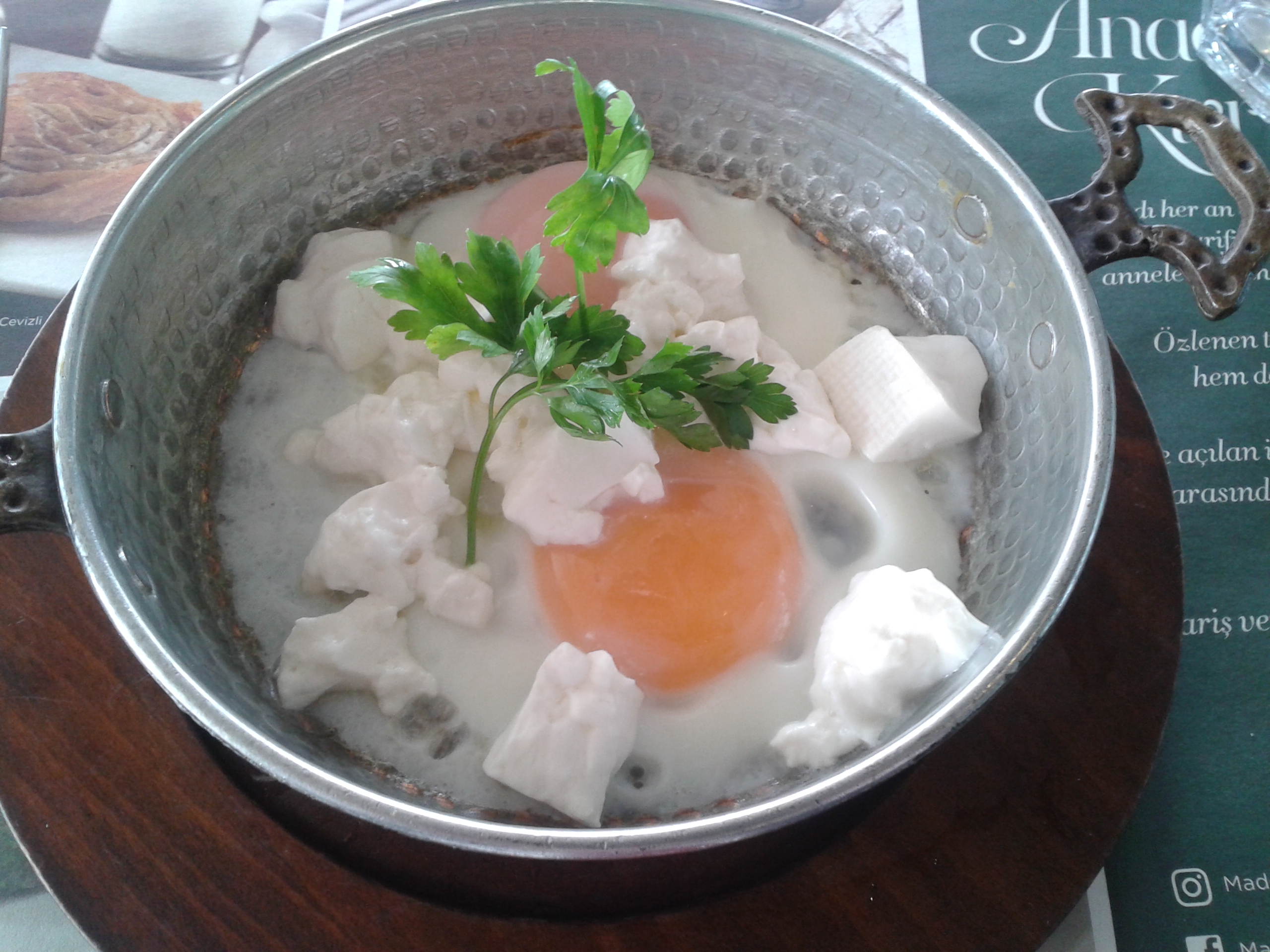
像蒙古人一樣，直接把酸奶酪放在雞蛋上

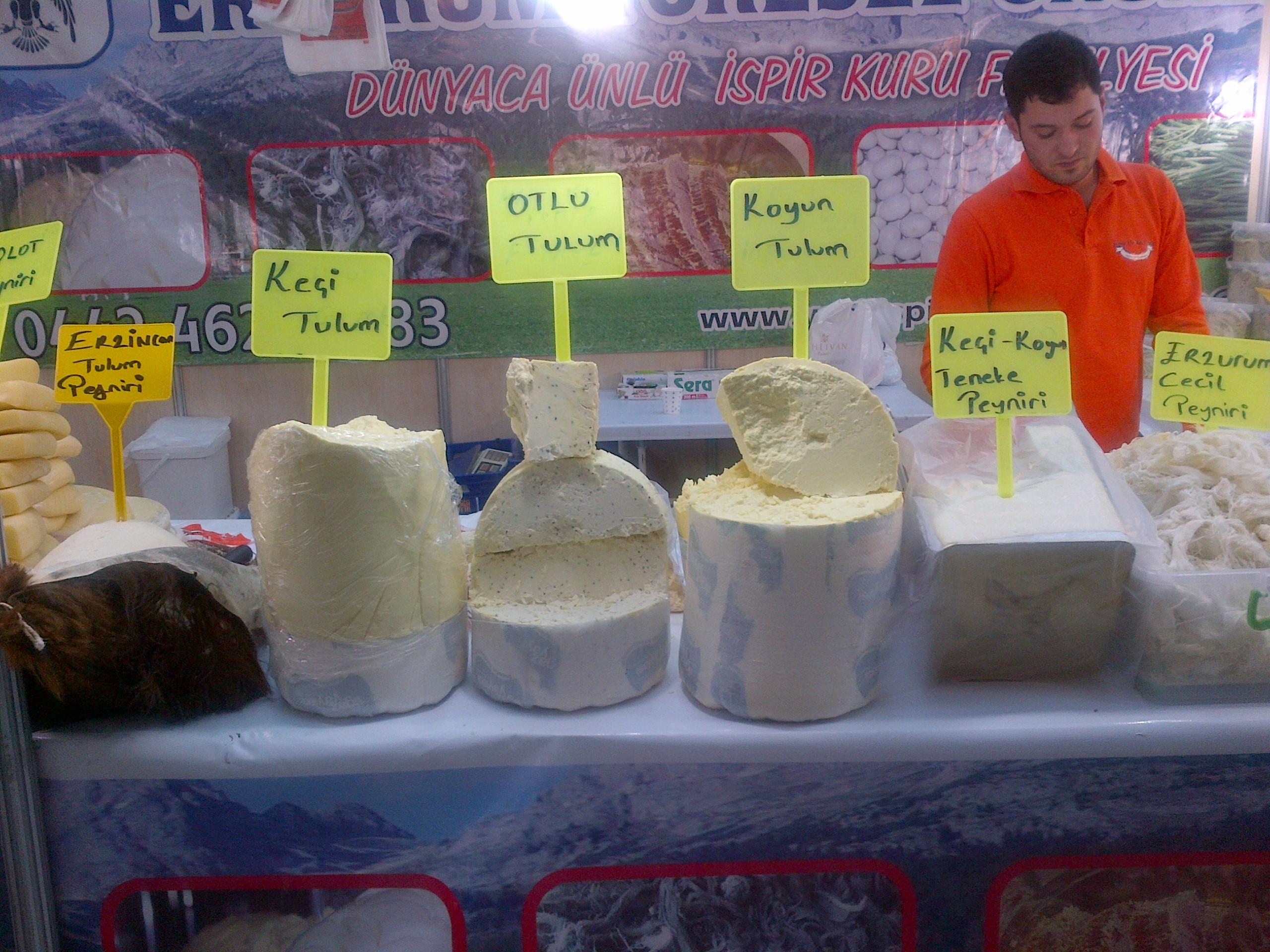
像歐洲人一樣，用冰櫃陳列展示起司

受到歐洲起司和蒙古酸奶酪的雙重影響，土耳其產的奶酪功能完全不同，不可互相替代，目前土耳其全國共有193種不同的奶酪，其中大部分來自羊奶，並且濃厚的草藥香氣。一般來說，土耳其產的奶酪成熟時間不是很長，而且價格低廉、易於保存，這幫助了土耳其在農業出口的競爭上獲得優勢。土耳其奶酪的脂肪含量很極端，有比歐洲起司低十數倍的，也有滿身是油的，絕大部份奶酪在土耳其全國都可以生產，沒有像歐洲國家一樣需要嚴格的“法定地區政策”，但如果要追求美味的極致，土耳其的廚師們建議食客還是要看下原產地，因為還是有8種奶酪是需要法定產區認證的。
常見的13種土耳其奶酪：
- 拜占庭白奶酪（Beyaz peynir）：是一種鹹味的奶酪，因其白色而得名。它與羊乳酪相似，但黏稠度不高，是從未成熟的奶酪凝乳到成熟奶酪之間的過渡狀態。由於牛奶的來源、地區（ Ezine或Thrace）和生產方法（經典或培養），它有許多品種。它可以直接食用、作為傳統土耳其早餐的一部分、用於沙拉、加入熟食等。
- 切爾克斯人奶酪（Çerkez peyniri），意為“切爾克斯奶酪”。它有兩種變體，煙熏或非煙熏。一種是Çökelek是乾酪。çökelek有許多地區性品種。有些是新鮮食用的，而另一些則是保存起來的，要么儲存在山羊皮袋或陶罐中，要么在陽光下曬乾。另一種是Çömlek奶酪，它是安納托利亞中部典型的手工奶酪。
- 小圓包奶酪（Kurut keş）：是用低脂牛奶製成的酸奶幹塊或用酪乳製成的çökelek的地方名稱。
- 花圈麵包奶酪（Golot）： 奶酪是東黑海地區生產的最重要的傳統奶酪之一。
- 腐蝕洞奶酪（Gravyer）：也在土耳其生產。其中，卡爾斯以這種奶酪而聞名。
- 軟煎糕奶酪（Hellim）：是一種鹹味、質地堅硬的山羊奶酪，通常添加一些薄荷，產於北塞浦路斯。在土耳其，通常會在平底鍋中加入一些橄欖油來煎炸hellim 。
- 凱撒皇帝奶酪（Kaşar）：是土耳其另一種無處不在的奶酪，一種類似於希臘的中等脂肪羊奶酪，有時被稱為“土耳其切達干酪”，與其他土耳其奶酪相比，在稠度和味道上更接近溫和的切達干酪。不太成熟的kaşar，稱為新鮮kaşar，也被廣泛消費。流行的兩個品種是卡爾斯和色雷斯。
- 壓搾奶酪（Kaşkaval）：是一種輪狀的黃羊奶酪，類似於新鮮的kaşar。這個名字來自羅馬尼亞詞caşcaval，具有意大利語caciocavallo的結構。
- 酪奶酪（Lor）：明顯來源自蒙古的“乳”字，是一種無鹽乳清奶酪，同樣由kaşar或過濾酸奶製造過程中剩餘的乳清製成。Lor用於由無鹽奶酪製成的傳統食品和甜點，如“ekşimik”和höşmerim
- 蒸孔奶酪（Mihaliç peyniri或Kelle peyniri）：是一種可以磨碎的硬羊奶酪，如帕爾馬干酪。有時使用山羊奶或牛奶。它是布爾薩省卡拉卡貝鎮的特產，在拜占庭和奧斯曼帝國時期被稱為米哈利奇。它主要由未經巴氏殺菌的牛奶製成，並經過鹽處理。
- 編織布奶酪（Örgü peyniri）：是迪亞巴克爾的特產。
- 香草奶酪（Otlu peynir Van herbed）：在許多地區都有生產，主要在安納托利亞東部。傳統上使用綿羊奶或山羊奶，但最近生產了西方式的牛奶。使用的藥草類型因地區而異，在其它地區使用馬薄荷。
- 胃袋奶酪（Tulum）：主要由羊奶凝固而成，在稱為tulum的動物皮袋中壓制成型。在伊茲密爾、厄德米甚和埃爾津坎等地區，有當地品種的tulum peynir，每種圖盧姆奶酪都有非常不同的特性。

## 全部料理類型

### 土耳其湯

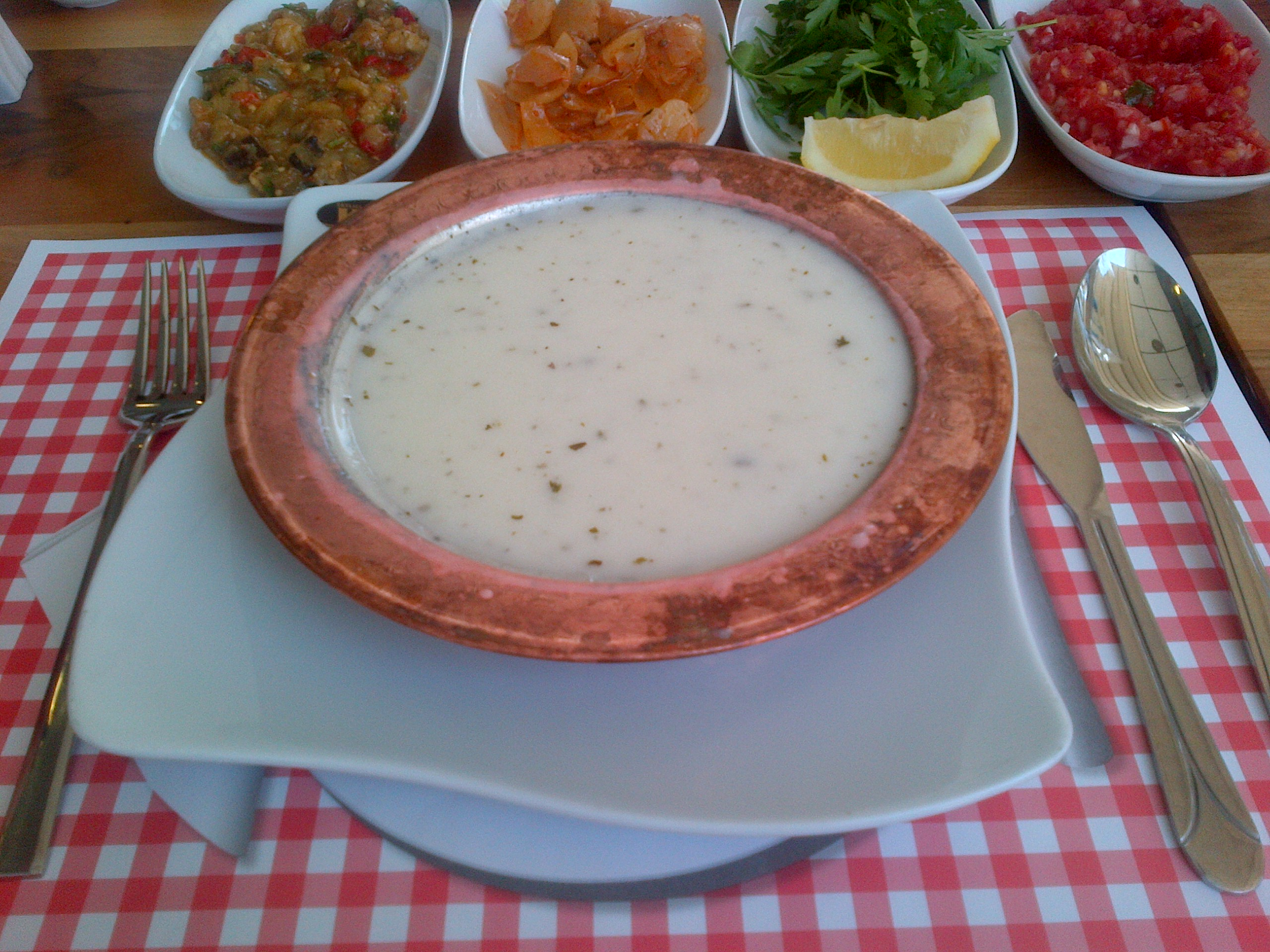
大米鷹嘴豆優格湯

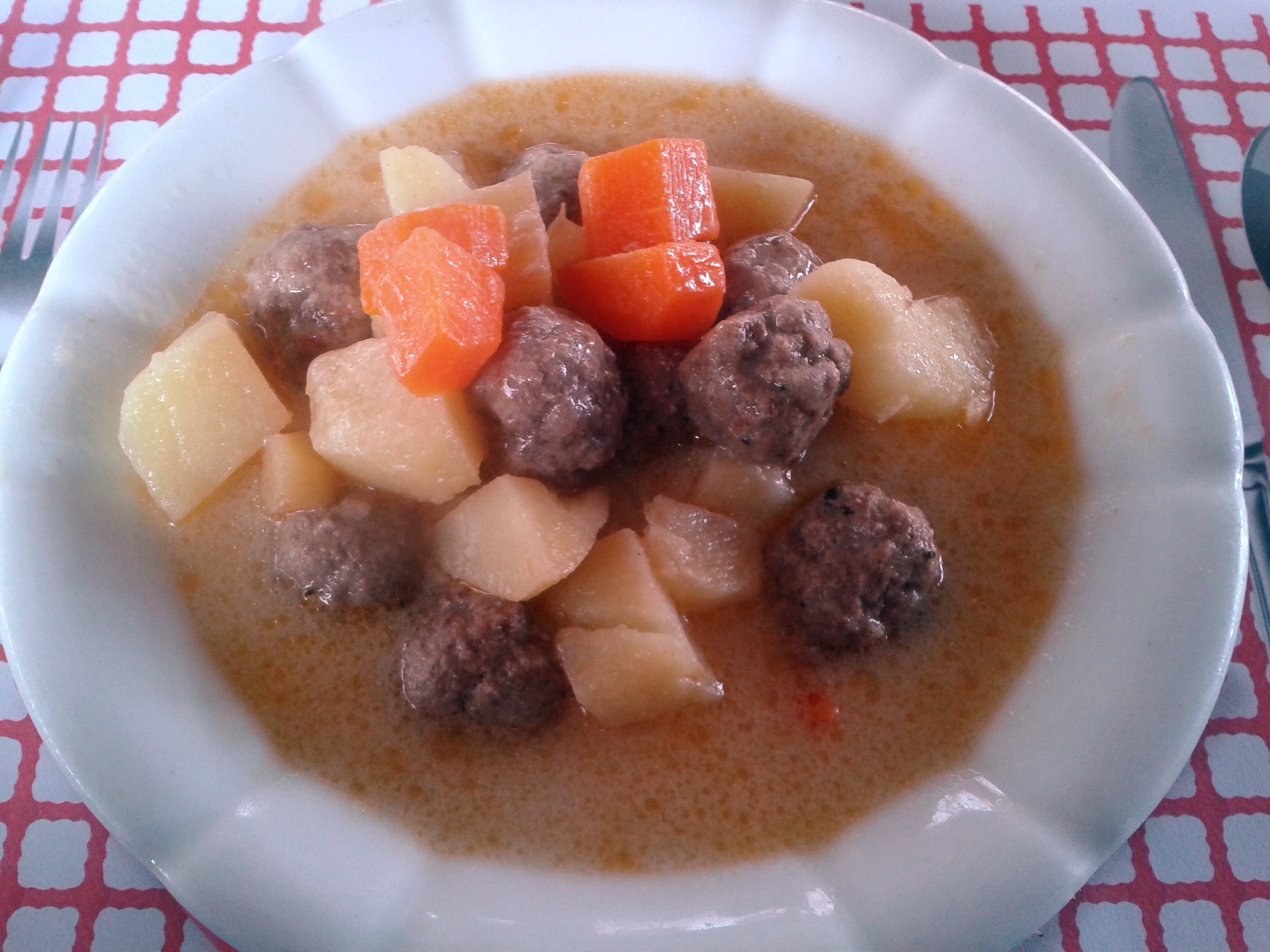
辣椒蕃茄牛肉丸

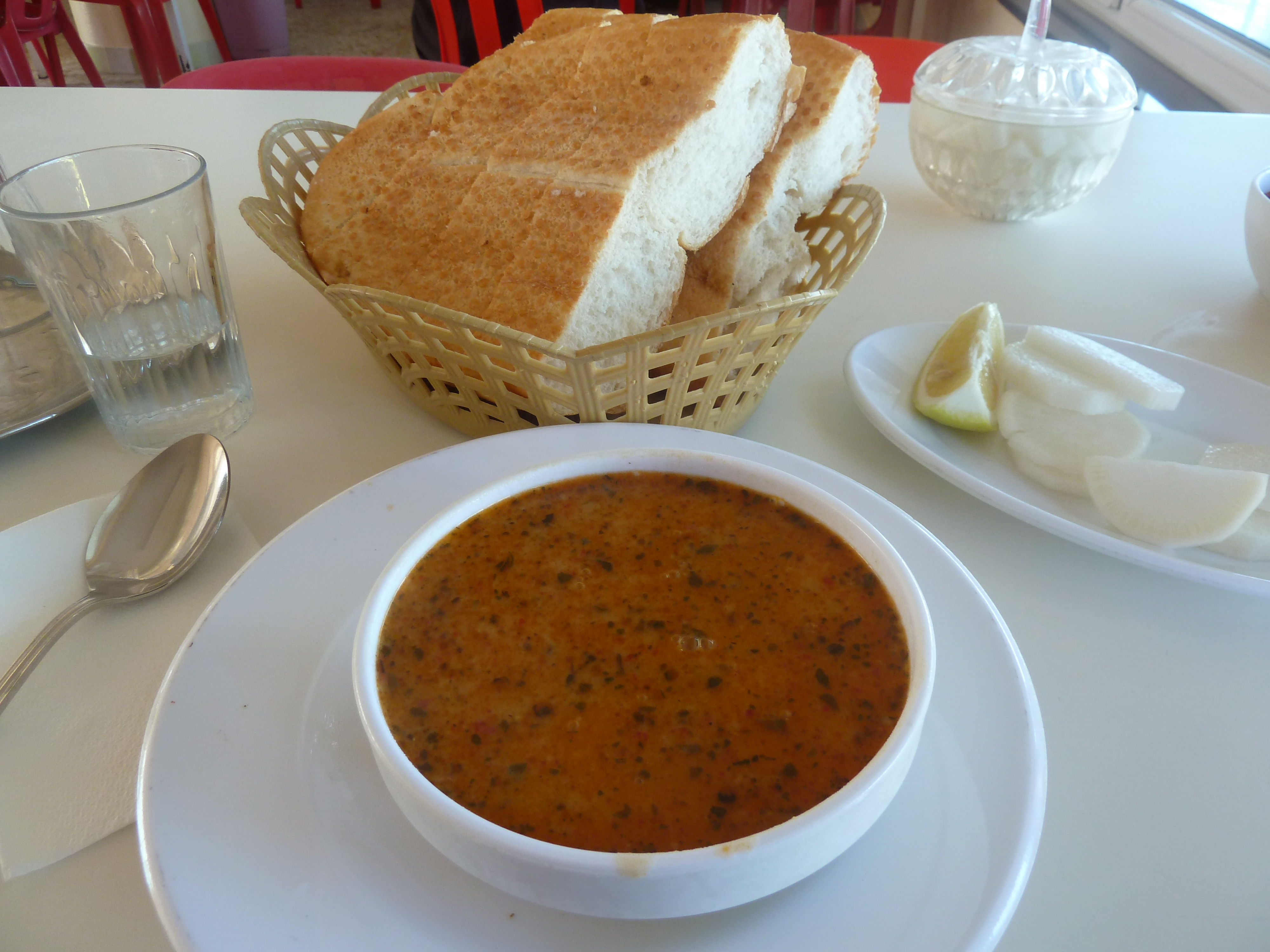
小麥紅扁豆湯，配麵包和水

土耳其餐通常以中等稠度的湯為多，但也有像歐洲一樣的濃湯、像中國一樣的清湯。土耳其的湯通常以其主要成分命名，最常見的增稠劑是磨碎的扁豆、玉米、馬鈴薯和小麥，用來使清湯變得濃稠。美味的土耳其湯通常不是日常飲食的一部分，在古代只作為營養豐富的冬季餐點或者貴族食物。在土耳其共和國初期，由於國民比較貧窮，所以並不是人人都像現代一樣能吃到奧斯曼宮廷式的早餐，當時由於受到美國的援助，用土耳其湯泡美國的穀物圈早餐麥片是大多數窮人的早餐。
目前，土耳其常用的湯有27種，它們的中文和土耳其文分別是：
- 母女湯（母親是小麥球，女兒是鷹嘴豆，Analı kızlı soup）
- 高低酸奶湯（Yayla çorbası）
- 伊朗麵條湯（Ash reshteh|Erişte aşı）
- 冷飯奶油湯（Buğday aşı / Ayran çorbası）
- 赤紅燉菜湯（Chorba）
- 蕃茄奶油雞肉湯（Domates çorbası）
- 婚禮湯（Düğün çorbası,wedding soup）
- 肉丸湯（Ekşi Aşı）
- 乾小麥扁豆湯（Ezogelin çorbası）
- 解酒起司湯（İşkembe çorbası）
- 洋蔥酸奶核桃湯（Keledoş）
- 捲心菜湯（Lahana çorbası）
- 辣椒麵包湯（Mahluta）
- 胡蘿蔔南瓜扁豆湯（Mercimek çorbası）
- 羊腳湯（Paça）
- 青江菜湯（Pazı）
- 碎意大利麵雞蛋湯（Şehriye）
- 羊肉酢漿草湯（Sheep's sorrel soup）
- 馬鈴薯蘿蔔肉湯（Sulu köfte）
- 辣椒小魚乾湯（Sumak aşı）
- 魚肉奶油湯（Tarhana çorbası）
- 杏仁雞湯（Bademli Tavuk）
- 玩具薄荷湯（Toyga soup）
- 重乳酪魚湯（Trabzon）
- 扁豆碎麵條湯（Tutmaç）
- 紅辣椒餛飩湯（Yüksük çorbası）
- 菱形奶酪紅湯（Arabaşı çorbası）

### 主食類

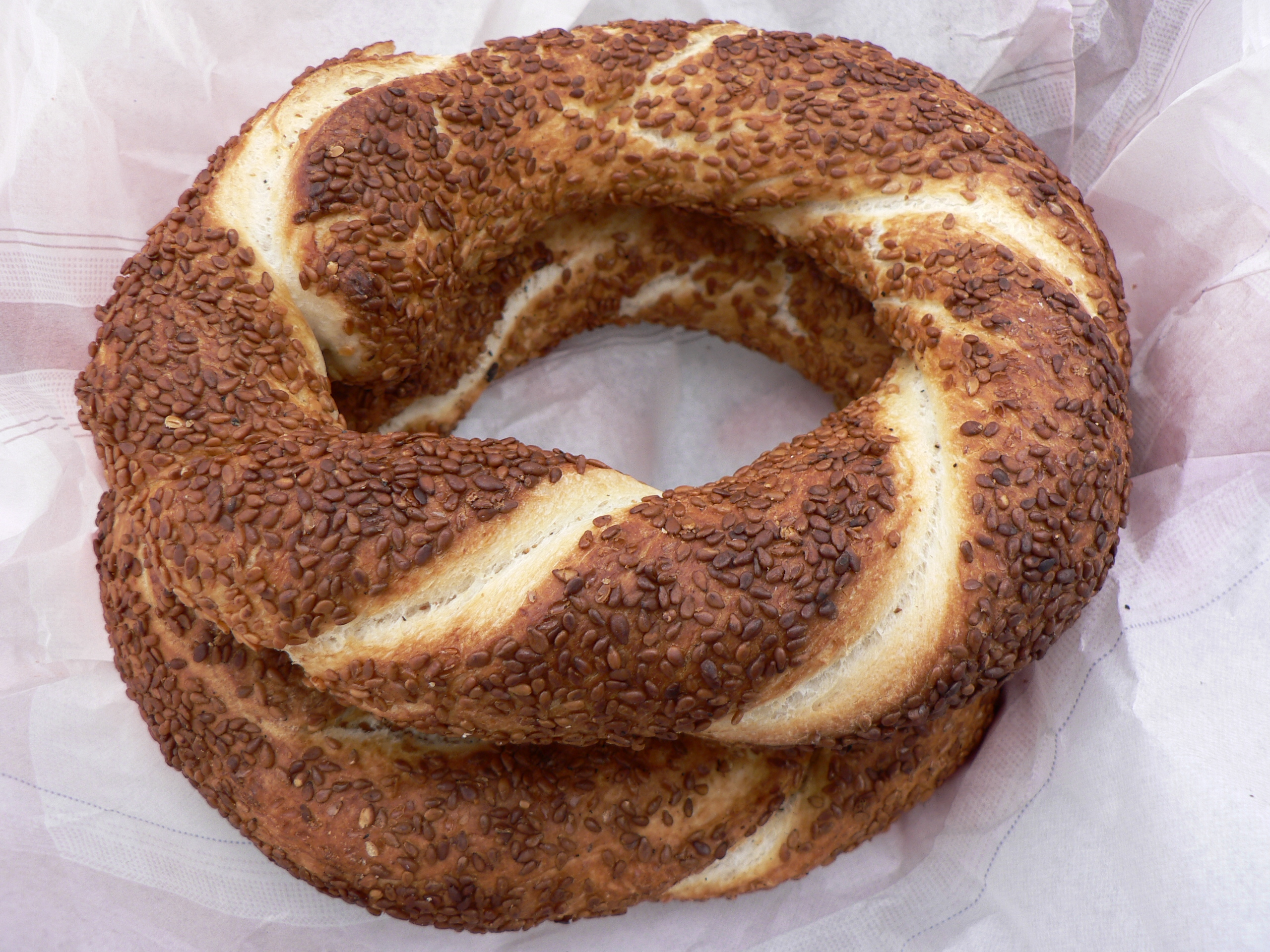
用到香料的芝麻捲甜圈

#### 麵包
土耳其人認為鹹甜口味的麵團食物也是一種甜點，而不是分類成小吃或輕食，這些鹹甜糕點一般使用酥油分層的麵團，类似於中國的酥皮餅。這是源自於早期中亞突厥人和蒙古人的料理，有著明顯游牧民族的特徵。要做這些需要用到“oklava”，即土耳其式的擀麵杖，這種特殊的擀麵杖會讓麵包的質地成為分層酥餅，不需要廚師自己一層一層的重疊。在做非酥皮糕點的時候，這種擀麵杖可以把奶酪、果醬、果仁、蜂蜜等原料均勻捲入麵皮之內餅糕點。
- 發酵餅（Bazlama）
- 酥皮薄餅（Gözleme）
- 玉米鬆糕（Mısır ekmeği）
- 亞美尼亞薄餅（Lavaş）
- 圓球烤餅（Poğaça）：和台灣的胡椒餅大同小異，只是內餡不是肉，而是起司。
- 土耳其匹薩（Pide）：一種由小麥粉製成的又寬又圓又扁的麵包。
- 芝麻捲甜圈（Simit）：在伊茲密爾被稱為“ gevrek ”，另一種覆蓋芝麻的環形麵包。Simit 在土耳其很常見，原味或搭配奶酪、黃油或果醬食用。
- 竹子切餅（Yufka）：也稱為sac ekmeği一種圓形扁平麵包，由小麥粉製成，比pide更薄。
- 發皮油條餅（Pişi）：像中國的油條，有一樣的質地，但是呈現麵包狀。

#### 飯類主食、麵類主食

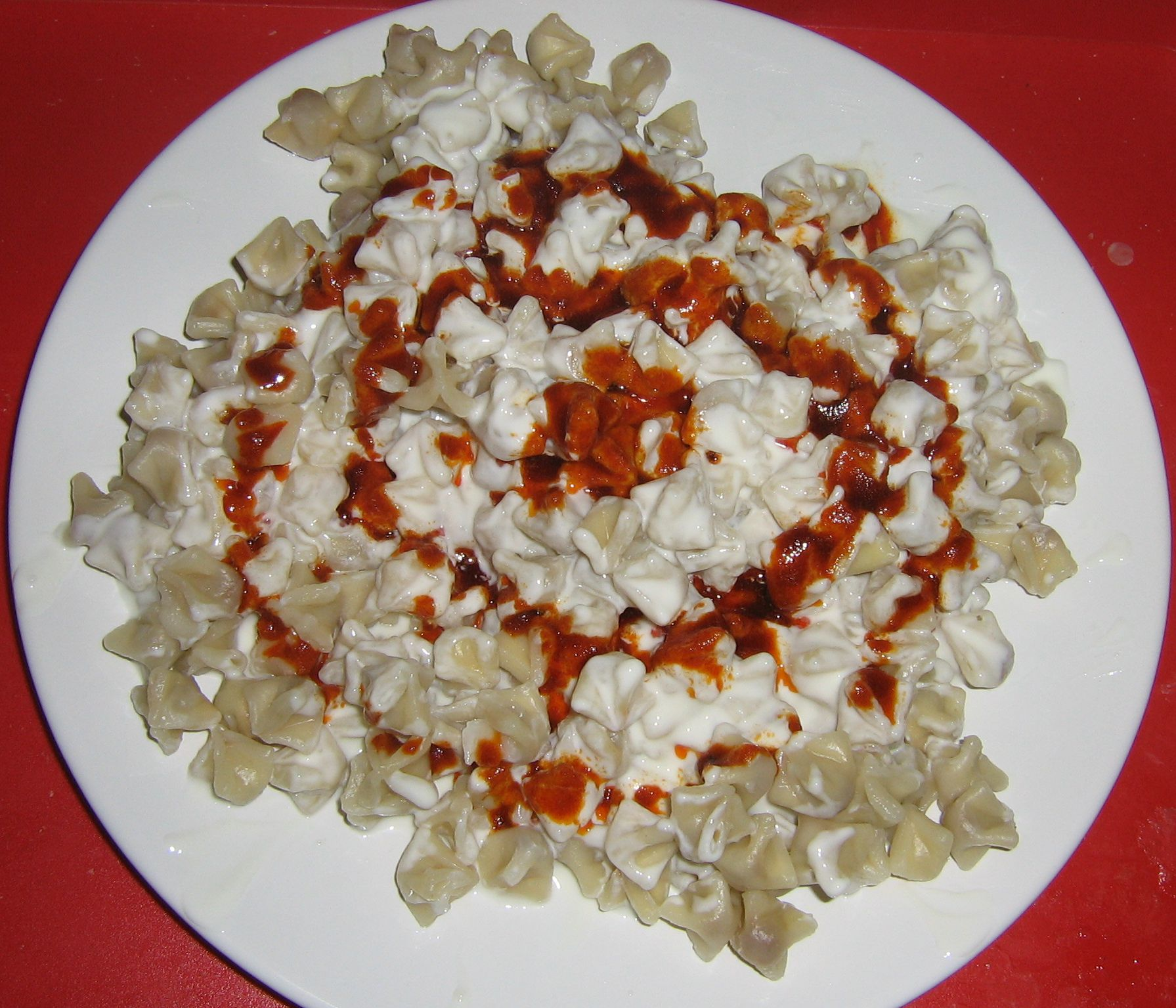
Mantı配酸奶和大蒜，用紅辣椒粉和融化的黃油調味

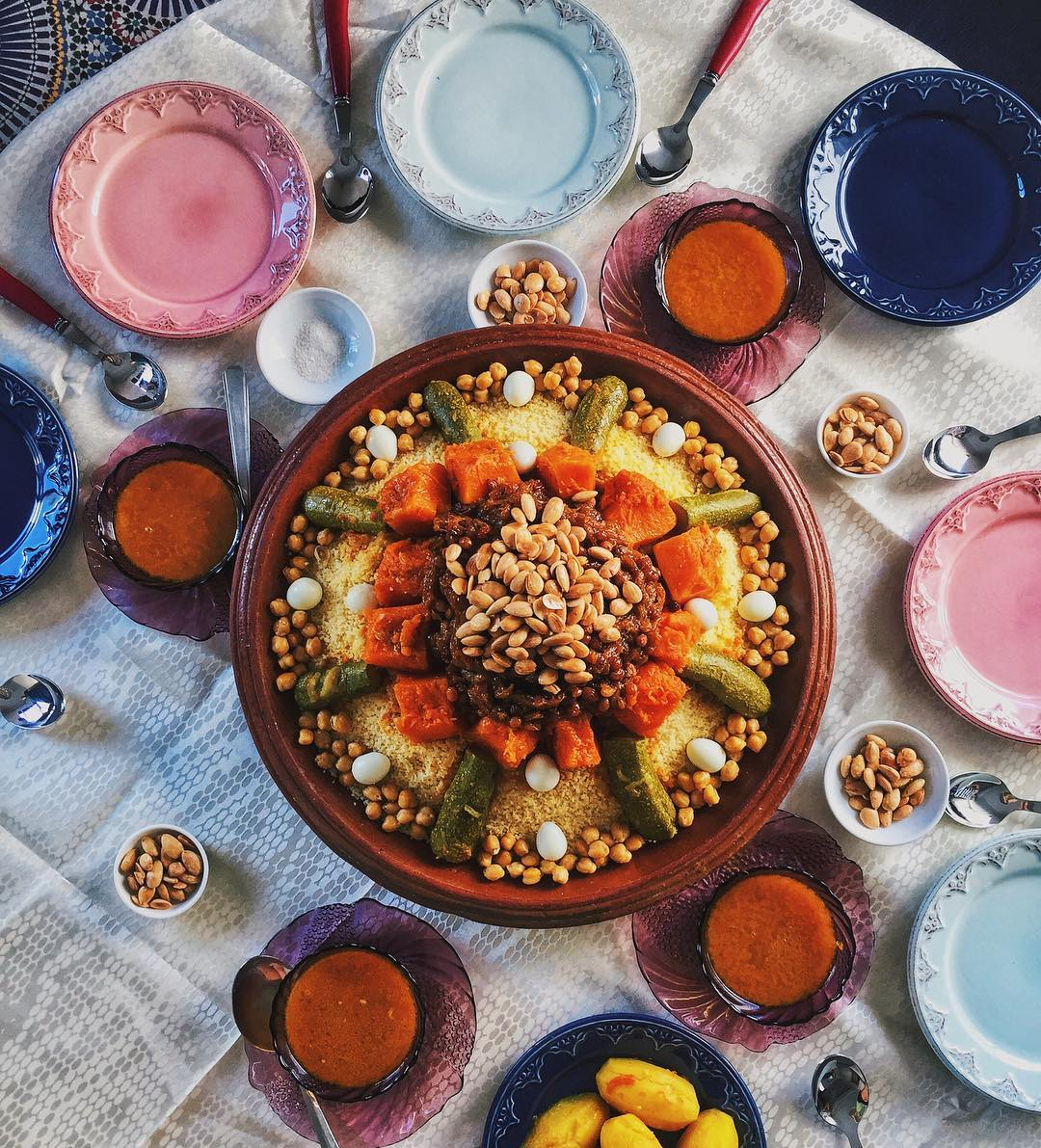
華麗蔬菜堆飯，受到大量素食主義者的歡迎

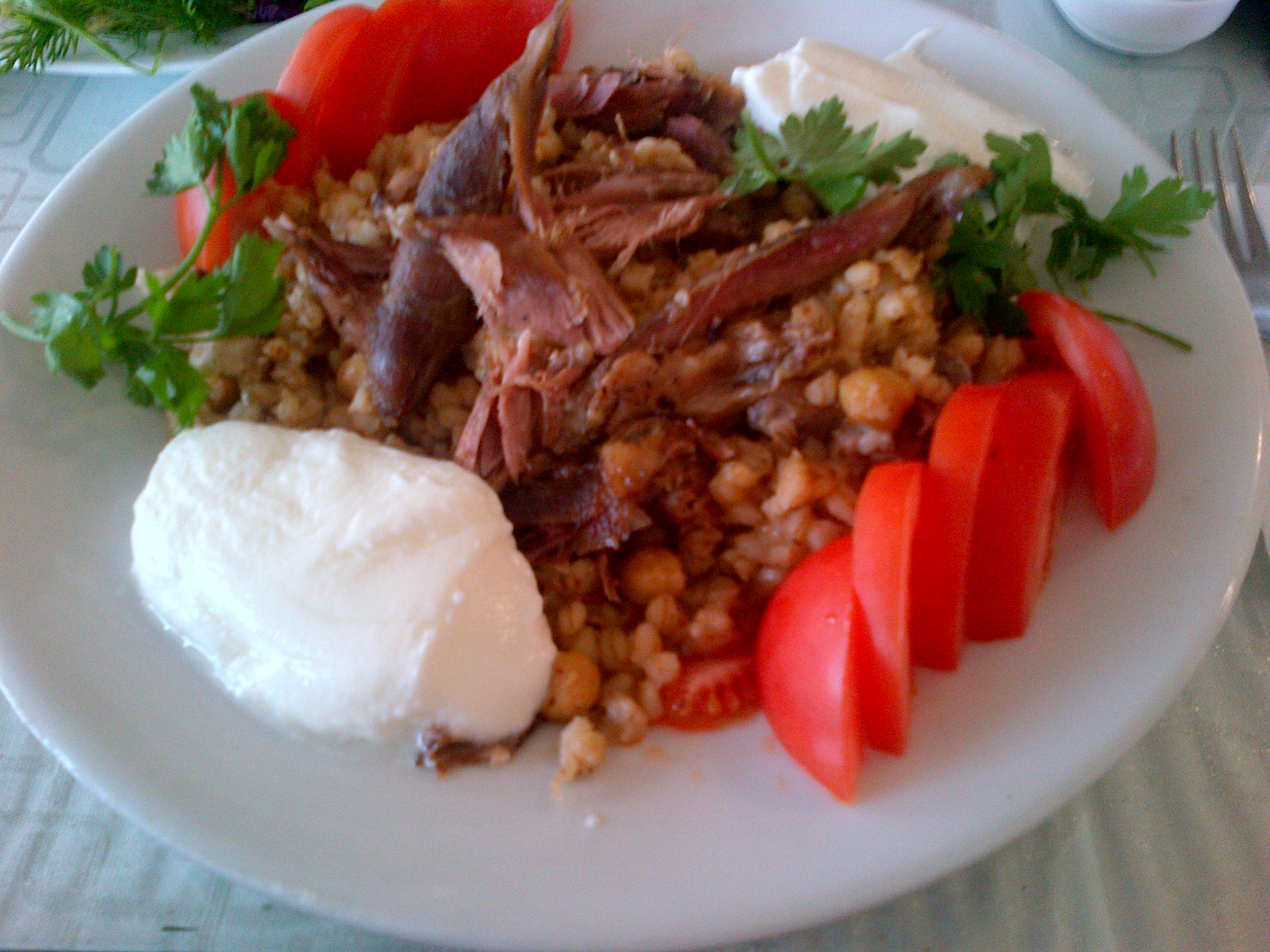
優格蕃茄烤羊排飯，非常適合歐洲人的口味

| 土耳其語名稱                               | 英語名稱                                   | 對這種美食的描述 |
| ------------------------------------------ | ------------------------------------------ | --- |
| 小麥菜肉抓飯（Sade pilav）                 | 小麥菜肉抓飯（Sade pilav）                 | 小麥菜肉抓飯通常是任何一餐的主要配菜，它是通過用黃油炒米飯直到輕微烘烤並用水或高湯燉製成的。 |
| 白抓饭（Pilav）                            |                                            | 小麥菜肉抓飯通常是任何一餐的主要配菜，它是通過用黃油炒米飯直到輕微烘烤並用水或高湯燉製成的。 |
| 紅蕃茄抓飯（Domatesli pilav）              | 紅蕃茄抓飯（Domatesli pilav）              | 用蕃茄汁炒飯，再加上烤肉的抓飯 |
| 骰子牛抓飯（Etli pilav）                   | 骰子牛抓飯（Etli pilav）                   | 鋪上滿滿的小肉塊的米飯 |
| 鷹嘴豆抓飯（Nohutlu pilav）                | 鷹嘴豆抓飯（Nohutlu pilav）                | 把大量鷹嘴豆和白飯混合在一起的抓飯 |
| 果仁鬆糕抓飯（İç pilav）                   | 果仁鬆糕抓飯（İç pilav）                   | 米飯炒肝片、醋栗、花生、栗子、肉桂和各種香草，非常健康且有飽腹感 |
| 茄子蛋糕抓飯（Patlıcanlı pilav）           | 茄子蛋糕抓飯（Patlıcanlı pilav）           | 把烤茄子鋪在炒飯的週圍，像蛋糕的形狀一樣 |
| 大蒜羊肉抓飯（Özbek pilavı）               | 烏茲別克抓飯（Uzbek pilaf）                | 羊肉飯、洋蔥、蕃茄、胡蘿蔔等常用食材和飯炒在一起 |
| 紙楞醋抓飯（Acem pilavı）                  | 波斯抓飯（Persian pilaf）                  | 羊肉飯，在肉湯中與開心果、肉桂等一起烹製 |
| 布格麥抓飯（Bulgur pilavı）                | 布格麥抓飯（Bulgur pilavı）                | 由布格麥製成，大多數時候和西紅柿、青椒和碎肉一起製成。 |
| 杏仁麵包抓飯（Perde pilavı）               | 杏仁麵包抓飯（Perde pilavı）               | 外表一個圓柱型的蛋糕，抓飯被包裹在一層薄薄的麵團中米飯配雞肉、洋蔥和花生，麵包上面撒上杏仁 |
| 鳳尾魚蛋糕抓飯（Hamsili pilav）            | 鳳尾魚蛋糕抓飯（Hamsili pilav）            | 用烤鳳尾魚片覆蓋在五香米飯上，形成蛋糕的形狀，在烤箱中烹製。來自黑海地區的特產。 |
| 雞絲綠抓飯（Frik pilavı）                  | 雞絲綠抓飯（Frik pilavı）                  | 用燒過的小麥製成的米飯。來自安條克/安塔基亞的特產。 |
| 突厥饅頭（Mantı）                          | 突厥饅頭（Mantı）                          | 土耳其麵食，等於英文中的dumpling，所有饅頭、包子、餃子、小籠包、燒麥類的食物，在土耳其語裡面都叫做“饅頭”。由折疊成三角形的麵團組成，裡面裝滿肉末，通常還有洋蔥末和歐芹。它通常是熱的，上面撒上大蒜酸奶和融化的黃油或溫熱的橄欖油，以及一系列香料，如牛至、幹薄荷、漆樹粉和紅辣椒粉。肉餡麵團與酸奶的結合使它有別於意大利餃子、餛飩和中國餛飩等其他餃子。Mantı 通常作為主菜食用。在土耳其的一些地區，剁碎的雞肉和鵪鶉肉也被用來製作mantı。 |
| 土耳其湯麵（Erişte）                       | 土耳其湯麵（Erişte）                       | 用土耳其的意大利麵製作，形式卻接近中國的麵條，在土耳其稱為 erişte。它可以與所有土耳其產的蔬菜結合，也可以用於湯和米飯。 |
| 優格蕃茄烤羊排飯（Keşkek）                 | 優格蕃茄烤羊排飯（Keşkek）                 | 被譽為土耳其的無形文化遺產之一，肉和小麥、大麥、燉肉炒成 |
| 古斯米、庫斯庫斯、華麗蔬菜堆飯（Couscous） | 古斯米、庫斯庫斯、華麗蔬菜堆飯（Couscous） | 將茄子、蕃茄、黃瓜、豌豆、南瓜、花椰菜等蔬菜豪華的鋪滿飯的頂部，土耳其版的蒸粗麥粉，可以搭配任何肉類菜餚或燉菜 |

### 蔬菜類菜餚

#### 燉菜、純素的菜

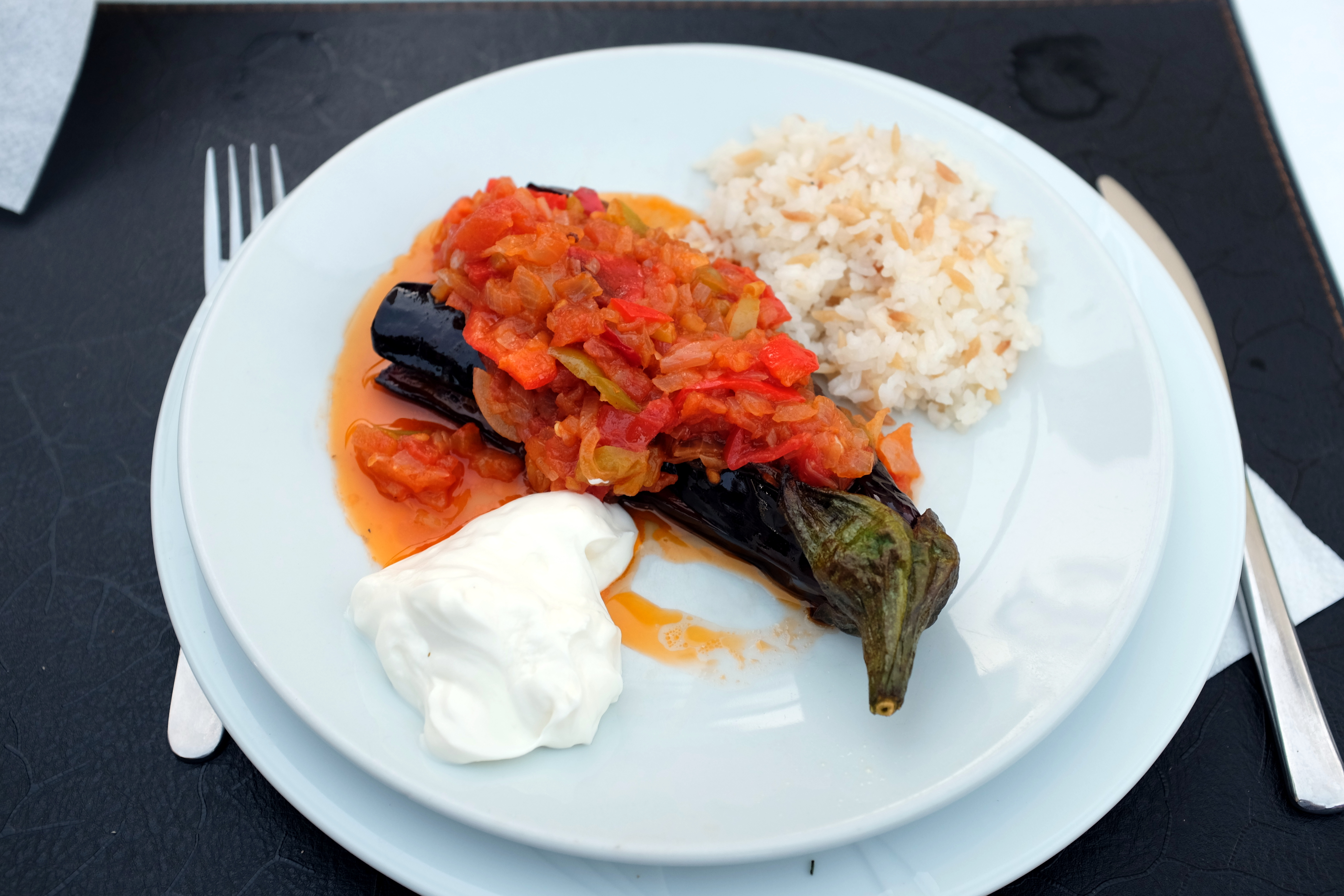
紅椒洋蔥烤茄子

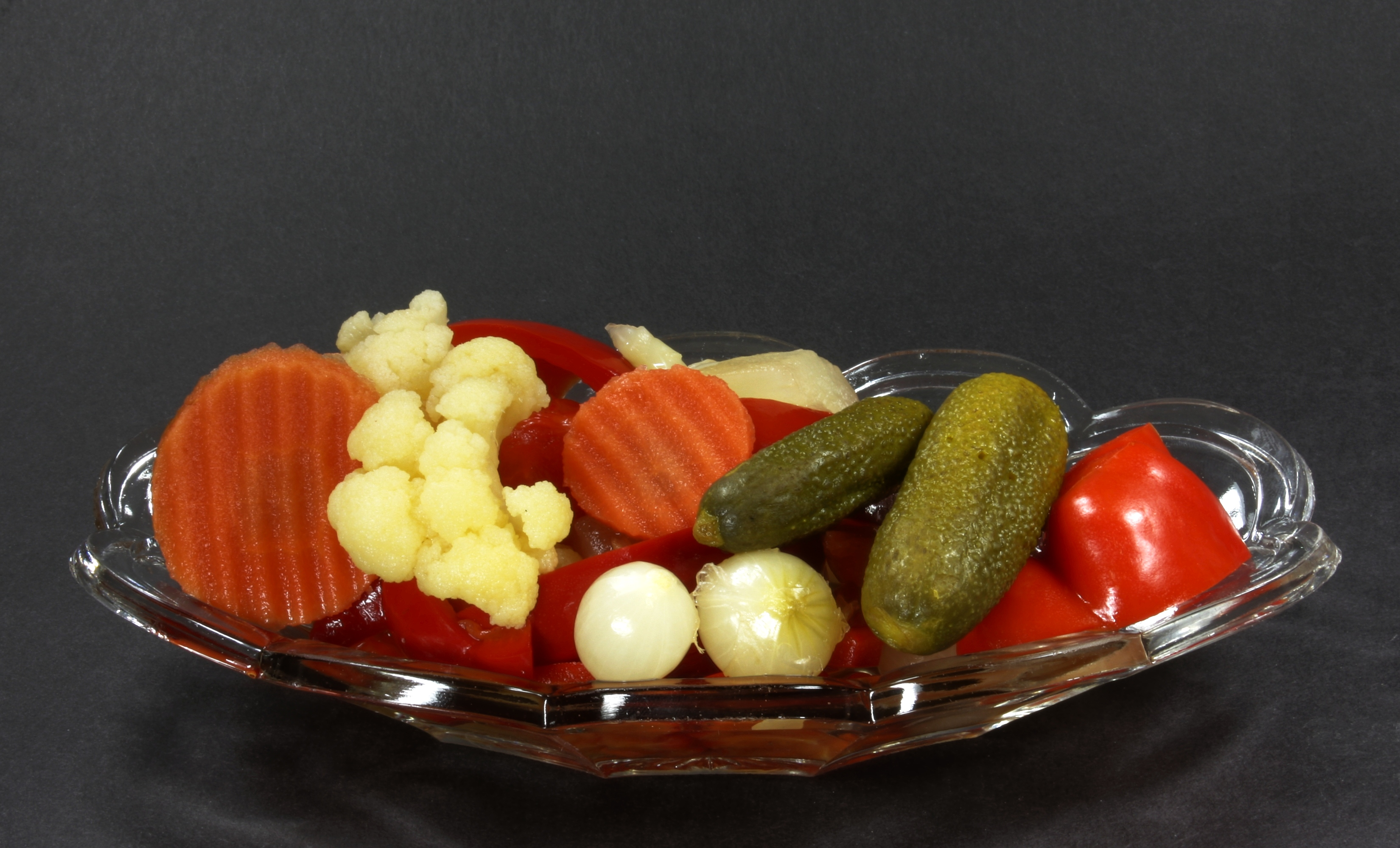
醃菜集合

蔬菜菜餚在土耳其菜中依然具有雙重特性，既可以像西方國家一樣當做肉的副菜，也可以像中國一樣讓蔬菜成為主菜、肉成為次要。常見的有胡蘿蔔、蕃茄、茄子、海蓬子、秋葵、花椰菜、芥菜、芹菜、菠菜、韮菜、高麗菜、歐芹、黃瓜、南瓜、地瓜、朝鮮薊、蒔蘿、菊芋、馬齒莧、西葫蘆、酢漿草、薰衣草、大蒜、大蔥、洋蔥、青椒、黃椒、紅椒、豆角、紅扁豆、鷹嘴豆、四季豆、豌豆、白芸豆、蠶豆、黑眼豆、藤葉、甜菜葉、芝麻葉、薄荷葉、和漆樹的漿果這41種。
土耳其的蔬菜種類繁多，特點是集合了幾乎所有的歐洲和中東蔬菜，能交叉產生出上千種組合。一道典型的蔬菜菜餚是用切碎的洋蔥、先用橄欖油炒的胡蘿蔔做底，再用蕃茄醬勾芡，然後放入蔬菜和熱水滾熟。如果想要追求清淡的口味，可以再加入一勺米飯和檸檬汁，以平衡香料的濃厚香味。蔬菜菜餚通常會配上煮蔬菜的水，因此在土耳其語中通常被稱為sulu yemek，字面意思是“帶汁的菜”。肉末也可以添加到蔬菜菜餚中，但用橄欖油烹製的蔬菜通常冷食，且不含肉，若果喜歡肉的話可以淋上沙拉醬作為補充。
- 油炸蔬菜棒（Mercimek köfte）：純素食的菜，但不含任何肉類。相反，紅扁豆與蔥、蕃茄醬等一起用作主要成分。
- 茄子鑲菜（Imam bayildi）：茄子鑲肉的一種變形，裡面沒有肉末，只有各式辣味的蔬菜，可以作為開胃菜。
- 辣椒炒茄子是土耳其常見的夏季菜餚。它與優格、蕃茄醬和大蒜一起食用。
- 南瓜烙餅（Mücver）：由磨碎的南瓜麵團為主要原料，輔以西葫蘆、馬鈴薯、雞蛋、洋蔥、蒔蘿和奶酪製成，它可以油炸或在烤箱中煮熟。
- 鷹嘴豆炒飯（Pilav）：既可以作為配菜也可以作為主菜，有時候不是搭配白米飯，而是搭配小麥飯。另外，即使不用鷹嘴豆，像是白豆、扁豆、黑眼豆也可以代替，想吃的更豐富一點可以洋蔥、蔬菜、肉末、蕃茄醬一起炒，經濟營養又純素。
- 土耳其醃瓜（Turşu）：是用鹽水製成的泡菜，比西方的醃黃瓜鹹度高、酸味低，通常加入大蒜以增加風味。它經常作為開胃菜和三明治的夾料使用，不僅是黃瓜，也可以由多種蔬菜製成，土耳其人喜歡以清脆的口感為上。在愛琴海沿岸的城鎮，土耳其醃瓜剩下來的水被當作飲料一樣喝，當地人認為有防止中暑的功能。它來自波斯語“Torshi”，指的是醃製的“Torsh”蔬菜。

#### 雞蛋菜
在土耳其，雞蛋所做的料理被視為蔬菜料理的一種，因為土耳其的雞蛋菜幾乎都會放大量蔬菜，以定義來說，只要是和牲畜肉、魚肉無關的料理，在土耳其裏都可以當做素菜。
- 蕃茄雞蛋鍋（Menemen）：用蕃茄、青椒、洋蔥和大蒜烹製的炒雞蛋組成，可以沾麵包吃。
- 發泡優格蛋（Çılbır）：由荷包蛋、優格和奶油製成，可以貼荷蘭醬。
- 菠菜水波蛋鍋（Ispanaklı yumurta）：由雞蛋、菠菜和洋蔥組成。
- 野菜蛋捲（Kaygana）：可以說是奧斯曼美食中可麗餅和煎蛋捲的混合體。它曾經與奶酪、蜂蜜、堅果或茄子一起食用。

#### 沙拉、植物泥、涼拌菜

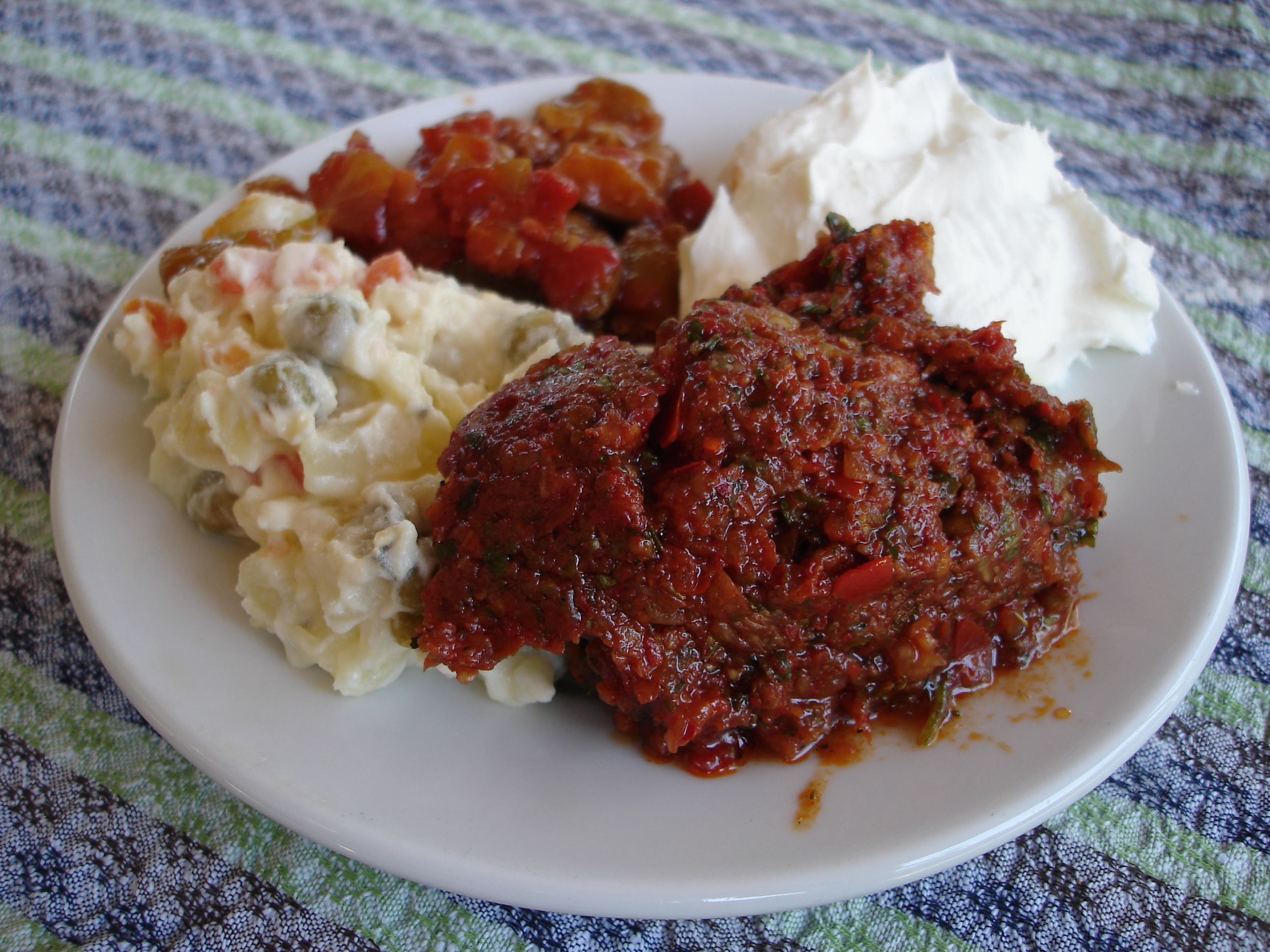
蔬菜泥和美乃滋醬的沙拉

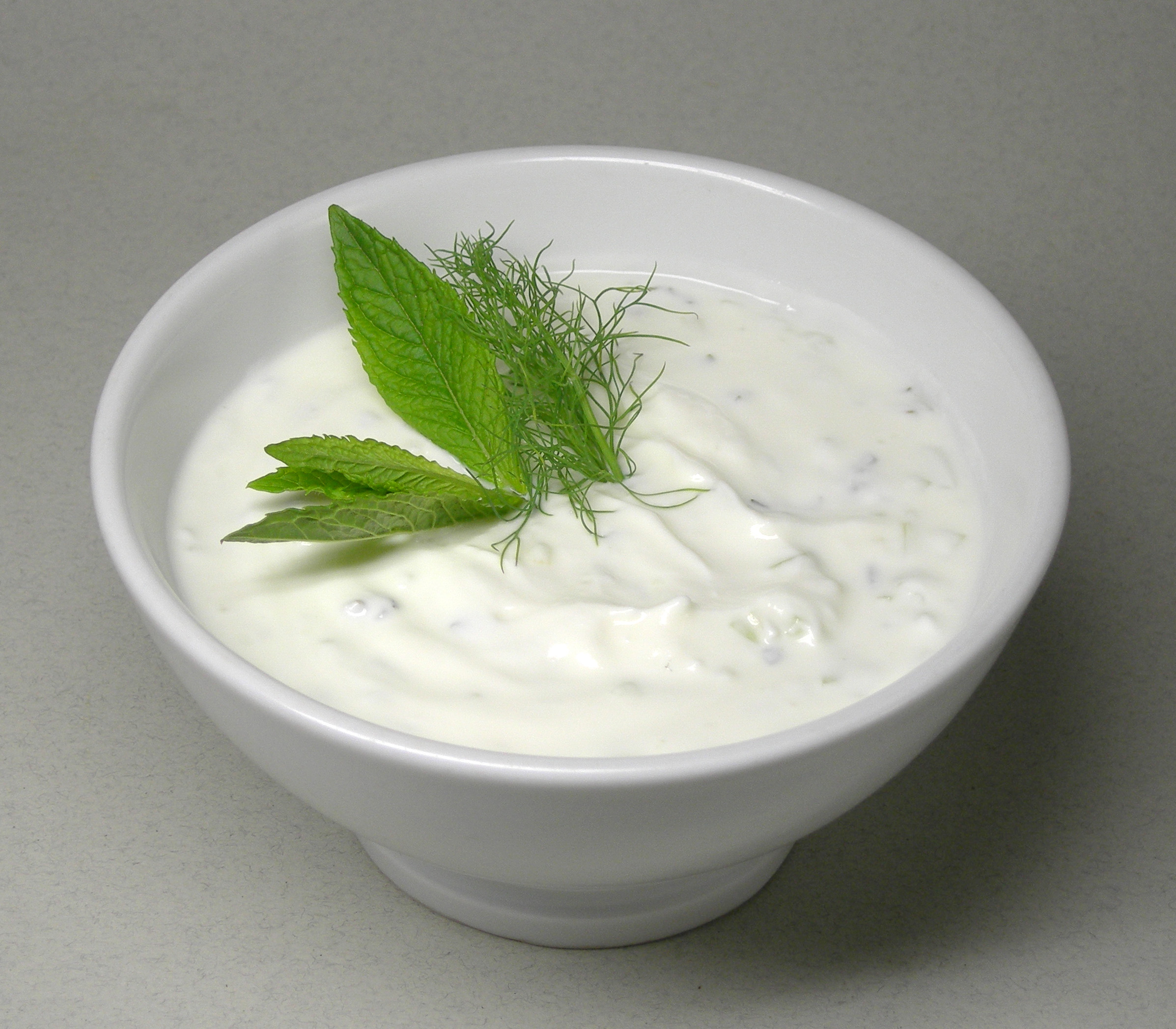
優格醬的沙拉

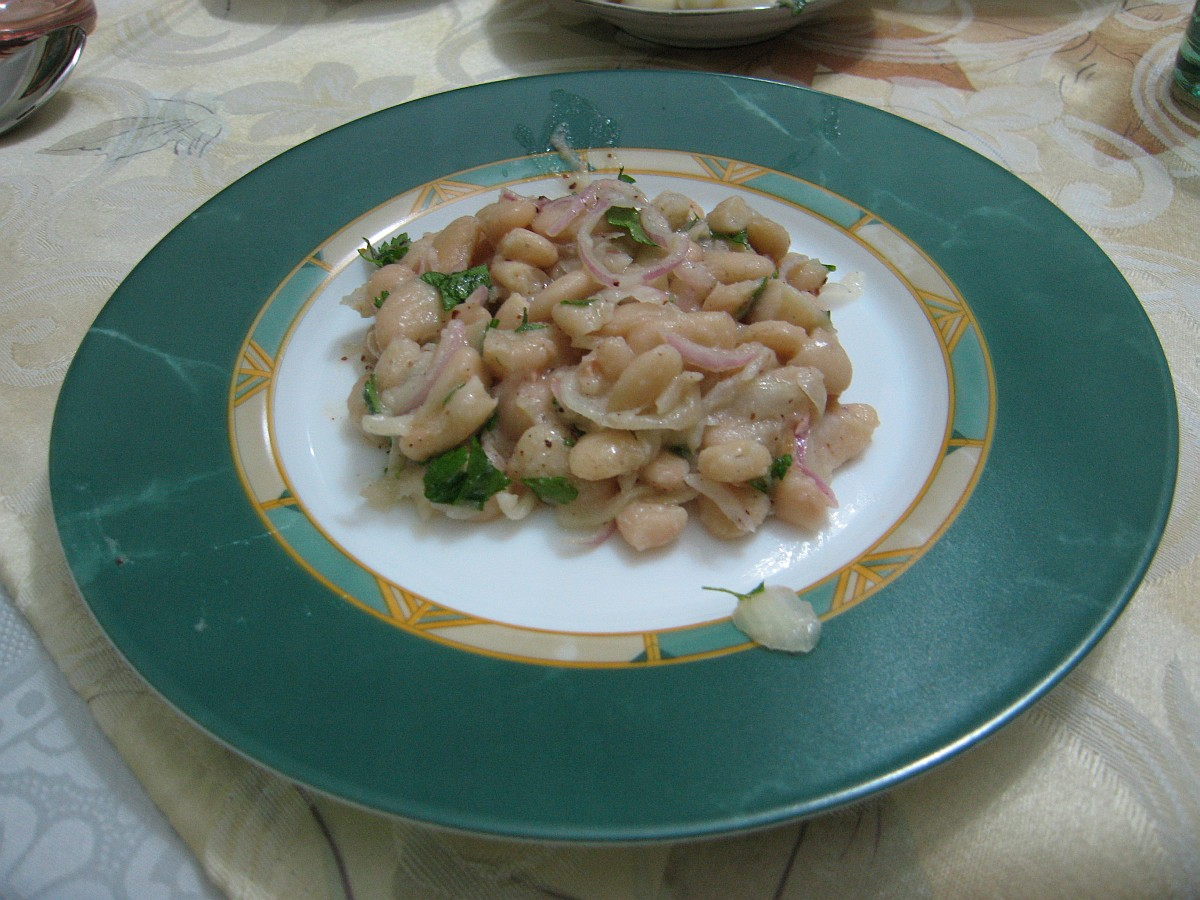
豆子型的沙拉

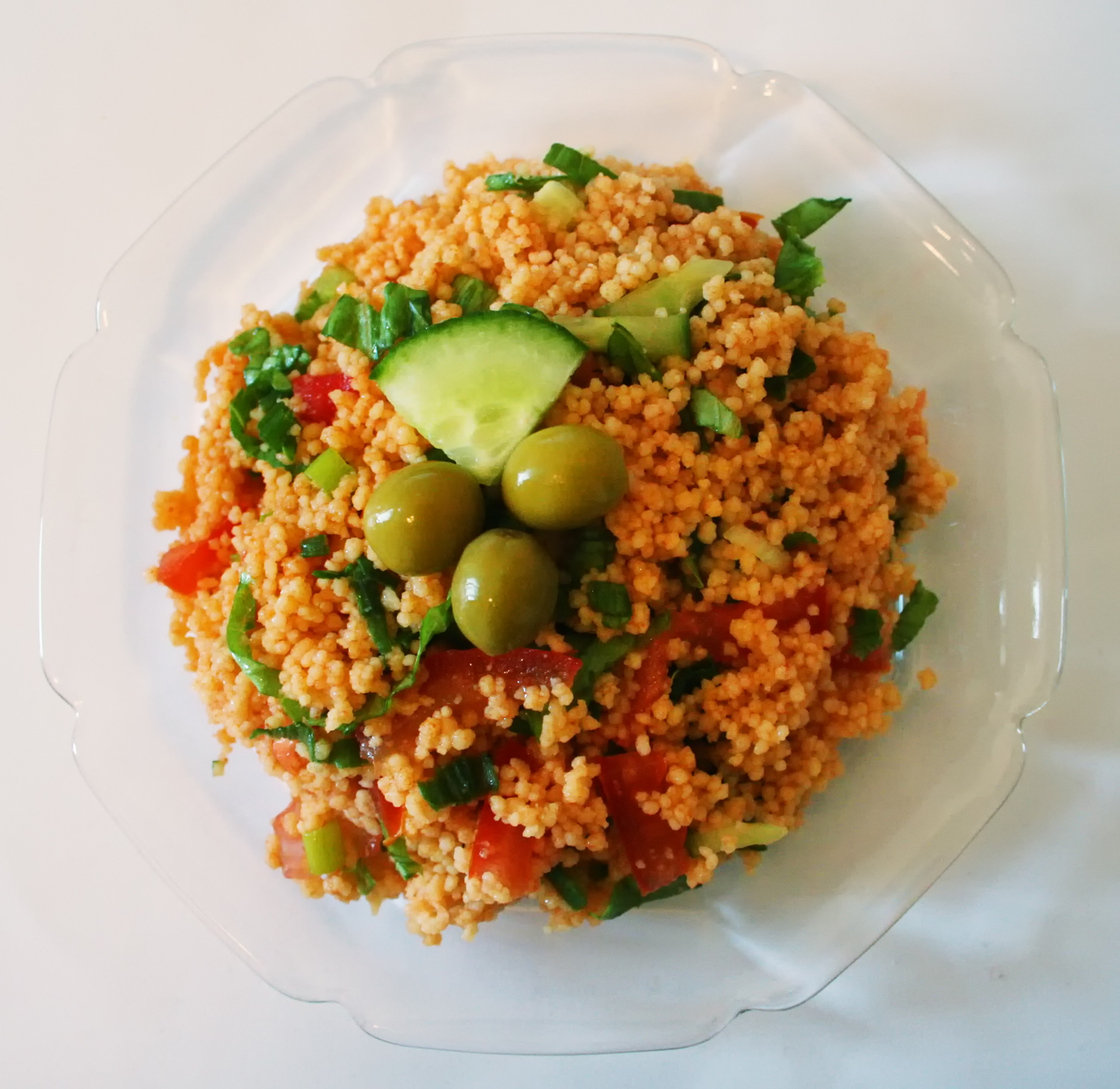
米飯型的沙拉

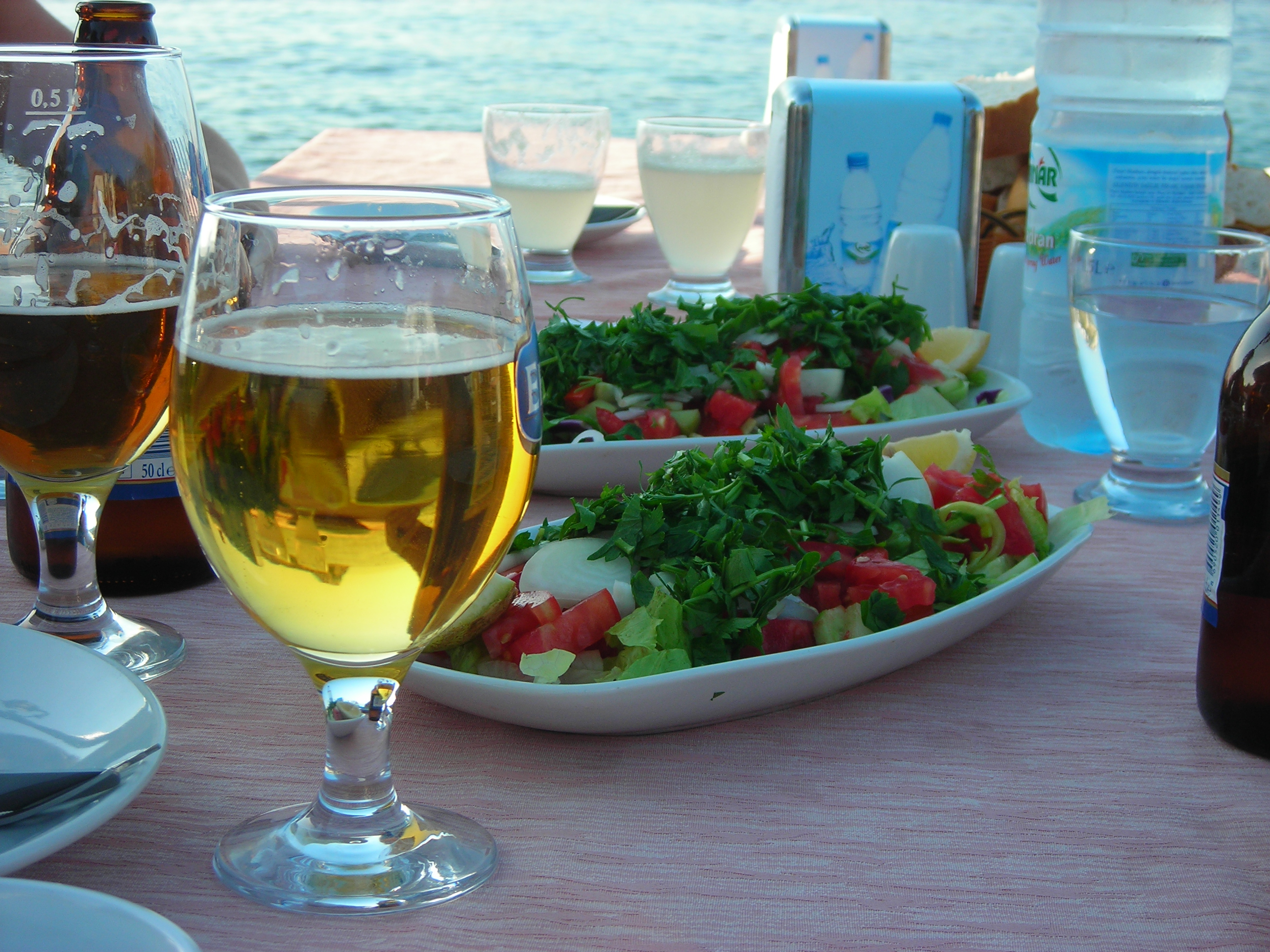
氣泡水配沙拉

土耳其的前菜分為兩大類，一個是以蔬菜為主的沙拉，另一個是有肉有菜的涼拌菜，飲料需要提前上，和前菜一起喝，但2000年後受到西方影響，飲料放在後面喝也沒關係。土耳其料理中的涼拌菜和熱食主菜的區別沒有那麼明顯，大部份涼拌菜可以充當熱食主菜，但也有少數例外。除了西方國家也會吃的橄欖、溶化奶酪、優格、醃黃瓜之外，土耳其的前菜還包括：
- 辣炒蕃茄泥（Acılı ezme）：熱辣的新鮮蕃茄泥配洋蔥和綠色香草。
- 胡椒核桃泥（Acuka）：一種起源於切爾克斯和敘利亞的塗抹醬，由阿勒頗胡椒醬、核桃仁、蕃茄醬、麵包屑、大蒜和香料製成
- 芝麻葉生魚片（Roka salatası）
- 碎茄子辣椒泥（Patlıcan salatası）：把切成丁的茄子、辣椒和香菜組成的沙拉。
- 白芸豆馬鈴薯沙拉（Piyaz）：白芸豆、馬鈴薯、沙拉、洋蔥和醋。
- 油炸茄子炒辣椒（Şakşuka）：油炸切碎的茄子和辣椒、大蒜、優格、蕃茄醬。
- 鷹嘴豆泥（Bakla ezmesi）：用蠶豆和鷹嘴豆製成的泥。
- 大蒜橄欖炒蕃茄（Barbunya pilaki）：用大蒜、蕃茄醬、胡蘿蔔和橄欖油烹製。
- 橄欖油優格（Cacık）：酸黃瓜、優格、薄荷和橄欖油的混合物。
- 核桃辣椒泥（Cevizli biber）：用核桃、紅辣椒、胡椒醬、洋蔥和孜然製成的前菜。
- 切爾克斯雞滓（Çerkez tavuğu）：碎雞肉塊做成的泥。
- 章魚塊沙拉（Ahtapot）：在土耳其的西鎮用作沙拉或直接烤。
- 黃瓜秋葵乳酪沙拉（Çoban salatası）：蕃茄、黃瓜、洋蔥、青椒和歐芹的混合沙拉。
- 海蓬子橄欖油沙拉（Deniz börülcesi salatası）：一種海蓬子所做的沙拉，把海蓬子的嫩芽、大蒜、檸檬汁和橄欖油混合。
- 蠶豆檸檬（Fasulye pilaki）：用大蒜、蕃茄醬、胡蘿蔔和橄欖油烹製的蠶豆。
- 碎蔬菜泥（Ezme）：紅辣椒、洋蔥、大蒜、歐芹葉配蕃茄醬。沙拉用檸檬、橄欖油、孜然、鹽和胡椒調味。
- 乾燥蠶豆，蠶豆泥（Fava）：蠶豆做成的泥。
- 蕃茄檸檬沙拉（Gavurdağı）
- 芥菜沙拉（Hardalotu）
- 菜肉釀西葫蘆（Kabak çiçeği dolması）：一種卓瑪。
- 炸魷魚圈（Kalamar，calamari)：油炸或烤製，配tarator醬
- 蝦仁沙拉（Karides，güveç）：在砂鍋中攪拌蝦仁、燒烤或與蔬菜一起燉。
- 小麥炒飯（Kısır，sarma içi）：一種非常受歡迎的開胃菜或配菜，由磨碎的小麥、蕃茄醬、歐芹、洋蔥、大蒜、酸石榴汁和許多香料製成。
- 酸菜澆薯條（Kızartma）：把各種油炸茄子、辣椒、西葫蘆混合優格、蕃茄、大蒜醬，做成一種醬料放在薯條上。
- 檸檬洋蔥燴鰹魚（Lakerda）：傳統上在小酒館吃的食物，可以作為主菜、前菜、下酒菜或者小吃，對食材的新鮮度要求很高，必須現摘鰹魚。
- 紅椒石榴泥（Muhammara）
- 菜肉泥餅（Oruk）
- 夏季馬齒莧佐優格（Semizotu salatası）
- 乳酪熱狗春捲（Sıgara boreğı）：土耳其的春捲，用千層麵團包裹並油炸的羊乳酪或熱狗。
- 八爪茄子燴（Soslu patlıcan ）：切塊茄子、橄欖油和蕃茄醬。
- 粉紅鱈魚子泥（Tarama）：用魚子醬製成的塗抹醬，呈現美麗的粉紅色。
- 香菇青菜沙拉（Turp otu salatası）
- 胡蘿蔔皮圈洋蔥（Zeytin piyazi）會加入辣椒、新鮮橄欖、醃製橄欖炒，塞入洋蔥圈和胡蘿蔔圈。

### 填充菜

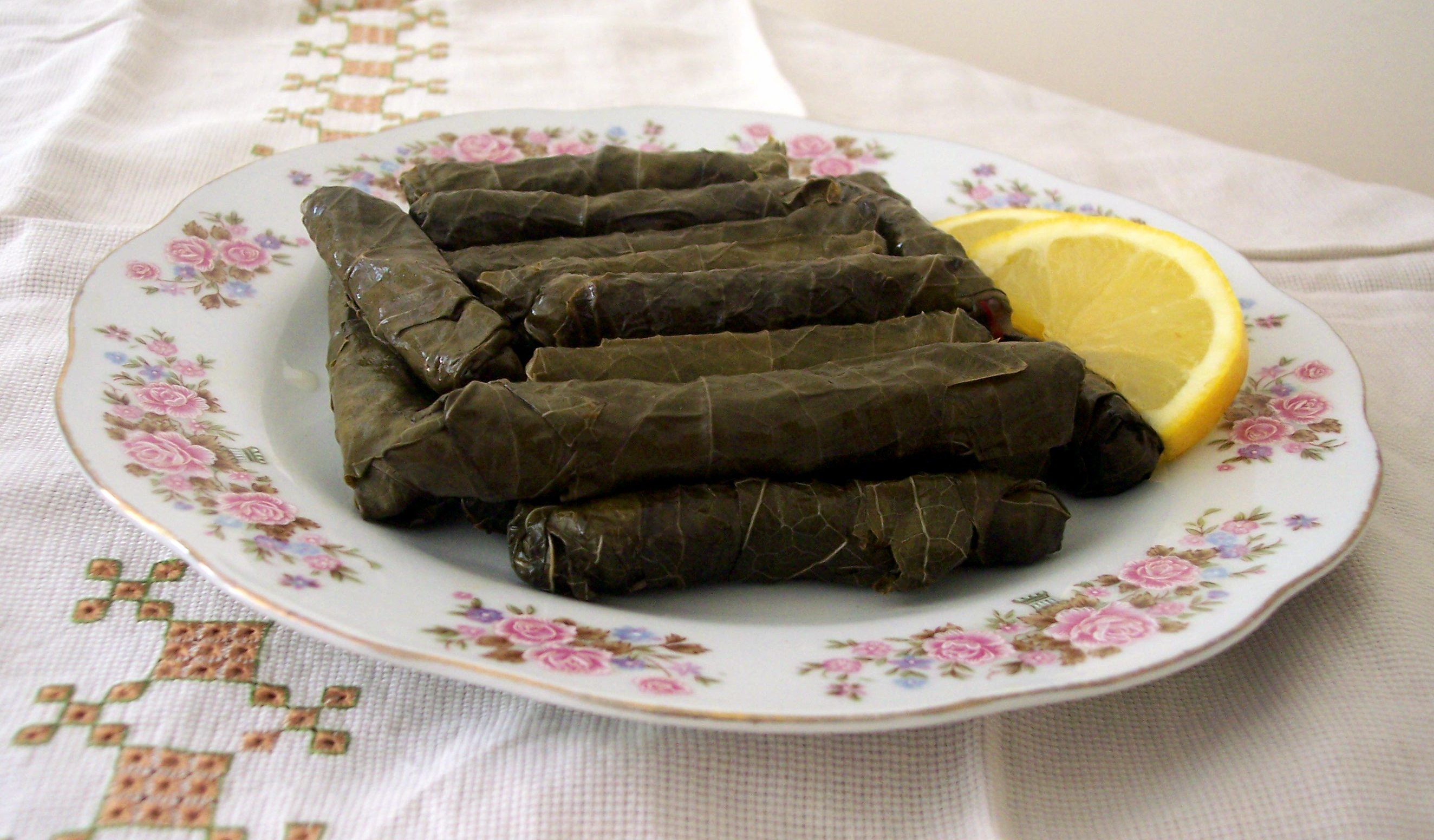
茄子的填充菜

土耳其菜中填充菜自成一派，分兩大類，一個是卓瑪（Dolma），Dolma是動詞dolmak名詞形式，意思是“填充物”。另一個是薩爾瑪（Sarma），也是動詞sarmak“包裹”的名詞形式。卓瑪和薩爾瑪在土耳其美食中佔有特殊地位，它們可以同時作為沙拉、開前菜、湯或主菜，也可以作為另外一種菜餚的配菜，用途極度廣泛。
填充菜中的“填充物”以絞肉為主，可以放入肉菜混合物、優格、牛至、紅辣椒粉、奶油一起熱食。如果想吃純素的，則可以使用橄欖油、大米或乾小麥當填充物，如果可以接受甜味和鹹味混搭，那麼還可以放蜂蜜、堅果、葡萄乾、櫻桃、肉桂、多香果和開心果，其中最好吃的首推黑醋栗，還可以填滿米飯。
填充菜中的“包裹物”多種多樣，例如南瓜卓瑪、榅桲卓瑪和蘋果卓瑪都是奧斯曼帝國的宮廷菜，這些都指的是包裹物，不是填充物，雖然是甜味的，但是鹹味菜。甜的瓜果中塞滿肉末、洋蔥、米飯、杏仁，在烤箱中烹製，在當代土耳其，準備了各種各樣的卓瑪。雖然無法給出卓瑪食譜的詳盡清單，但西葫蘆、茄子、蕃茄、南瓜、秋葵、高麗菜、甜菜葉、甚至貽貝的貝殼都能被做成卓瑪的包裹物。
另一種卓瑪是內臟型的，例如在綿羊和乳牛的腸膜，在裏塞滿辣味米飯和堅果混合物，配合絞肉一起烤。
薩爾瑪這個詞可以用於純甜點，但卓瑪不行，土耳其宮廷菜中的甜點通常會使用櫻桃乾，再將黑醋栗和奶油酥混合而成的東西作為餡料。

### 陸地動物類菜餚

#### 煮肉、燉肉、火鍋

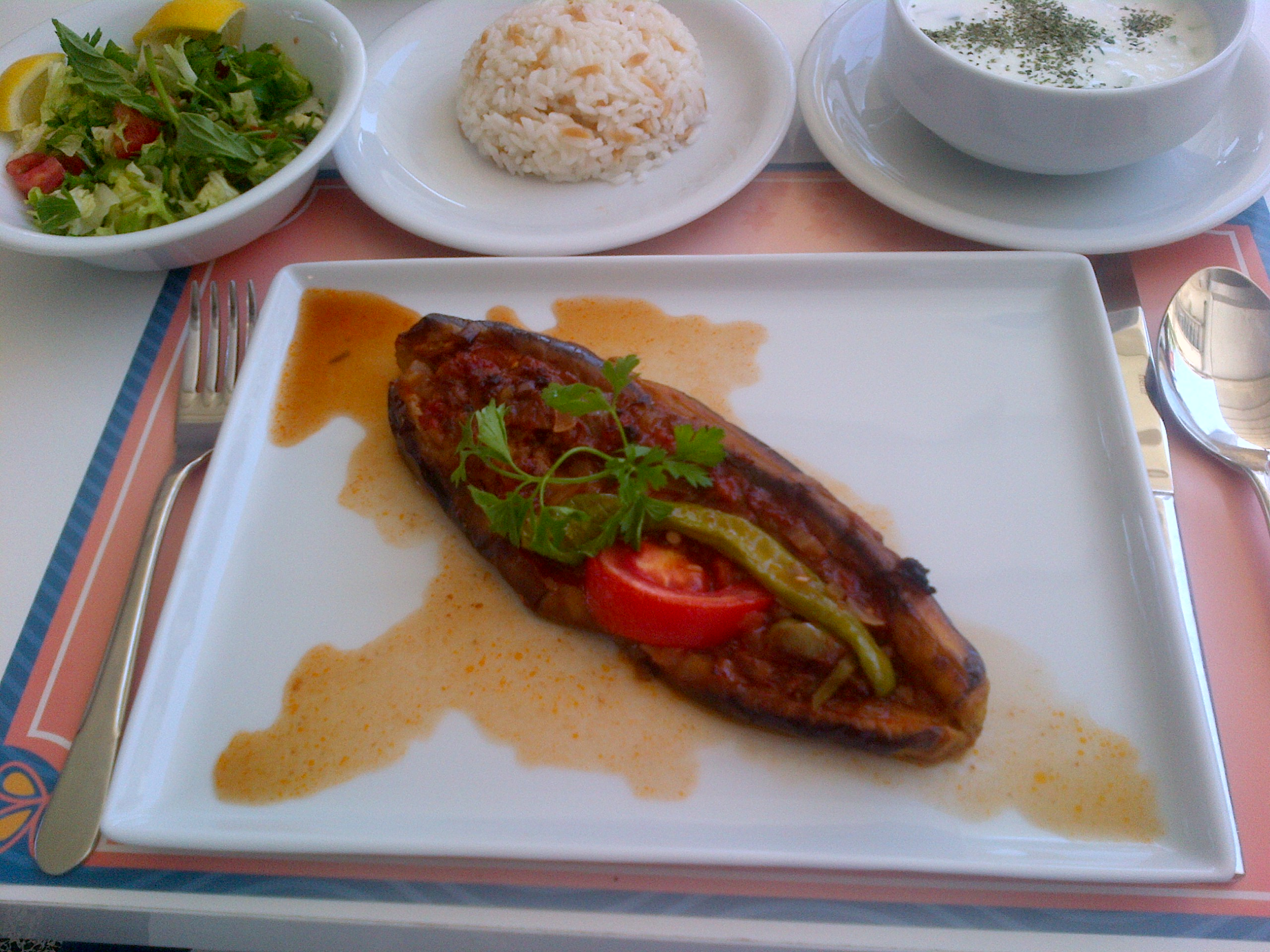
土耳其牛肉匹薩

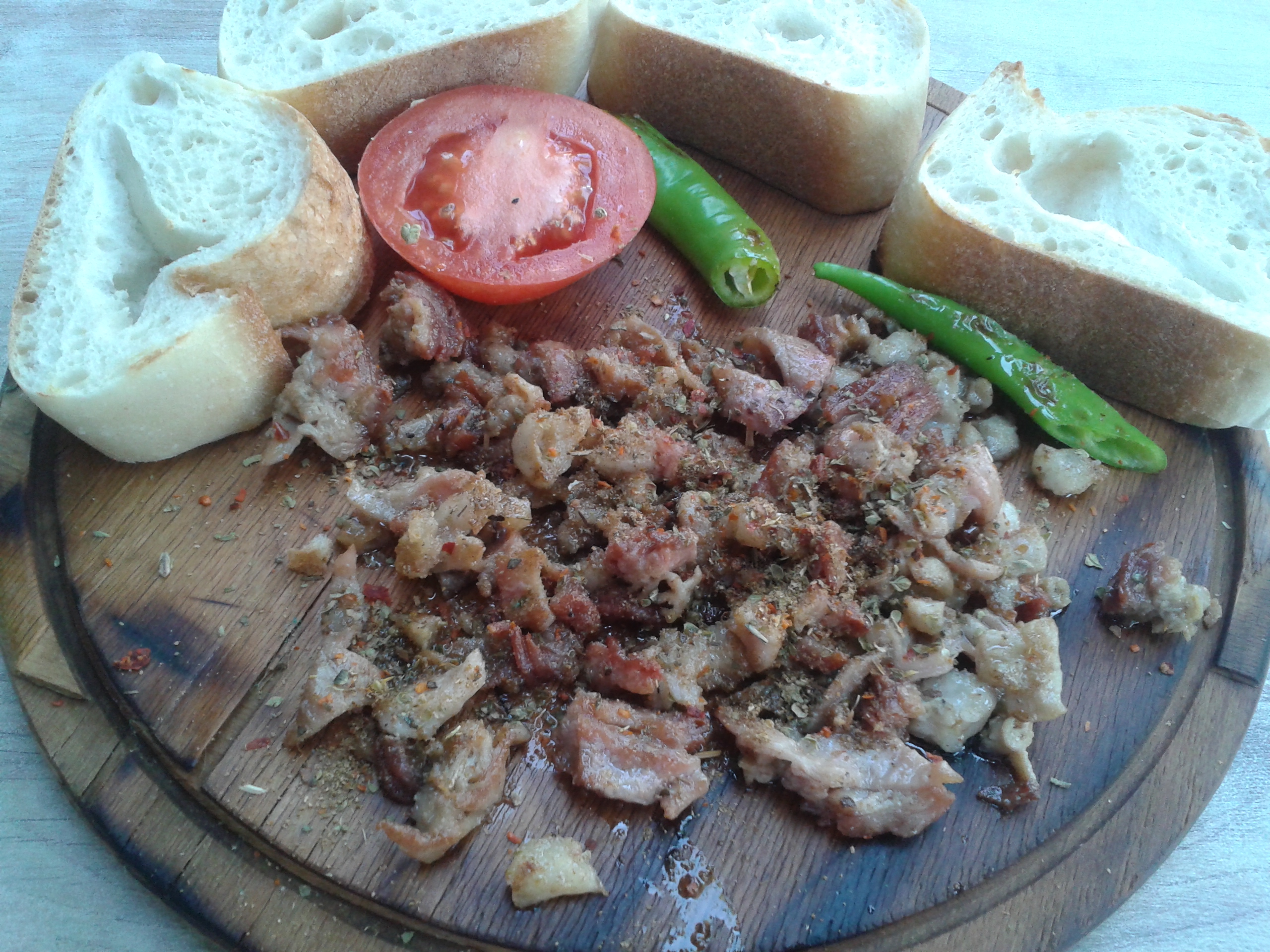
洋蔥炒羊肉快配麵包

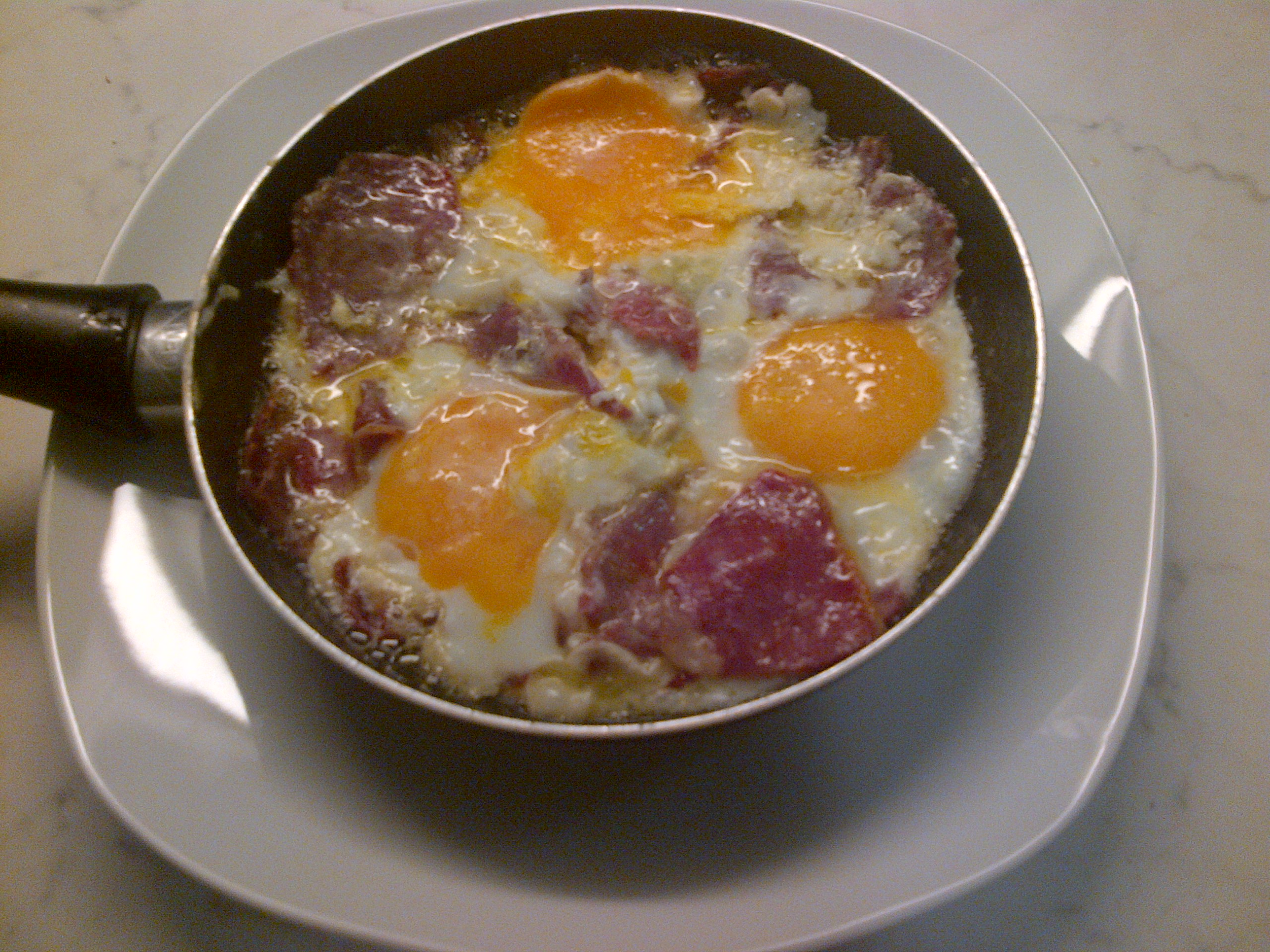
在乳酪、醬油上三顆雞蛋的圓桶烤肉

- 三蛋蜂蜜火腿（Pastırma）：用蜂蜜醃製的火腿，再加三個雞蛋，一道常見的土耳其早餐菜
- 總匯三明治（Döner kebap）由雞肉或瘦小牛肉組成，是一種常見的土耳其快餐。
- 蔬菜絞肉捲（Tantuni）：類似於dürüm，將肉切成非常小的塊，是土耳其梅爾辛省的特產。
- 紅蕃茄羊肉煲（Kuzu güveç）：在陶器砂鍋中烹製的羊肉。
- 白芸豆燉物（Pastırmalı kuru fasulye）
- 春季羊肉煲（Kuzu kapama）
- 檸檬汁羊肉煲（Haşlama）
- 肉塊燉豆角（Kavurma）：在土耳其語中意為油炸、烘烤或炒製，通常用於烤羊肉或各種油炸肉類菜餚。由切塊的羊肉、蕃茄、洋蔥、蘑菇、辣椒和香草製成，是齋月最受歡迎的菜餚之一。
- 優格泥燉肉（Alinazik）：一種家庭式的土耳其烤肉串，是加濟安泰普省的特產。
- 奶酪泥燉肉（Hünkârbeğendi） [16]：這個名字的意思是君主/蘇丹喜歡它，這道菜由烤茄子泥和 kaşar 奶酪組成，上面放著羊肉塊）
- 蠶豆蔬菜鍋（Türlü）：烹製的燉菜和肉。
- 肉貼壁爐（Tandır）：不加水，用特殊的技術慢慢煮熟的肉。
- 醬滷羊腿（İncik）：在烤箱中烹製的帶醬汁羊腿。
- 蠶豆菠菜南瓜鍋（Boraniye）：蠶豆、菠菜、南瓜、肉、優格和鷹嘴豆一起烹製的蔬菜。
- 劈腹茄子（Karnıyarık）：茄子切下油炸，然後填入肉末、洋蔥、大蒜和蕃茄醬，在烤箱中烘熟。

#### 肉丸菜
土耳其菜中的肉丸叫做“Köfte”，是另一大肉類菜餚，以肉丸、肉餅、漢堡肉的形式出現。在表示料理的時候，köfte這個詞前面有時會加上一個城鎮的名稱，它指的是烹飪技術或該地區專門使用的配料或香料，要在薩卡里亞省。它的主要成分是肉末、歐芹、碎麵包屑、蛋黃、孜然、牛至、薄荷粉、黑胡椒粉、洋蔥和大蒜等香料。
- 可樂餅扁肉丸（Kadınbudu köfte）：由肉末與煮熟的米飯混合，包裹麵粉油炸，配上酸味奶油醬。
- 地瓜肉丸（Içli köfte）：由洋蔥、碎肉、堅果作為餡料，小麥殼作為週圍的炸粉，油炸製成。
- 珊瑚肉丸（Çiğ köfte）：是一種來自土耳其東南部的開胃菜，意思是生肉丸，由小麥、牛肉和羊肉製成。如今，在大多數土耳其餐廳，生肉通常被省略，而是使用超細的保加利亞肉。
- 肉丸奶油湯（Terbiyeli Sulu Köfte）：是另一種肉丸特色菜，用小麥粉、蕃茄醬和水烹製而成，加入檸檬汁和雞蛋醬。

#### 器官菜

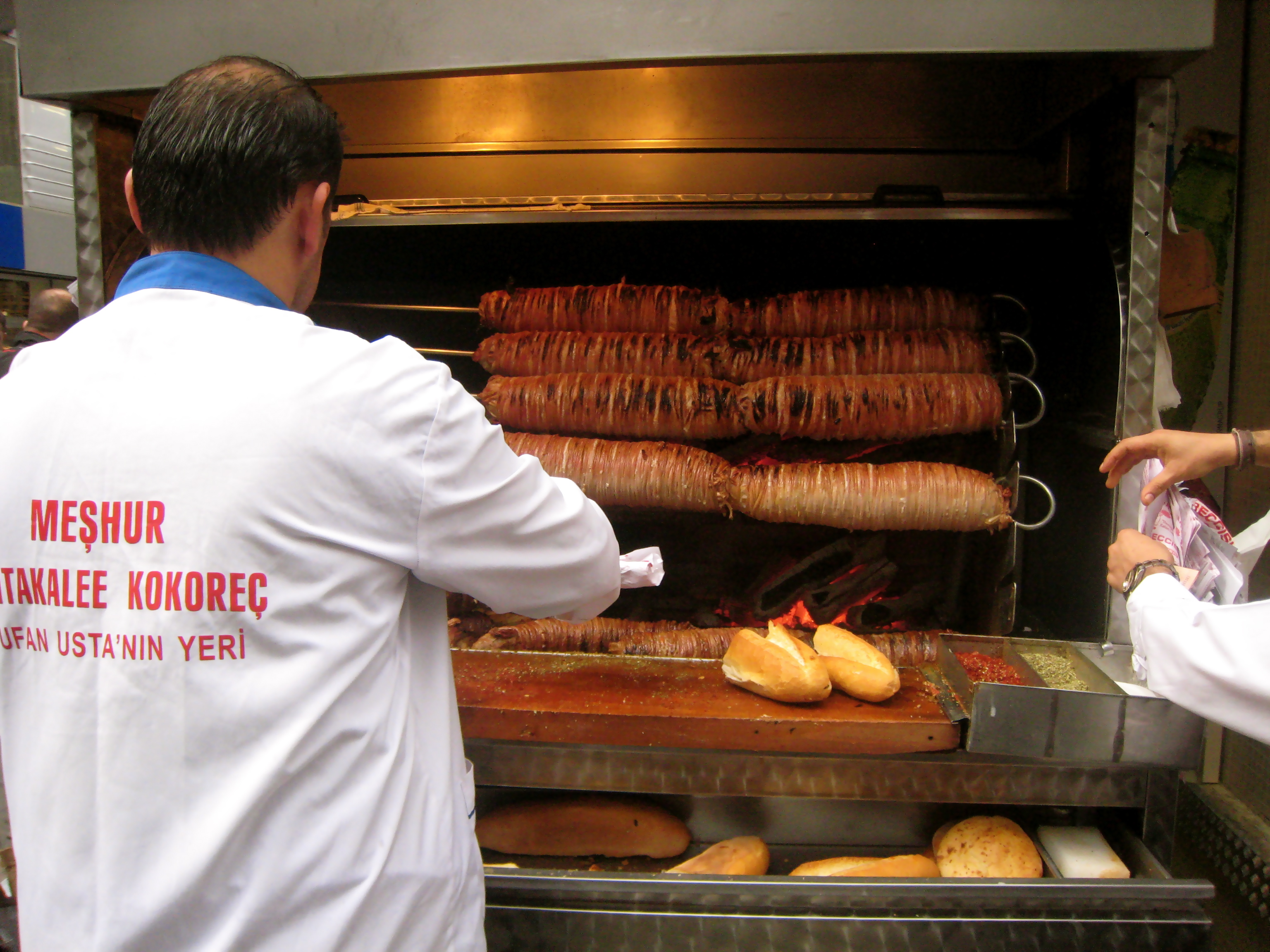
烤羊餡大腸

動物的器官在土耳其美食中經常被做成美味佳餚，人們喜歡將它油炸後在燒煮，或者塗香料烤。
- 牛雜生香腸（Sucuk）：由牛肉、牛的內臟、各種香料和大蒜製成，可與早餐一起食用，在土耳其式的吐司和三明治中最常用。
- 乾豆子包牛肉（Pastırma）：是另一種著名的牛肉美食，把切成小塊的肉放入扁豆中增加香氣。兩者都可以作為開胃菜，也可以配炒雞蛋，裝在一個叫做sahan的小鍋裡，在土耳其早餐時食用。
- 烤羊餡大腸（Kokoreç）：加香料的羊腸是土耳其的低價美食，口味偏重。
- 阿爾巴尼亞肝臟（Arnavut ciğeri）：洋蔥和漆樹一起食用，通常作為開胃菜與蠶豆等其他開胃菜一起食用。
- 香料炒肝（Edirne ciğeri）：是埃迪爾內另一道著名的肝菜。首先將肝臟冷凍，以便將其切成非常薄的層，切下後，將肝層煎炸，再加入香料和醬汁炒成。
- 燜烤羊頭（Kelle）
- 朝鮮薊圈羊內臟（Kuzu etli enginar）
- 綠豆燉炒內臟（Etli taze fasulye）
- 秋葵燉炒內臟（Etli bamya）
- 鷹嘴豆燉炒牛肚（İşkembeli nohut）
- 香料填塞雞（Piliç dolma）

#### 烤肉菜

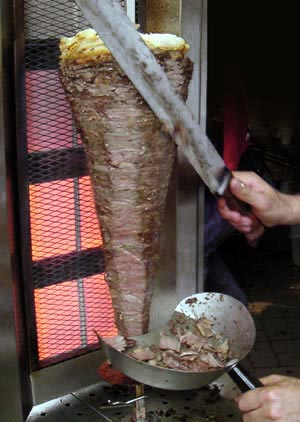
沙威瑪

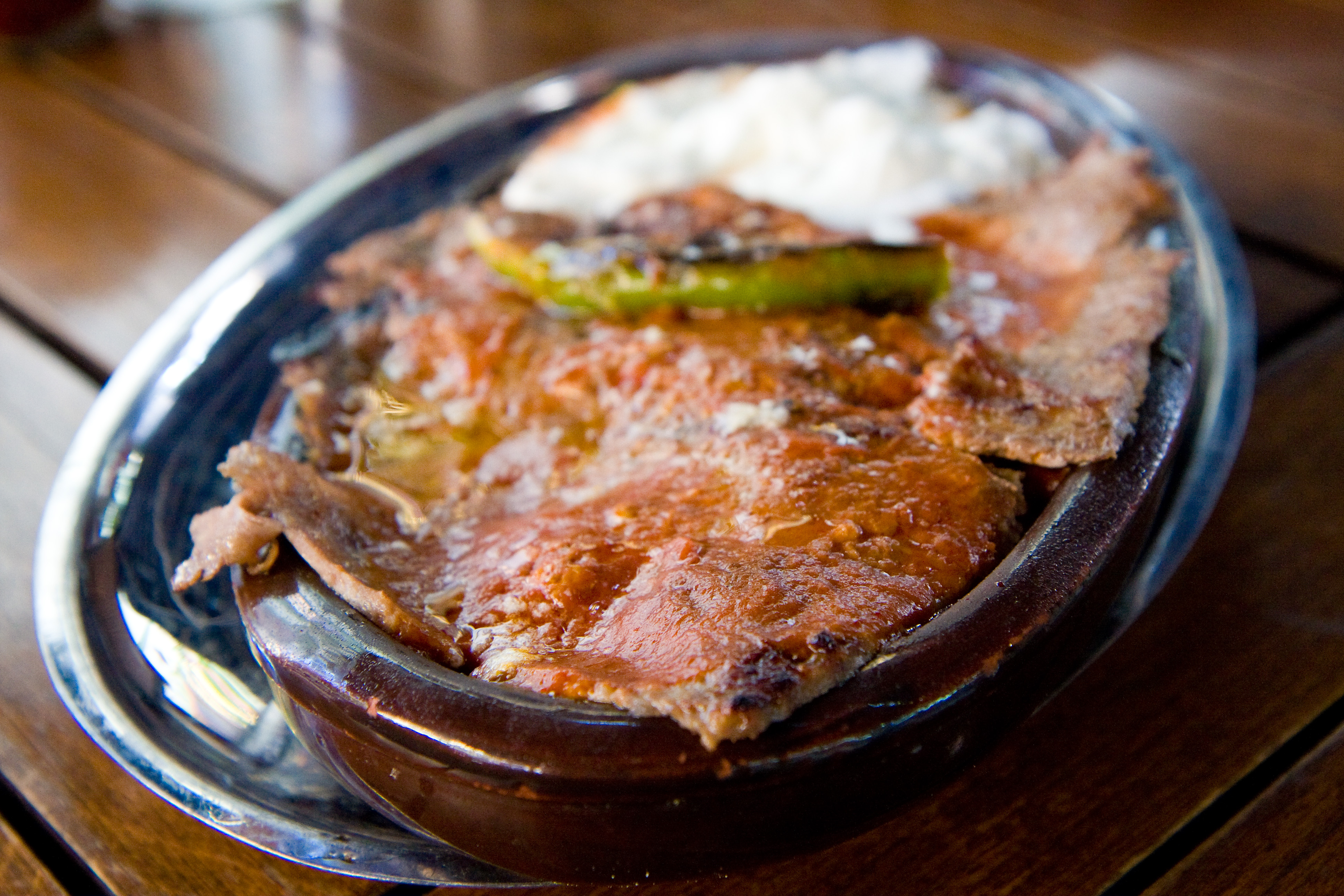
烤牛排

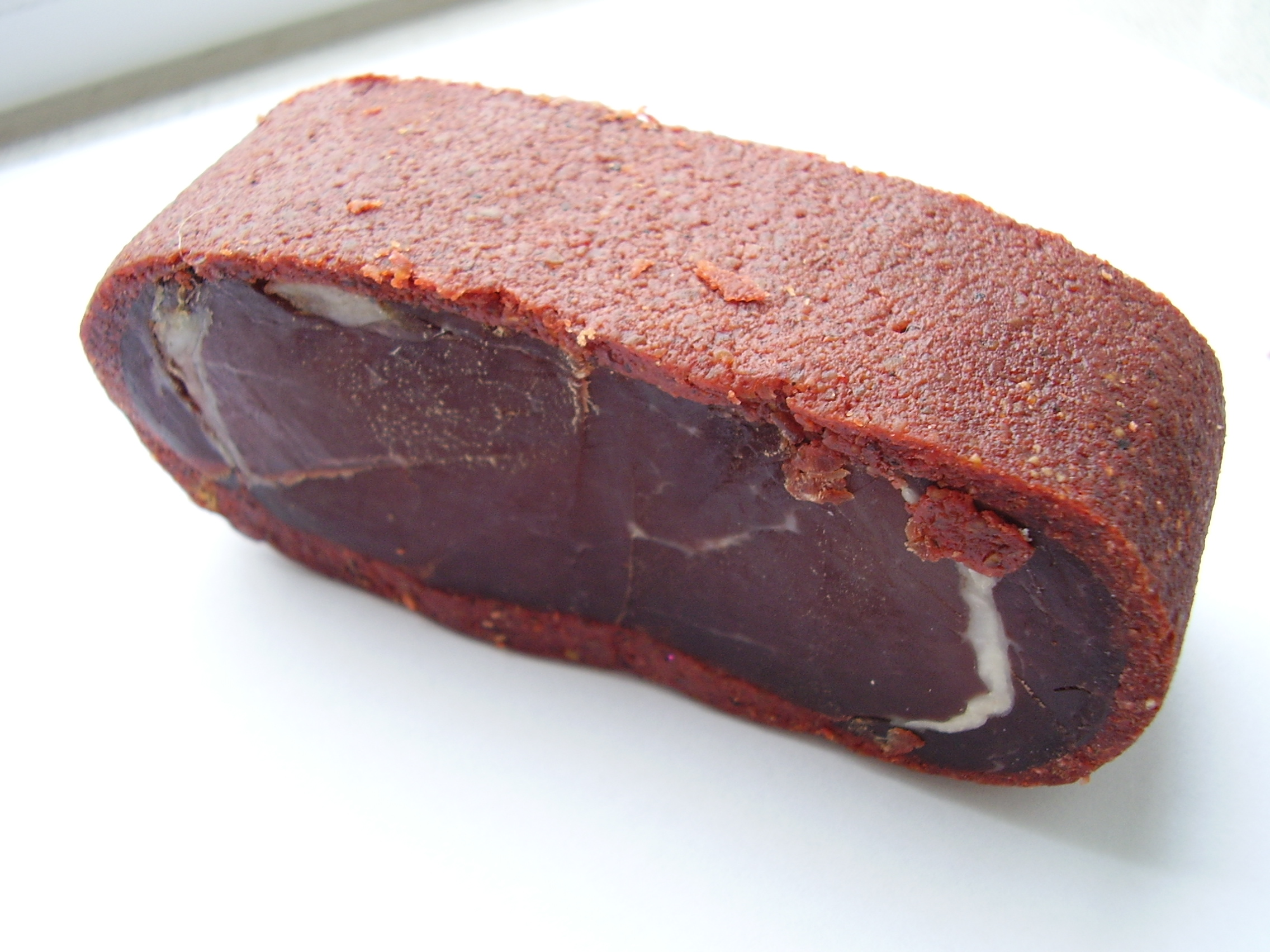
蜂蜜醃肉

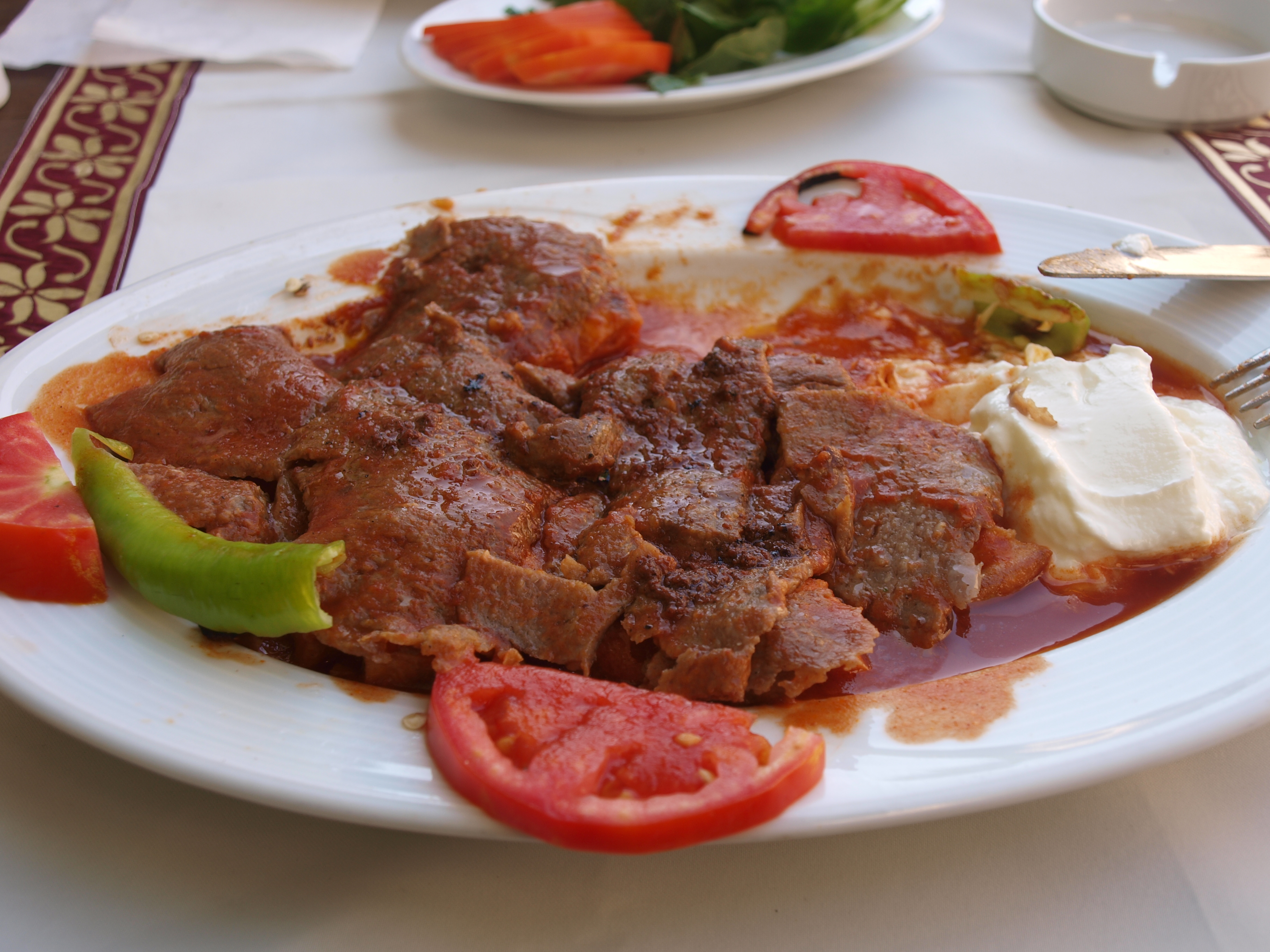
烤肉套餐

土耳其的所有烤肉菜都是高度調味的料理，但是鹹味不會很濃，主要由香料凸顯味道。除了純吃烤肉，還有風乾肉、醃製肉、大蒜茄子泥塗肉、蕃茄青椒烤肉串等。2010年後，各種西式烤肉也被土耳其人吸收，故烤肉串的種類在土耳其也極為豐富，幾乎歐洲和中東的所有“烤系”肉料理能在土耳其找到。因為土耳其的烤肉串不僅可以直接吃，隔夜的烤肉還加入燉菜、砂鍋和炒菜中食用，甚至可以作為沙漠中的乾糧，所以在奧斯曼帝國時代，很多奧地利人、匈牙利人、俄羅斯人、阿拉伯人、印度人、埃及人的旅行者都會從土耳其學習烤肉技法。
常见的37种土耳其烤肉
- 絞肉香料串（kıyma kebabı）：將手工切碎的肉和辣椒混合在扁平的寬金屬串上的烤肉串；與阿達納地區有關，在土耳其全國都很受歡迎。
- 菲羅烤肉（Ali Paşa kebabı）：用菲羅包裹的立方羊肉配蕃茄、洋蔥和歐芹。
- 優格烤肉（Alinazik kebab）：在平底鍋中炒碎肉串，加入大蒜、優格和茄子。
- 園丁烤肉串（Bahçıvan kebabı）：無骨羊肩肉與切碎的洋蔥和蕃茄醬混合。
- 薰衣草碎肉（Beyti kebab ）：磨碎的羊肉或牛肉，在串上調味和烤製，通常裹著薰衣草並淋上蕃茄醬和優格，可追溯到伊斯坦布爾著名的Beyti烤肉店，在土耳其大城市特別受歡迎。
- 茄子羊肉鍋（Bostan kebabı ）：羊肉和茄子砂鍋。
- 蒸烤肉串（Buğu kebabı）：用小火烹製，直到肉釋放水分並重新吸收水分。
- 鐵杵大捲肉（Cağ kebab）：首先在一種水平旋轉的烤肉叉上烤羊肉塊，然後在烤串上烤，這是埃爾祖魯姆地區的特色菜，最近越來越受歡迎。
- 肝肉串（Ciğer kebabı）：通常與洋蔥片、沙拉和麵包一起食用。
- 羊肝歐芹肉串（Ciğerli kağıt kebabı）：羊肝烤肉串與肉混合，用百里香、歐芹和蒔蘿醃製。
- 煎餅羊絞肉（Çardak kebabı）：煎餅中的羊肉餡。
- 優格沙朗牛（Çökertme kebabı）：塞滿優格和馬鈴薯的沙朗小牛肉烤肉串。
- 陶碗烤肉（Çömlek kebabı）：肉和蔬菜砂鍋，可以用茄子、胡蘿蔔、青蔥、豆類、蕃茄和青椒。
- 無骨牛烤小串（Çöp şiş ）：以弗所附近的塞爾丘克和Germencik的特產，用黑胡椒、百里香和油醃製的西紅柿和大蒜搗碎的無骨肉放在木串上。
- 蘇丹烤肉串（Hünkâri kebabı）：切片羊肉與茄子醬、羅勒、百里香和月桂葉混合。
- 伊斯坎達爾烤肉（İskender kebap）：配優格、蕃茄醬和黃奶油，起源於布爾薩。烤肉串是 İskender Efendi於1867年發明的，他將其從橫式改為豎式。
- 蒸烤肉串（İslim kebabı）：另一種沒有外皮的茄子烤肉串，用葵花籽油醃製。
- 紙蒸羊肉（Kağıt kebabı）：用紙包裝烹製的羊肉。
- 深井烤肉（Kuyu kebabı）：由山羊製成，是Aydın地區的特色菜，類似於tandır kebabı。
- 羊腿肉串（Kuzu incik kebabı）：羊腿與去皮茄子和切碎的蕃茄、奶油、鹽和胡椒混合。
- 雙重酸奶羊（Kuzu şiş）：用醃製牛奶餵養的羊肉製成的希什。
- 薄荷肉丸子（Köfte kebap或Shish köfte）：用香草，通常是歐芹和薄荷，在棍子上烤製的碎羊肉丸子
- 麵包奶油烤肉（Manisa kebabı）：這種馬尼薩地區版本的烤肉，是在切片的麵包上放上較小的扁平大小的羊肉，再用奶油調味，並塞滿蕃茄、大蒜和青椒。
- 森林烤肉串（Orman kebabı）：帶骨羊肉，切成大塊，與胡蘿蔔、馬鈴薯和豌豆混合。
- 月桂葉烤肉（Patates kebabı）：牛肉或雞肉與馬鈴薯、洋蔥、蕃茄醬和月桂葉混合。
- 茄子烤肉串（Patlıcan kebabı）：用香料醃製的特製烤肉串，佐以茄子、熱麵包和優格。
- 蕃茄大蒜肉（Ramazan kebabı）： 肉與優格、蕃茄和大蒜混合，塞滿新鮮薄荷裝飾在麵包上。
- 蘆筍烤肉（Shish kebab）：用魚、羊肉或雞肉在薄金屬或蘆葦桿上烤製而成。
- 醃製雞肉串（Şiş tavuk）：用棍子烤的優格醃製雞肉。
- 茄子辣椒烤肉（Sivas kebabı ）：與Sivas地區有關，類似於Tokat kebab，但尤其喜歡羊排骨，它與 Tokat kebabı 的不同之處還在於里面沒有土豆。
- 無水烤肉串（Susuz kebap）：在平底鍋中用鹽和肉桂擦過的肉中瀝乾多餘的液體後烹製。
- 羊肉丁酥（Talaş kebabı）：羊肉丁，與磨碎的洋蔥混合，棕色肉與麵團混合。
- 羊肉條套餐（Tandır kebabı）：羊肉塊，有時是整隻羊肉放在烤箱中烘烤，這需要一種特殊的烹飪方式數小時。與麵包和生洋蔥一起食用。
- 胡蘿蔔烤羊肉（Tas kebabı ）：在碗中燉烤肉串，首先要在奶油中烹調蔬菜，然後再用牛的脂肪、羊的脂肪煎肉本身。
- 甕烤肉（Testi kebabı）：成分類似於çömlek kebabı ，用testi而不是güveç製備，通常在安納托利亞中部和黑海中西部地區發現。
- 茄子秋葵烤肉（Tokat kebabı）：與Tokat地區有關，它由用橄欖油醃製的小牛肉、茄子、蕃茄、馬鈴薯、洋蔥、大蒜和特製的皮塔麵包製成。
- 寶刀串肉（Urfa kebabı）：類似於Adana kebabı，但不那麼辣。

### 海洋動物類菜餚

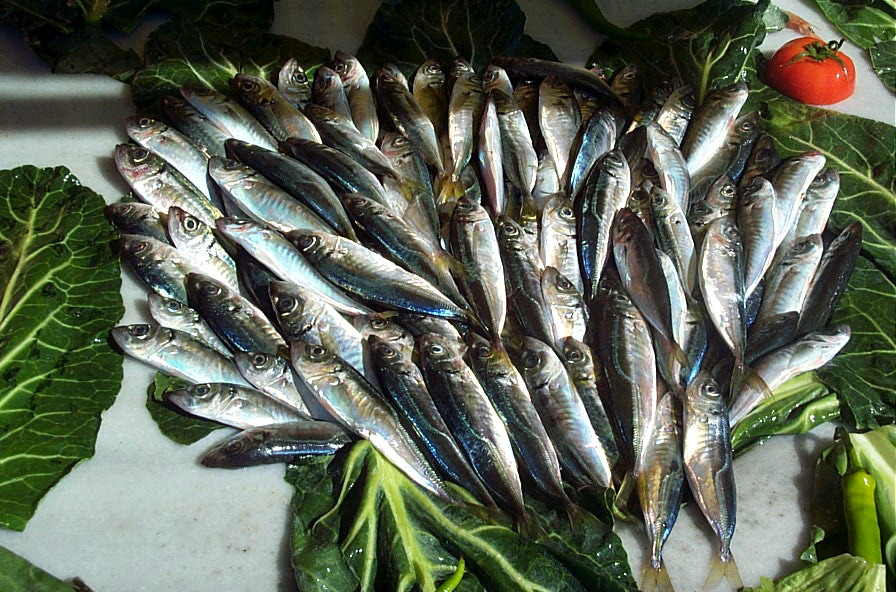
土耳其魚市場的樣子

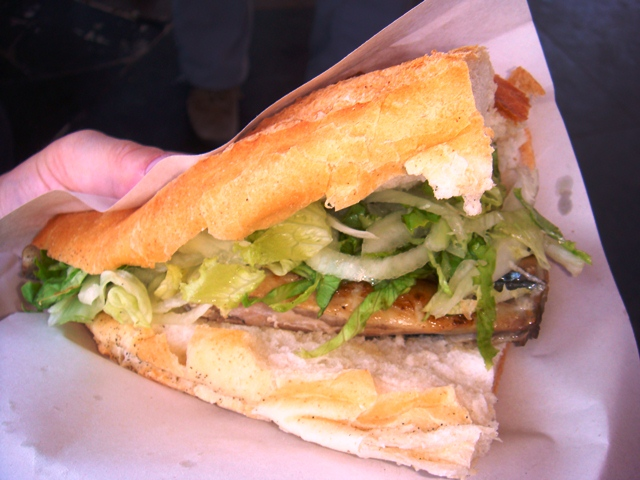
夾著炸魚排的蔬菜三明治

土耳其三面環海，魚的種類非常豐富，如果严格按照伊斯蘭教義的話，土耳其人只能吃魚肉，贝壳类、虾蟹类、章魷类都不能吃，但由於土耳其是世俗化國家，所以国民经常违背教义而广泛猎食。在土耳其吃伊斯蘭教所禁止的龍蝦、螃蟹等甲殼動物，兩扇貝、魷魚和章魚等軟體動物都不算犯法，也不会有人谴责这种行为。土耳其的魚料理基本都會先裹粉水煮，再慢慢的烤、炸或烘，例如加檸檬汁和歐芹蒸，和各種蔬菜一起熬到爛軟的魚湯，和洋蔥、一碗水一起在烤箱裏烤，把魚切成塊放在濃玉米濃湯中。魚也可以冷食；如煙燻、風乾、罐裝、鹽漬、醋醃、麵包烤。
- 葉子包魚濃湯（Pazıda Levrek）：是一種海鮮特色菜，由用甜菜烹製的鱸魚組成樹葉。在魚餐廳，可以找到其他精美的魚品種。
- 填充魚（balık dolma）：有好多個變種，例如魚包魚、茄子包魚、麵包包魚、羊肉包魚，類似於中國的“鮮”字，呈現雙重美味。
- 魚丸（fish en papillote）：用蔬菜、洋蔥和麵粉做的魚湯在沿海城鎮很常見。
- 現烤魚：在伊斯坦布爾的沿海地區，配蕃茄、香草和洋蔥的麵包是一種受歡迎的快餐。
- 烤醋漬魚：在土耳其內陸地區很常見，因為魚在醋漬的狀態下能更加長久的保存。
- 酒燒貽貝
- 炸牡蠣
- 炸魷魚配塔塔醬

土耳其最常見的海鲜有18種 ，包括：
- 沙丁魚
- 鰹魚
- 鍍金頭鯛
- 紅鯔魚
- 鱸魚
- 鱈魚
- 黑線鱈
- 劍魚
- 大菱鮃
- 紅色潘多拉
- 竹莢魚
- 白石斑魚
- 藍魚
- 鱒魚
- 貽貝
- 牡蠣
- 魷魚
- 龙虾

### 麵點

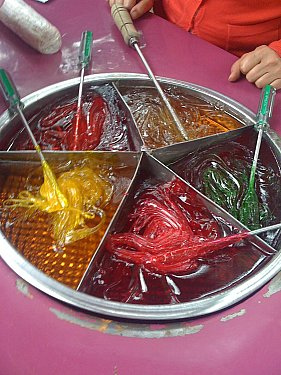
五彩太妃糖

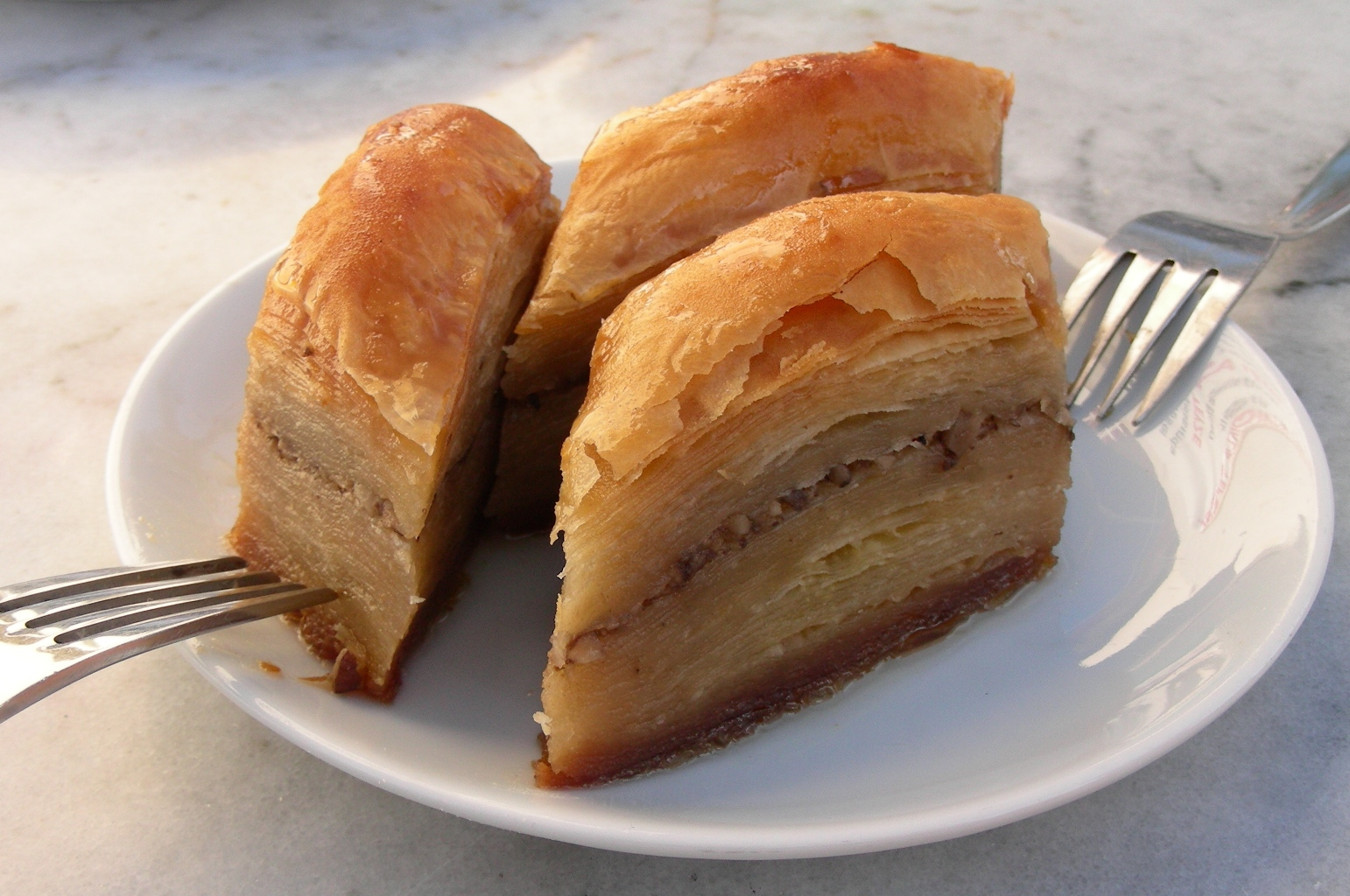
蜂蜜果仁蛋糕

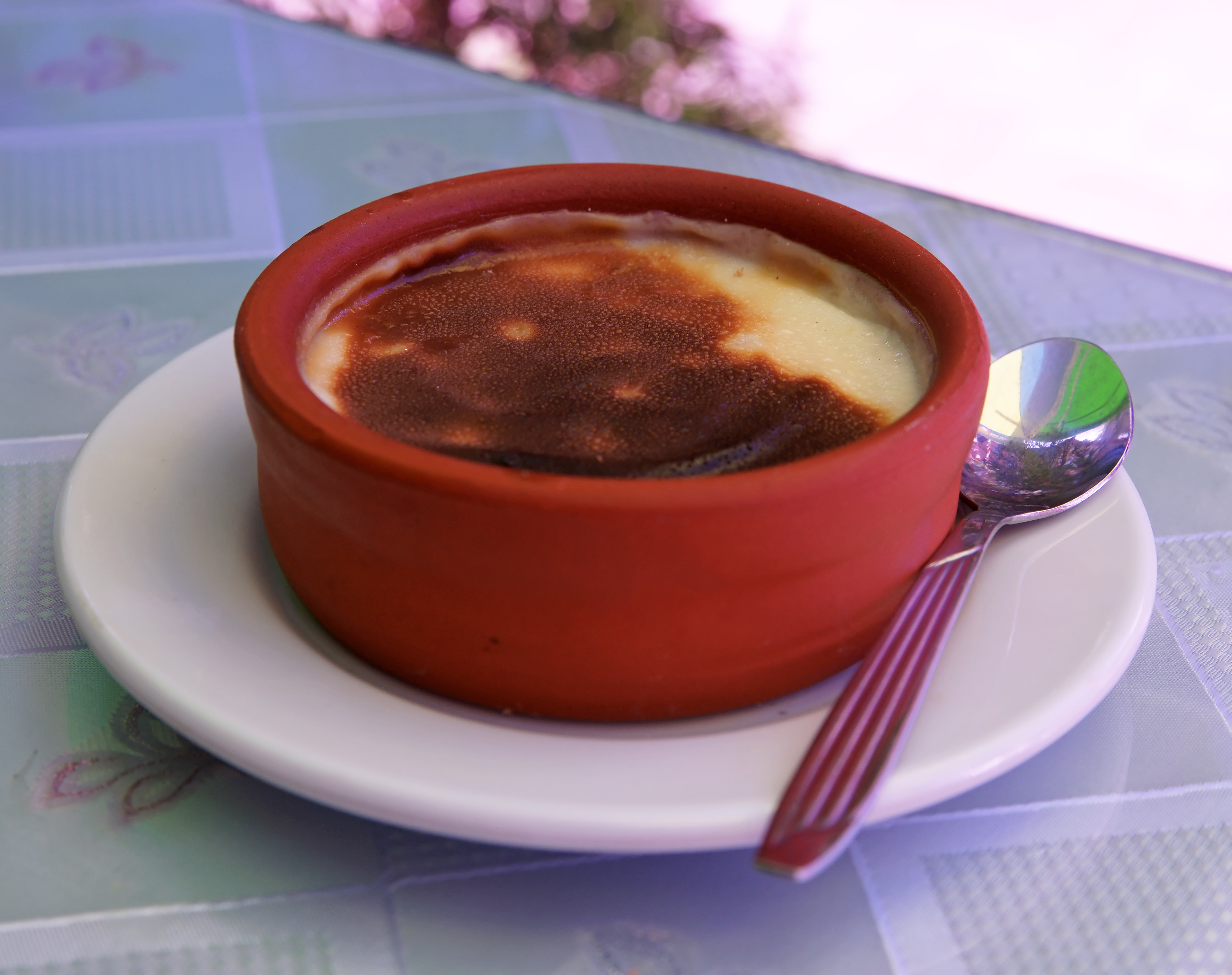
米布丁

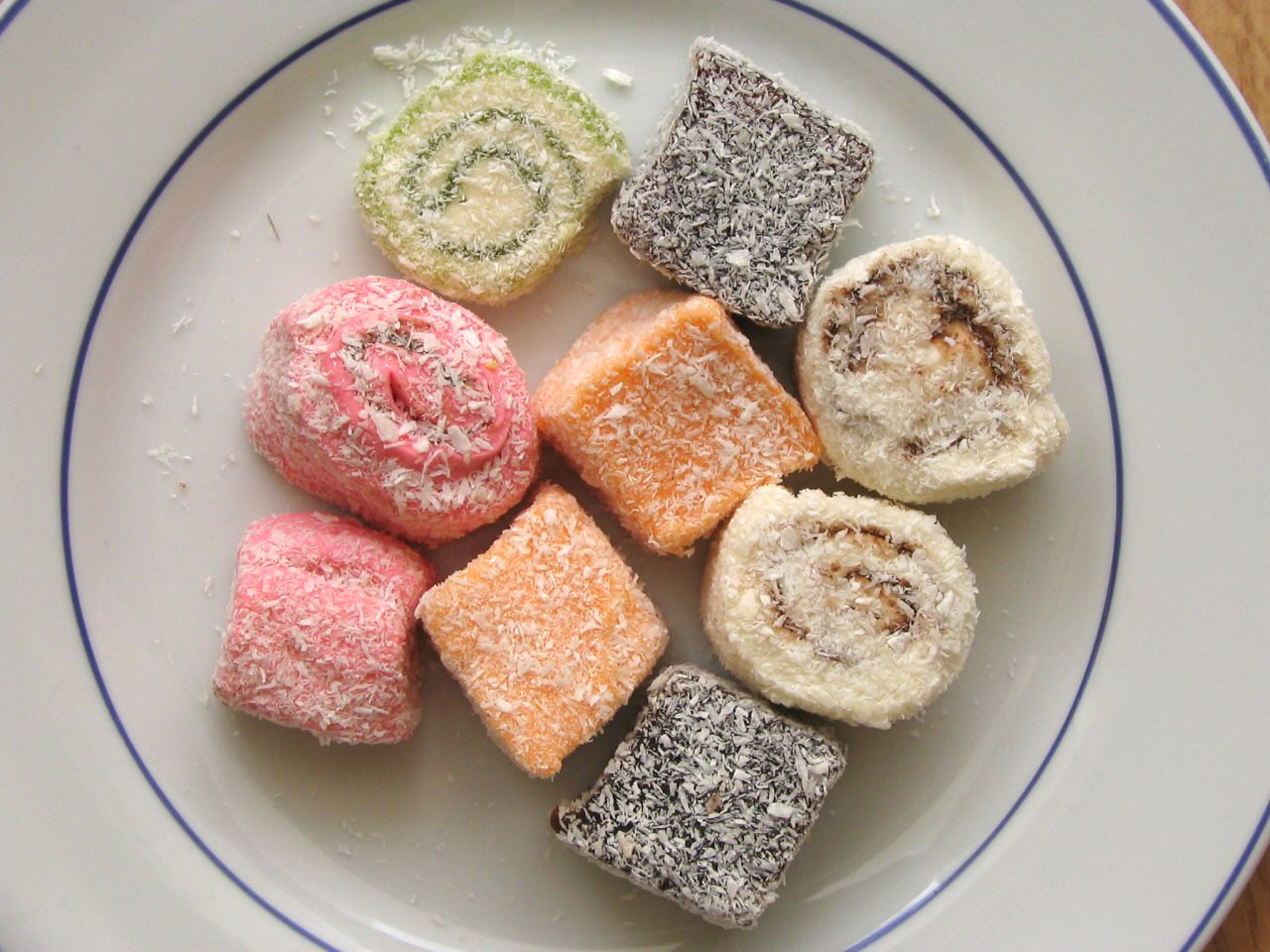
土耳其龍捲糖

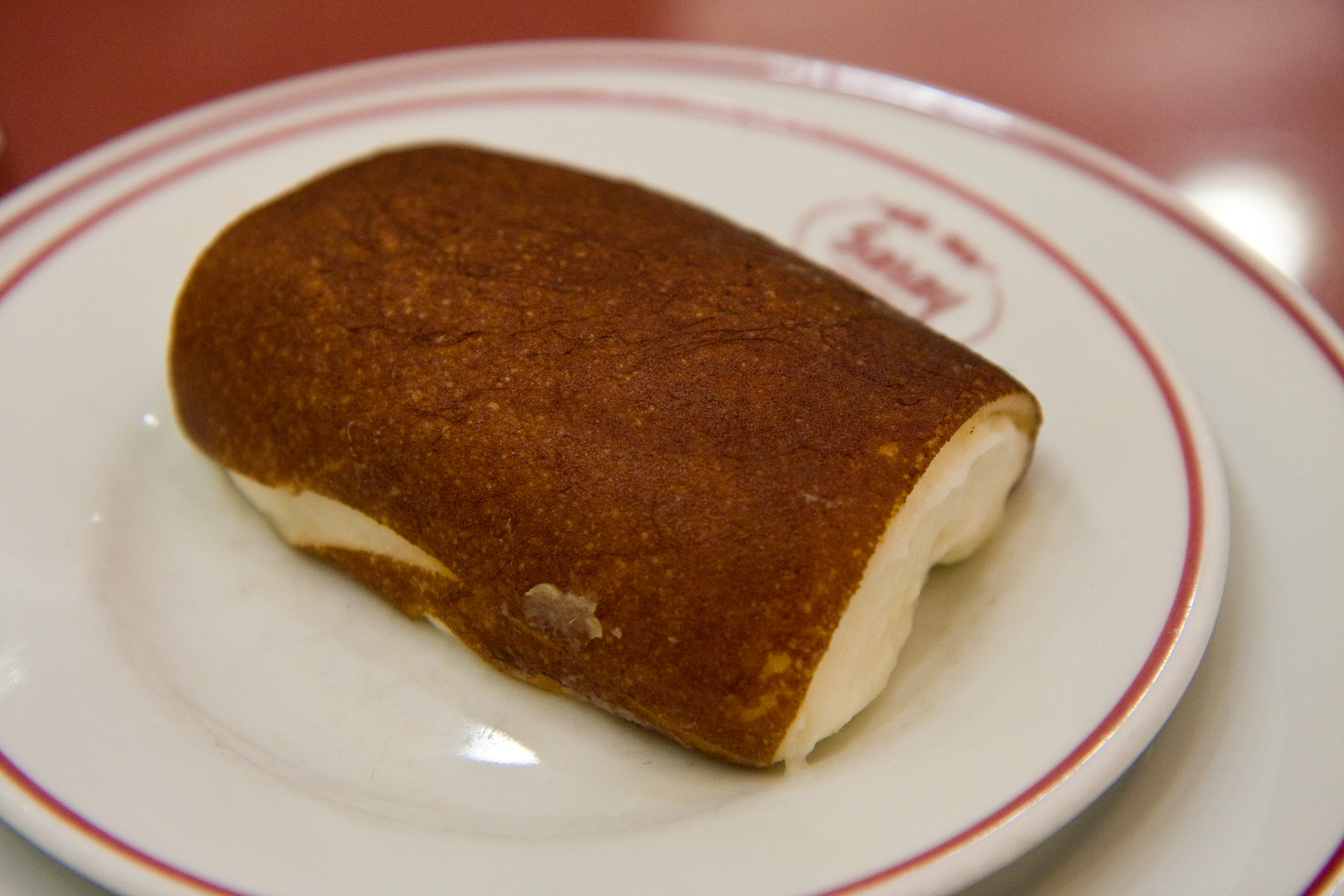
咖啡粉蛋糕

土耳其美食包括各種鹹味和甜味糕點，鹹味的可以當主食，甜點則可以作為餐後吃、下午茶、泡飲料喝。以小麥粉為基礎的特色菜是傳統土耳其美食不可或缺的一部分。
奧斯曼帝國晚期的麵點深受法國菜的影響，該風格在19世紀末風靡全歐洲和俄羅斯，目的是讓所有甜點看起來女性化、粉嫩化，並且大幅降低甜度。在土耳其語中，它被視為西方化的象徵，這種影響仍然可以在土耳其共和國初期的食譜中看到，例如第一版《Türk Kadınlar Tatlı Kitabı》（土耳其女性甜點書），其中包含海綿蛋糕、馬卡龍、千層酥、閃電泡芙、修女泡芙等大量法式甜點。直到1966年，二戰結束了20多年後，土耳其共和國才脫離西方的麵點影響，政府規定各種料理書籍的修訂版必須加入更多傳統糖果，現代土耳其麵點體系在此時才算建立。

#### 鹹甜糕餅
- 捲腸餅（Börek）：用一種厚的千層麵團製作的鹹甜糕餅，它由好幾十層薄薄的麵團拼接組成。
- 龍捲腸餅（Su Böreği）：酥皮捲曲的幅度非常之大，在捲曲的空間裡可以塞入各種香料、奶酪和歐芹製成，是土耳其人最常吃的捲腸餅變體。
- 土耳其枕頭餃子（Çiğ börek）：用碎肉包括酥皮麵包油炸而成，和意大利的枕頭餃子大同小異。
- 回形針捲腸餅（Kol böreği）：是另一種著名的多層捲腸餅類型，其它還有fincan（咖啡杯狀）、muska（護身符狀）、Gül böreği（玫瑰狀）或Sigara böreği（香煙狀）。
- 小方蘇（Talaş böreği）：用蔬菜和肉丁填餡的 phyllo 麵團）、
- 三角脆餅（Puf böreği）：拉茲伯雷吉是一種甜的 börek，廣泛分佈於黑海地區。
- 烤胡椒餅（Poğaça）：是基於麵團的鹹味糕點的標籤名稱。同樣，çörek是用於甜味和鹹味糕點的另一個標籤名稱。
- 蔥油夾心餅（Gözleme）：是農村地區典型的食物，由lavash麵包或 phyllo 麵團製成，折疊在各種餡料周圍，如菠菜、奶酪和歐芹、肉末或土豆，然後在大煎鍋（傳統上是 sac ）上烹製。
- 綠粉蔥油餅（Katmer）：是另一種傳統的擀麵皮。根據餡料可咸可甜。Katmer 配開心果和kaymak是一種甜食，也是加濟安泰普最受歡迎的早餐食品之一。
- 阿拉伯蕃茄烙餅（Lahmacun）：在阿拉伯語中意為帶肉的麵團）是一種薄麵包，上面覆蓋著一層五香肉末、蕃茄、胡椒、洋蔥或大蒜。
- 剖開麵包塞餡餅（Pide），可以用碎肉、洋蔥、切碎的蕃茄、歐芹和香料塞入破開的長棍麵包中，還可以加入菠菜、白奶酪、肉塊、紅燒肉和雞蛋製成麵團，目前流行的做法是把一個雞蛋做成半熟荷包蛋，放在剖開麵包的中間，以增加美觀和營養。
- 老虎抓捲餅（Açma）：是一種在土耳其大部分地區都能找到的軟百吉餅。它的形狀與 simit 相似，覆蓋著一層釉料，通常作為早餐的一部分或作為點心食用。

#### 零食
- 果仁蜂蜜糕餅（baklava）：土耳其在世界上最為著名的甜點是一種鬆軟的糕餅，一般由開心果或核桃的碎塊製成，用蜂蜜當做糕餅和果仁的黏合劑，並增加自然的甜味。土耳其美食中有上百種類似果仁蜜糕餅的甜點，有名的有şöbiyet、bülbül yuvası、saray sarması、sütlü nuriye和sarı burma等。
- 庫納法，奶酪串糕（Kadayıf) ：是一種常見的土耳其甜點，口感類似奶酪和千層麵的中間物，也可以用核桃、開心果、草莓或檸檬作為內餡。
- 土耳其糖漬糕（ekmek kadayıfı）：儘管它的名字中帶有“kadayıf”一詞，但糖漬糕與奶酪串糕完全不同，糖漬糕富含糖漿、奶油，可以冰凍或加熱吃，通常澆上優酪乳一起食用。其口感是中間一層夾有半溶化的奶酪和果醬。
- 穆哈列比，牛奶布丁（sütlaç）：在牛奶甜點中，最受歡迎的是牛奶布丁，意思是“喀山”的底部，因為它的表面燒焦了。
- 雞胸肉布丁（tavuk göğsü）：一種甜的、凝膠狀的牛奶棒，原材料中加入一點點去皮雞胸肉以提供耐嚼的口感，但不會覺得雞肉噁心。
- 玫紅奶凍冰淇淋（haytalı）：土耳其地中海地區的特產是玫紅奶凍冰淇淋，它是土耳其夏天和兒童的人氣甜點，由幾塊布丁、冰淇淋和碎冰組成，放入加有糖漿的玫瑰水中。
- 哈爾瓦酥糖(halva): 由小麥粉、黃油、藏紅花、牛奶和可可粉在250°C的烤箱中烘烤製成的糖，在布爾薩很受歡迎。另外還有irmik helvası（用松子蒸出來的糖）、hoşmerim（加奶酪的糖）、yaz helvası（加杏仁的糖）、tahin helvası（碎芝麻糖）等等變體。
- 千層石榴奶糕（Güllaç）：是一種通常在齋月供應的甜點，它由非常薄的大麵團層組成，放入牛奶和玫瑰水中，佐以石榴籽和核桃。這個糕點和中國有關，在14世紀的《熏膳正要》一書中有記載，相傳是元朝宮廷醫師忽思慧發明的。
- 豆果布丁（Aşure）：是一種混合了豆類、麥片和乾果的布丁，有時在上菜時會加入肉桂和玫瑰水。據傳說，它最早是在諾亞方舟上烹製的，一道菜包含七種不同的食材。所有的安納托利亞人都做過飯，並且仍在做飯，尤其是在回曆月。
- 水果膏：一些傳統的土耳其甜點以水果為主，例如榅桲膏（ayva tatlısı）、無花果膏（incir tatlısı）、南瓜膏（kabak tatlısı）、蘋果膏（elma tatlısı）和梨膏（armut tatlısı）。這些水果糕都是在鍋中與糖、康乃馨和肉桂一起烹製，不加水，再放入冰箱冷藏。
- 杏仁脆餅（kurabiye）：由杏仁粉製成的乾燥餅乾在土耳其語中都可以叫作這個稱謂，最常見的類型是acıbadem kurabiyesi（僅用雞蛋、糖和杏仁製成）、un kurabiyesi（用小麥粉和蜂蜜）和 cevizli kurabiye（用南瓜和核桃）。
- 土耳其塗醬（Tahin-pekmez）：是一種傳統組合，尤其是在農村地區可以用來塗麵包，Tahin是芝麻醬的意思，pekmez是葡萄果醬的意思，一些大品牌的塗醬會在罐子裏把這兩個醬混合。
- 土耳其軟糖（Lokum）：是一種在飯後易於消化的食物，甜度廣泛，有極度甜的，也有幾乎沒有甜味的，在奧斯曼時代被稱為“rahat hulkum”，是一種廣為人知的糖果。
- 胡蘿蔔椰絲糖糕（Cezerye）：在全土耳其地圖常見，在切爾克斯地區也被稱為Churchkhela和pestil，除了使用胡蘿蔔和椰絲以外，也會使用各種水果的果皮，屬於兼顧健康的糕點。
- 扁桃仁膏（Marzipan）：半濃稠液體狀的甜膏，由磨碎的開心果製成，有很多口味會帶有薄荷的香氣，是土耳其另一種常見的甜點。
- 五彩太妃糖（macun）：類似於果凍，但是顏色妖艷。在馬尼薩/伊茲密爾地區也被稱為“nevruziye”，因為在春天的第一天，奧斯曼皇宮會分發包含41種不同的香料的糖噶誒當地民眾，人們認為讓小孩或戰士吃這種糖有助於健康，能增加免疫力、提高肌肉強度、甚至讓體臭消失。在奧斯曼帝國的首席藥劑師hekimbaşı的努力下，在帝國花園中種滿了可以加入這種糖中的各類草藥，奧斯曼的宮廷廚師也會把這些糖當做宴會的獎品送給那些對土耳其有功的大臣們。

以上所有零食，都可以配土耳其膠冰淇淋、乾果、玫瑰花瓣冰淇淋、無花果、葡萄、杏子是和凝結奶油食用，也可配合土耳其茶或土耳其咖啡吃，一般在晚餐後吃是最主流的方式，但現代土耳其人也喜歡在早晨或下午吃。

### 街頭食品

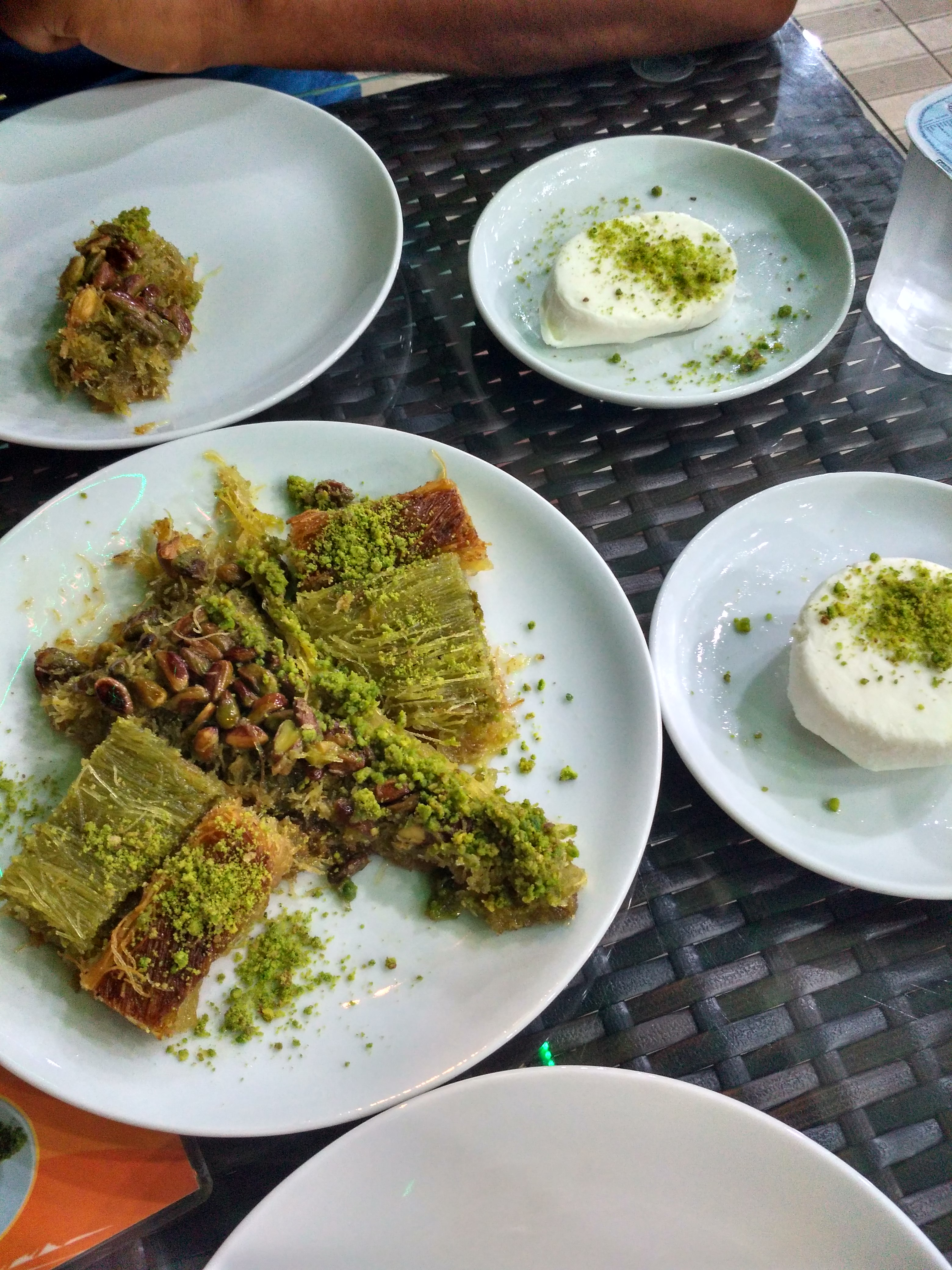
於在歐美看到的沙威瑪小攤相反，土耳其的街頭食物非常正規，會像餐廳一樣用盤子裝菜。圖中為土耳其烤肉配冰淇淋

- 土耳其冰淇淋（Dövme dondurma）
- 冰杏仁（buzlu badem）
- 香炸貽貝（midye）
- 焦糖核桃（taze ceviz）
- 總匯薄扁麵包（gözleme）：在一種叫“yufka”的麵包裏面塞滿了土豆、白奶酪或 kaşar 奶酪、菠菜、碎肉或其他配料。
- 羔羊雜碎香腸（kokoreç）
- 炸魚蔬菜三明治（balık ekmek）
- 烤牛排蔬菜三明治（sucuk ekmek）
- 肉丸蔬菜三明治（köfte ekmek）
- 烤馬鈴薯（kumpir），在果肉質鬆軟的馬鈴薯上，澆kaşar奶酪、紅椒、青椒、香菜和其它香料
- 南瓜球（lokma）：用麵粉和南瓜粉蒸，再油炸出來的甜點丸子
- 烤玉米（közde mısır）
- 烤栗子（kestane）
- 芝麻捲甜圈（simit）
- 五彩太妃糖（Macun）

### 飲料

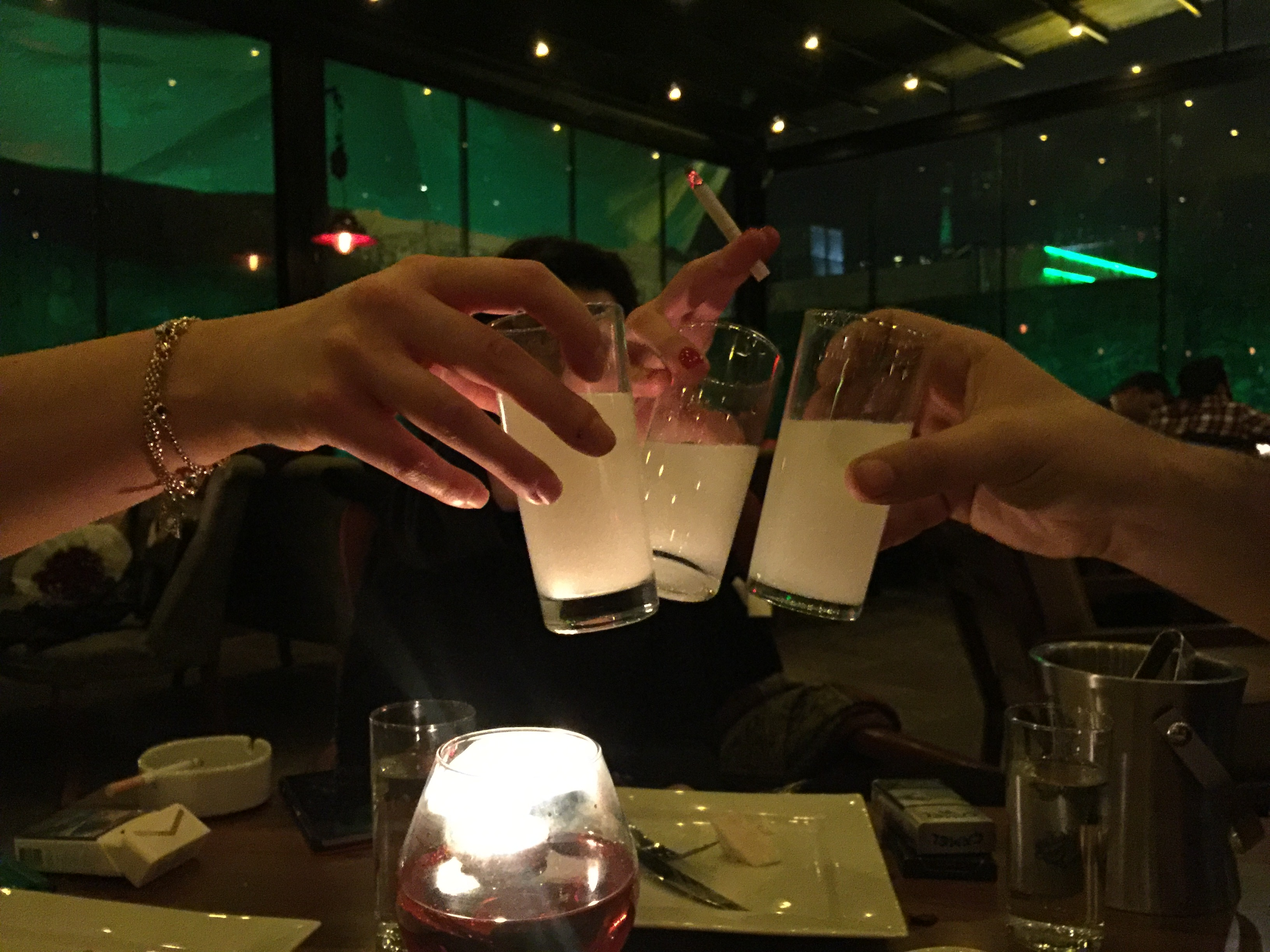
土耳其人用拉克酒舉杯

儘管大多數土耳其人信奉伊斯蘭教，但酒精飲料在现代土耳其共和国依然隨處可見，也有大量穆斯林偷偷喝。穆斯林们将葡萄酒改名为“葡萄汁發酵汽水”，将啤酒說成是“黑麥汁”。亦有農民自己不喝酒，卻將酒販賣給歐洲人赚钱。

#### 發酵酒
拉克酒（Rakı）：是土耳其的一種茴香味、乳香味的酒，可以加牛奶，是土耳其最受歡迎的酒精飲料。

#### 啤酒

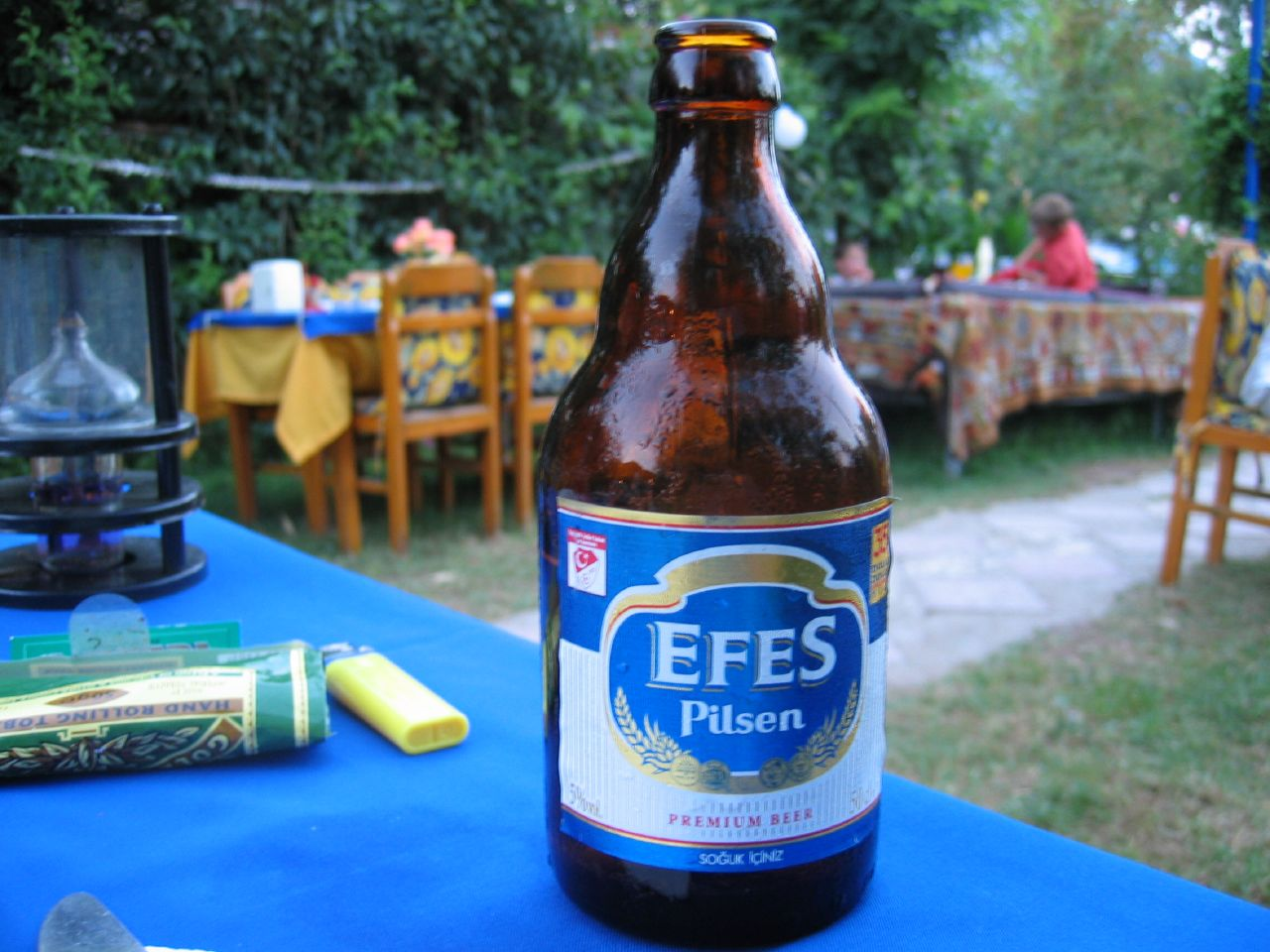
用麵包糠釀製的土耳其啤酒

有一些當地品牌的貯藏啤酒，例如Bomonti、Marmara 34 和Efes Pilsen，以及少量在土耳其生產的國際啤酒，例如 Skol、Beck's、Miller、Foster's、Carlsberg和Tuborg。在土耳其，精釀啤酒在今天開始流行；Gara Guzu 、Feliz Kulpa、Pablo和Graf是一些土耳其精釀啤酒品牌

#### 葡萄酒

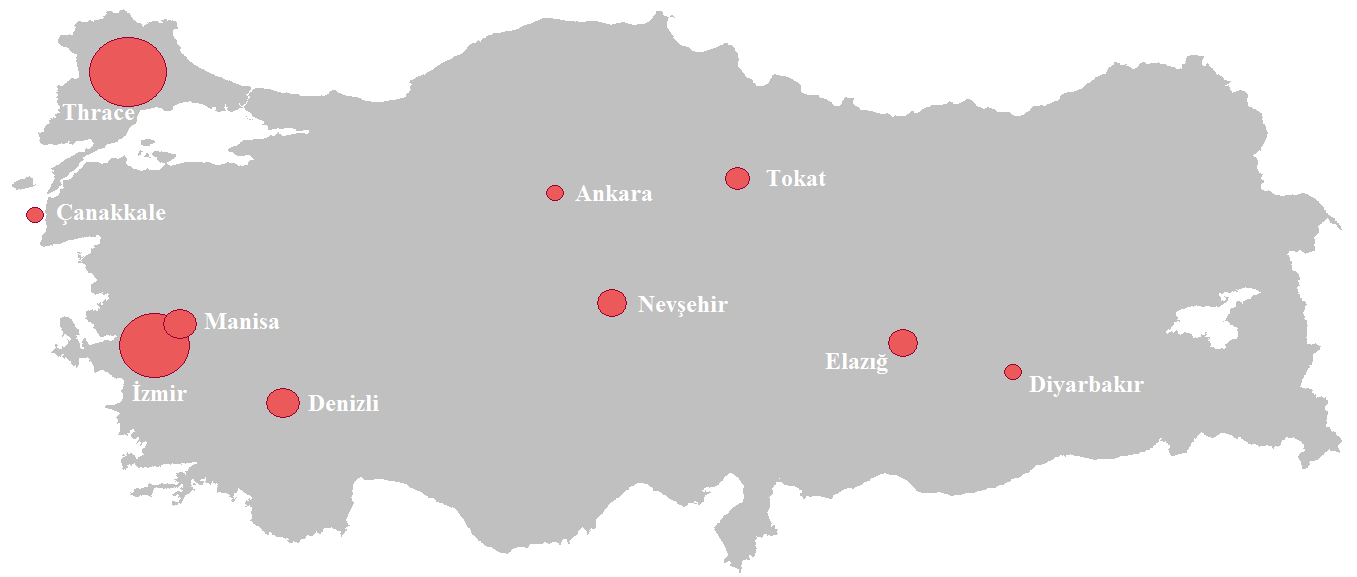
土耳其葡萄酒的幾個產地

在奧斯曼帝國時代，因為國教是伊斯蘭教，而且土耳其是伊斯蘭世界的領袖，所以嚴格禁止發展酒類。在凱末爾把土耳其改組為共和國後，為了不浪費土耳其本身極度適合種植葡萄的地理環境，也為了對歐洲國家出口葡萄酒以賺取外匯，於是在土耳其全國培育了一大批葡萄品種。目前土耳其共和國已經成立近100年，早已把葡萄酒的品牌塑造成功，常見的品牌有Sevilen、Kavaklıdere 、Doluca、Corvus、Kayra、Pamukkale和Diren，各種當地葡萄酒隨著影響葡萄酒生產的氣候條件的變化而越來越受歡迎。
紅葡萄酒的產地有；
- 馬爾馬拉地區：黑皮諾、Adakarası、Papazkarası、Semillion、Kuntra、Gamay、Cinsault；
- 愛琴海地區：佳麗釀、恰爾卡拉斯、梅洛,赤霞珠,阿利坎特布歇;
- 黑海地區：Öküzgözü，Boğazkere；
- 安納托利亞中部：Kalecik Karası、Papazkarası、Dimrit；
- 地中海地區：Sergi Karası , Dimrit。

白葡萄酒的產地有；
- 馬爾馬拉地區：霞多麗、雷司令、賽美林、白勒斯、亞平卡；
- 愛琴海地區：麝香葡萄和賽美林;
- 黑海地區：Narince；
- 安納托利亞中部：埃米爾，山羊奶酪。

除了上述的量產型葡萄酒，遊客可以在卡帕多奇亞、內夫謝希爾、愛琴海沿岸、塞爾丘克、博茲賈阿達找到非工廠生產的“農家自釀”葡萄酒。

#### 非酒精類飲料

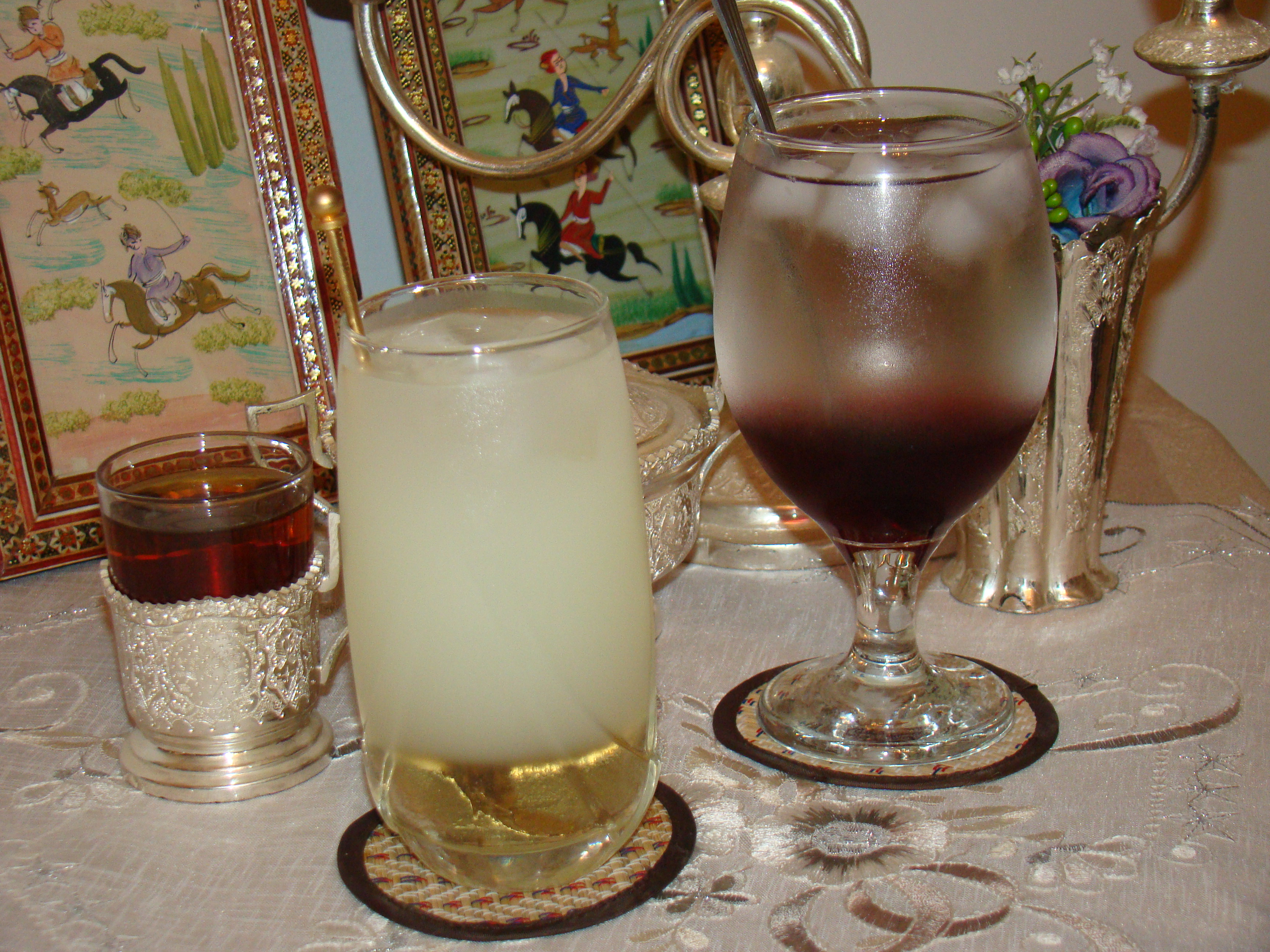
檸檬和櫻桃口味的冰凍果子露

- 土耳其茶(çay)：土耳其人在早餐時和一整天都喝茶，以紅茶為最主要的模式，綠茶類很少。在土耳其，茶是用兩個茶壺泡的。上鍋熬製的濃苦茶，下鍋加開水沖淡。土耳其咖啡( kahve ) 通常在飯後或與甜點一起供應。
- 杜格優格（Ayran）：土耳其最常見的牛奶飲料，間於濃稠優格和牛奶之間的口感，除了搭配魚和其他海鮮的菜餚外，它幾乎可以搭配土耳其的所有菜餚。它是優格、酸奶和氣泡水的混合物，類似於lassi，可根據口味加鹽和檸檬汁喝。
- 黑胡蘿蔔汁（Şalgam suyu）：溫和或辛辣的口味，是一種發酵的飲料，呈現妖艷的紫紅色，通常與烤肉串搭配或與rakı一起食用。
- 博薩米酒（Boza）：是一種傳統的冬季飲品，屬於有酒味，但是只有1%酒精的飲料，在全世界的法律中都可以算作是無酒精。常與肉桂一起冷飲，有時與leblebi一起飲用。
- 肉桂蘭莖奶（Sahlep）：是土耳其冬季的特殊飲品，尤其受到女性的熱愛，可以搭配巧克力、肉桂和糖。這個飲料的沖泡粉末是從野生蘭花的根中提取的，也可用於土耳其冰淇淋。在咖啡從非洲傳入土耳其之前，是西歐流行的一種飲品，目前這種飲料在歐洲不常見，反而在土耳其廣為流行。
- 檸檬水（Limonata）：另一個和全世界接軌的飲料，簡單、便於製作，在土耳其的富裕或貧窮階層都非常受歡迎。它傳統上與果仁蜜餅和其他糖果一起食用。有時檸檬水會加入草莓，形成漂亮夢幻的粉紅色，叫çilekli limonata。
- 冰凍果子露，果子露（şerbet) ：是一種酸甜可口的果汁，可以由多種成分中的任何一種製成，尤其是水果、花卉或草藥，包括梨、榅桲、草莓、蘋果、山茱萸、石榴、橙子、玫瑰花瓣、玫瑰果、甘草和香料，果子露用冷水稀釋後飲用。
- 杏李丸子粥（hoşaf）：來自於波斯，即現在的伊朗，從伊朗文的“Khosh-ab”一詞而來，意為“淡水”，由杏子和李子做成的丸子組成，呈現甜膩的味道。